# Levhart skvrnitý
Levhart skvrnitý (Panthera pardus) či pouze levhart, někdy také nazývaný leopard, panter, panther nebo pardál, je velká kočkovitá šelma. Druh vědecky popsal Carl Linné ve svém díle Systema naturae v roce 1758. Levharti se vyvinuli pravděpodobně v Africe asi před 3–4 miliony let, odkud se rozšířili do Asie a Evropy.
Levhart je statná kočkovitá šelma s velkou hlavou, středně dlouhými končetinami a dlouhým ocasem. Velmi se podobá jaguárovi, který je však robustnější, má relativně kratší ocas a větší rozety. Hmotnost dospělých jedinců se pohybuje od 17 kg do 90 kg, délka těla včetně ocasu od 140 cm do 240 cm, výjimečně i více. Pohlavní dimorfismus je většinou výrazný, samci bývají minimálně o 30–50 % těžší než samice. Levhart je charakteristický žlutou, pískovou, okrovou, oranžovou či cihlovou barvou srsti, na níž jsou rozmístěny černé skvrny a rozety. Ty většinou nebývají vyplněny menšími skvrnkami, ale srst uvnitř rozet má často poněkud tmavší barvu než srst okolo. Spodní část těla je světlejší než boky a hřbet. Někteří jedinci mají vyšší produkci pigmentu melaninu, který způsobuje černé zbarvení srsti. Takoví se vyskytují nejčastěji v jihovýchodní Asii a jsou označováni jako černí levharti či černí panteři.
Jako jedna z mála velkých kočkovitých šelem se zdržuje často v korunách stromů, kam si vynáší kořist a ukrývá si ji zde před dalšími predátory, například lvy a hyenami. Má velkou sílu a stavbu těla uzpůsobenou ke šplhání, a tak je schopen vytáhnout na strom zvíře podstatně těžší, než je on sám. Jeho kořistí se může stát široká škála živočichů, především antilopy, gazely, divoké ovce, kozy a prasata, regionální druhy turů a jelenů, primáti, malé šelmy, ptáci a v nouzi i menší živočichové jako hlodavci, plazi a hmyz. Na vyhlédnutou oběť útočí ze zálohy, před finálním výpadem se snaží dostat na co nejkratší vzdálenost. K přiblížení využívá křoviny, podrost a skály, občas si na kořist počíhá i na stromě. Málokdy prchající oběť pronásleduje na delší vzdálenost než několik desítek metrů. Krátkodobě je schopen běžet rychlostí okolo 60 km/h.
Je to skrytě žijící samotářské zvíře. Pokud jsou pozorovány skupinky levhartů pohromadě, jde téměř vždy o samici s mláďaty nebo o pár v době páření. Jedná se o spíše nočního živočicha, a to především v oblastech, kde ho ruší lidské aktivity. Velkou část dne tráví odpočinkem, k čemuž mu většinou slouží stromy nebo skály. Mezi jeho nepřátele a konkurenty patří lvi, hyeny, tygři, psi hyenovití, dhoulové, vlci a paviáni.
Má důležité postavení v lidské historii a kultuře. Byl obdivován a zároveň obáván, symbolizoval sílu, divokost, eleganci a lstivost. Je jedním z heraldických zvířat, objevuje se na mnoha státních znacích. Spolu se lvy a tygry se právě levharti nejčastěji stávají lidožrouty, kteří především v Indii stále rozsévají hrůzu mezi lidmi. Kromě toho nezřídka napadají lidmi chovaná domácí zvířata a jsou proto již po staletí pronásledováni a zabíjeni.
Levharti žijí v Africe a v Asii (jižně od cca 45° s. š.) v mnoha typech prostředí. Nevyskytují se jen v rozsáhlých pouštích a v některých vysokohorských oblastech. Původní území výskytu bylo podstatně větší, ale kvůli pronásledování a dalším lidským aktivitám se neustále zmenšuje. Byli již vyhubeni v Jordánsku, Uzbekistánu, Jižní Koreji, Singapuru, Kuvajtu, Sýrii, Libyi, Tunisku a pravděpodobně i Maroku. Z fosilních nálezů vyplývá, že se v pleistocénu levharti vyskytovali i v Evropě, ale postupně odsud zmizeli. Ačkoliv se jedná o jednu z nejrozšířenějších kočkovitých šelem, několik regionálních forem či poddruhů čelí akutní hrozbě vyhynutí. IUCN hodnotí levharta skvrnitého jako zranitelný druh.

## Etymologie

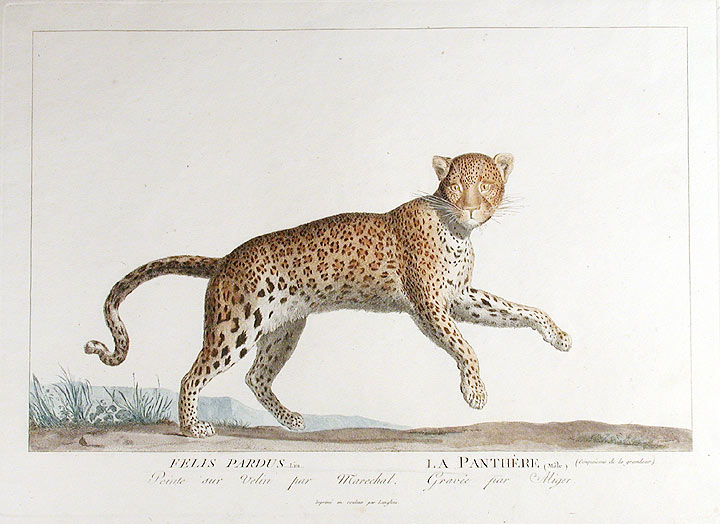
Obrázek levharta od Simona Charlese Migera z přelomu 18. a 19. století uvedený pod tehdy užívaným vědeckým pojmenováním Felis pardus

Jméno levhart se do češtiny dostalo ze staré němčiny, konkrétně ze slova lewehart, které poněkud zkomolilo latinský, respektive řecký název leopard či leopardus. Koncovka -hart byla zřejmě utvořena podle obdobného zakončení vlastních jmen Leonhart (Leonard, Linhart), Rīchart (Richard) či Bernhart (Bernard) ve významu „tvrdý, silný“. Název „leopard“ se i v češtině používá jako plnohodnotné synonymum. Toto pojmenování, užívané pravidelně od 13. století, vzniklo spojením dvou slov: leo případně leon (lev) a pardos či pardus (pardál), neboť se myslelo, že se jedná o křížence lva a pardála, neboli pantera, který byl považován za jiné zvíře než levhart. Název jako jeden z prvních použil Plinius starší ve svém díle Naturalis historia. Slovo pardos (pardál) má zřejmě spojitost se sanskrtským prdakuh, což je označení pro pantera či tygra. Podobně jako slovo leopard vznikl i název gepard – z italského slova gattopardo složením gatto (kočka) a pardo (pardál).

První vědecké pojmenování levharta Felis pardus vytvořil Carl Linné ve svém díle Systema naturae. Kombinaci jmen Panthera pardus použil poprvé v roce 1868 Leopold Fitzinger. Název vychází z latiny, i když původně jde o řecké πάνθηρ (pánthēr) a πάρδος (pardos). Pan- (πάν), znamená „vše“ a thēr (θήρ) „kořist“, což se dá přeložit jako „kořistí je pro něj vše“ anebo volněji „predátor všech zvířat“, druhové pardos (πάρδος) znamená „panteří samec“.

## Taxonomie
Levhart skvrnitý patří do čeledi kočkovití a do podčeledi velké kočky (Pantherinae). Spolu s tygry, lvy, jaguáry a irbisy je řazen do rodu Panthera, jehož název nemá český ekvivalent. Toto zařazení zavedl v roce 1917 Reginald Innes Pocock, když prováděl revizi systematiky kočkovitých šelem. Taxonomie rodu Panthera není doposud uspokojivě vyřešena, neboť nepanuje shoda ve fylogenezi. Začátkem 21. století byly uskutečněny několikeré studie, z nichž každá přinesla poněkud odlišné výsledky. Nicméně vyplývá z nich, že rod Panthera se od společného předka s ostatními kočkami oddělil asi před 11 miliony lety a samotný druh Panthera pardus vznikl asi před 2,8–4,35 miliony lety, což naznačují i fosilní nálezy. Zástupci druhu žili v různých obdobích pleistocénu v Africe, Evropě a Asii. Většina těchto původních levhartů ale postupně vyhynula. Ve své moderní podobě se levhart skvrnitý objevil v Africe asi před 470 000–850 000 lety, odkud pak migroval do Asie. Podle většiny fylogenetických vývodů je nejbližším příbuzným levharta lev (Panthera leo), následován jaguárem (Panthera onca). Naopak irbis (Panthera uncia), často nazývaný sněžný levhart, není zřejmě s levhartem skvrnitým tak úzce spřízněn. Nicméně nejnovější studie z roku 2016 zkoumala jadernou i mitochondriální DNA a její výsledky reprezentují následující kladogramy.
|  | \| \| Panthera leo (lev) \| \| \| \| \| \| Panthera pardus (levhart) \| \| \| \| |
|  |                                                                                  |
|  | Panthera onca (jaguár)                                                           |
|  |                                                                                  |
|  | Panthera leo (lev)                                                               |
|  |                                                                                  |
|  | Panthera pardus (levhart)                                                        |
|  |                                                                                  |

|  | Panthera leo (lev)        |
|  |                           |
|  | Panthera pardus (levhart) |
|  |                           |

|  | Panthera uncia (irbis) |
|  |                        |
|  | Panthera tigris (tygr) |
|  |                        |

|  | \| \| Panthera leo (lev) \| \| \| \| \| \| Panthera pardus (levhart) \| \| \| \| |
|  |                                                                                  |
|  | Panthera onca (jaguár)                                                           |
|  |                                                                                  |
|  | Panthera leo (lev)                                                               |
|  |                                                                                  |
|  | Panthera pardus (levhart)                                                        |
|  |                                                                                  |

|  | Panthera leo (lev)        |
|  |                           |
|  | Panthera pardus (levhart) |
|  |                           |

|  | Panthera uncia (irbis) |
|  |                        |
|  | Panthera tigris (tygr) |
|  |                        |

|  | \| \| Panthera leo (lev) \| \| \| \| \| \| Panthera pardus (levhart) \| \| \| \| |
|  |                                                                                  |
|  | Panthera onca (jaguár)                                                           |
|  |                                                                                  |
|  | Panthera leo (lev)                                                               |
|  |                                                                                  |
|  | Panthera pardus (levhart)                                                        |
|  |                                                                                  |

|  | Panthera leo (lev)        |
|  |                           |
|  | Panthera pardus (levhart) |
|  |                           |

|  | Panthera uncia (irbis) |
|  |                        |
|  | Panthera tigris (tygr) |
|  |                        |

|  | \| \| Panthera leo (lev) \| \| \| \| \| \| Panthera pardus (levhart) \| \| \| \| |
|  |                                                                                  |
|  | Panthera onca (jaguár)                                                           |
|  |                                                                                  |
|  | Panthera leo (lev)                                                               |
|  |                                                                                  |
|  | Panthera pardus (levhart)                                                        |
|  |                                                                                  |

|  | Panthera leo (lev)        |
|  |                           |
|  | Panthera pardus (levhart) |
|  |                           |

|  | Panthera uncia (irbis) |
|  |                        |
|  | Panthera tigris (tygr) |
|  |                        |

|  | \| \| Panthera leo (lev) \| \| \| \| \| \| Panthera pardus (levhart) \| \| \| \| |
|  |                                                                                  |
|  | Panthera uncia (irbis)                                                           |
|  |                                                                                  |
|  | Panthera leo (lev)                                                               |
|  |                                                                                  |
|  | Panthera pardus (levhart)                                                        |
|  |                                                                                  |

|  | Panthera leo (lev)        |
|  |                           |
|  | Panthera pardus (levhart) |
|  |                           |

|  | \| \| Panthera leo (lev) \| \| \| \| \| \| Panthera pardus (levhart) \| \| \| \| |
|  |                                                                                  |
|  | Panthera uncia (irbis)                                                           |
|  |                                                                                  |
|  | Panthera leo (lev)                                                               |
|  |                                                                                  |
|  | Panthera pardus (levhart)                                                        |
|  |                                                                                  |

|  | Panthera leo (lev)        |
|  |                           |
|  | Panthera pardus (levhart) |
|  |                           |

|  | \| \| Panthera leo (lev) \| \| \| \| \| \| Panthera pardus (levhart) \| \| \| \| |
|  |                                                                                  |
|  | Panthera uncia (irbis)                                                           |
|  |                                                                                  |
|  | Panthera leo (lev)                                                               |
|  |                                                                                  |
|  | Panthera pardus (levhart)                                                        |
|  |                                                                                  |

|  | Panthera leo (lev)        |
|  |                           |
|  | Panthera pardus (levhart) |
|  |                           |

|  | \| \| Panthera leo (lev) \| \| \| \| \| \| Panthera pardus (levhart) \| \| \| \| |
|  |                                                                                  |
|  | Panthera uncia (irbis)                                                           |
|  |                                                                                  |
|  | Panthera leo (lev)                                                               |
|  |                                                                                  |
|  | Panthera pardus (levhart)                                                        |
|  |                                                                                  |

|  | Panthera leo (lev)        |
|  |                           |
|  | Panthera pardus (levhart) |
|  |                           |

|  | \| \| Panthera leo (lev) \| \| \| \| \| \| Panthera pardus (levhart) \| \| \| \| |
|  |                                                                                  |
|  | Panthera uncia (irbis)                                                           |
|  |                                                                                  |
|  | Panthera leo (lev)                                                               |
|  |                                                                                  |
|  | Panthera pardus (levhart)                                                        |
|  |                                                                                  |

|  | Panthera leo (lev)        |
|  |                           |
|  | Panthera pardus (levhart) |
|  |                           |

|  | \| \| Panthera leo (lev) \| \| \| \| \| \| Panthera pardus (levhart) \| \| \| \| |
|  |                                                                                  |
|  | Panthera uncia (irbis)                                                           |
|  |                                                                                  |
|  | Panthera leo (lev)                                                               |
|  |                                                                                  |
|  | Panthera pardus (levhart)                                                        |
|  |                                                                                  |

|  | Panthera leo (lev)        |
|  |                           |
|  | Panthera pardus (levhart) |
|  |                           |

|  | \| \| Panthera leo (lev) \| \| \| \| \| \| Panthera pardus (levhart) \| \| \| \| |
|  |                                                                                  |
|  | Panthera uncia (irbis)                                                           |
|  |                                                                                  |
|  | Panthera leo (lev)                                                               |
|  |                                                                                  |
|  | Panthera pardus (levhart)                                                        |
|  |                                                                                  |

|  | Panthera leo (lev)        |
|  |                           |
|  | Panthera pardus (levhart) |
|  |                           |

|  | \| \| Panthera leo (lev) \| \| \| \| \| \| Panthera pardus (levhart) \| \| \| \| |
|  |                                                                                  |
|  | Panthera uncia (irbis)                                                           |
|  |                                                                                  |
|  | Panthera leo (lev)                                                               |
|  |                                                                                  |
|  | Panthera pardus (levhart)                                                        |
|  |                                                                                  |

|  | Panthera leo (lev)        |
|  |                           |
|  | Panthera pardus (levhart) |
|  |                           |

Genetickou výbavu druhu tvoří běžný diploidní karyotyp 2n = 36 chromozomů.

### Levhart vs. pardál vs. panter
Již ve starověkém Římě vznikl zmatek v pojmenování levharta. Římané používali jméno pardus (pardál) pro samce levharta, zatímco panthera (panter) pro geparda, jenž byl považován za samici levharta. Jméno leopard (levhart) pak označovalo údajného křížence pardála a lvice. Začátkem 17. století konstatoval anglický klerik Edward Topsell ve svém kompilačním díle History of Four-footed Beasts and Serpents, že stále panuje nejasnost v tom, co je levhart, pardál a panther. Předpokládal, že tyto kočky se navíc mísí se lvem a vytvářejí těžko rozlišitelné druhy. Ještě v 19. a začátkem 20. století, kdy se vytvářela systematika živočichů, se někteří vědci domnívali, že „levhart “a „panter“ (či „pardál“) jsou dva různé druhy kočkovitých šelem. Důvodem byly velké rozdíly ve velikostech zvířat a barevných odstínech srsti: panter byl oproti levhartovi údajně menší, měl kulatější hlavu a rozmazanější skvrny. Stejně tak melanická forma byla některými označována za zvláštní druh. Současná biologie považuje levharta skvrnitého za jeden druh, který však vytváří množství poddruhů (subspecií) a forem.

### Poddruhy a formy

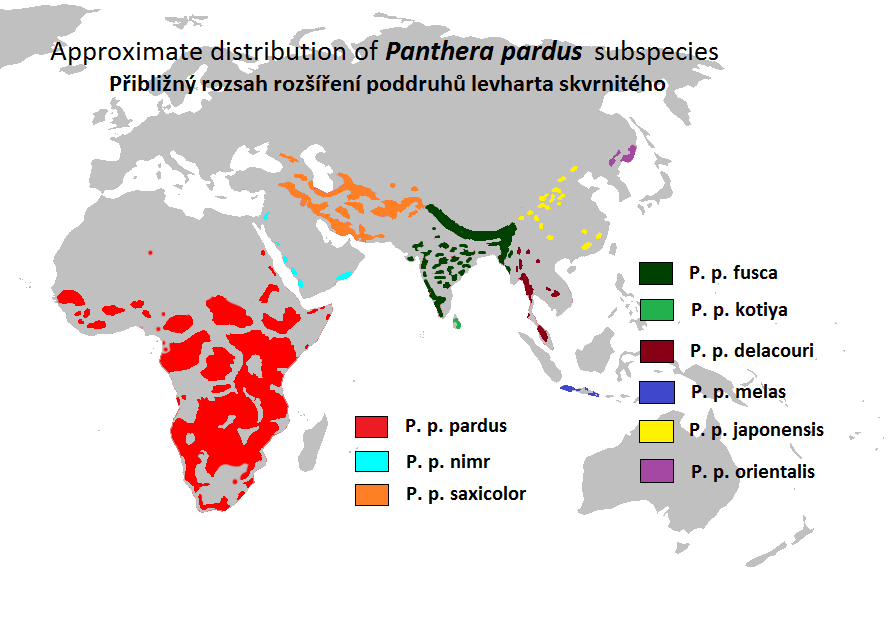
Mapa rozšíření 9 uznávaných poddruhů sestavená na základě nejnovějších dat (2015–2016)

Počet uznávaných subspecií se stále vyvíjí. Ještě do 80. let 20. století jich bylo vedeno okolo 30, po taxonomické revizi se jejich počet na základě genetických zkoumání snížil na 8, od roku 2001 jich je uznáváno 9. Nejzásadnější změnou bylo zahrnutí všech afrických levhartů do jednoho poddruhu. Taxonomie západoasijských levhartů je stále předmětem sporů. Někteří vědci věnovali velkou pozornost zvláštnosti levharta jávského a považují ho za poddruh značně odlišný od všech ostatních afrických i asijských levhartů, neboť žije již od středního pleistocénu (cca 600 tisíc let) odděleně od ostatních levhartů.
Soudobé studie tedy většinou vychází z rozdělení na 9 níže uvedených poddruhů. Mnohé z těchto subspecií stojí na pokraji vyhubení:
- Levhart africký (Panthera pardus pardus) je základní a nejrozšířenější poddruh zahrnující všechny africké formy. Žije na většině území Afriky. Velikost se regionálně velmi liší – některé místní populace mohou být velkého vzrůstu, jiné naopak malého.[38]
- Levhart arabský (Panthera pardus nimr) žije na jihu a západě Arabského poloostrova a v Izraeli, je nejmenším poddruhem a vyznačuje se světlým zbarvením. V přírodě je kriticky ohrožený, v zajetí ho chovají téměř výhradně arabské zoo, které vedou chovnou knihu.[39]
- Levhart perský (Panthera pardus saxicolor) vyskytuje se od Kavkazu až do Pákistánu. Je to největší poddruh, průměrná hmotnost samců dosahuje 67 kg.[40] Má šedookrové zbarvení, větší rozety a dlouhou, hustou srst. Je vzácný, v zoologických zahradách se občas chová, neboť ty se pokouší o jeho záchranu. V Česku tento poddruh chovají Zoo Dvůr Králové nad Labem a Zoo Jihlava.[41][42]
- Levhart indický (Panthera pardus fusca) žije v Přední Indii od Himálaje na severu až po mys Comorin na jihu, na východ areál výskytu zasahuje až po Myanmar. Je to velká forma, okrově žlutě zbarvená s pravidelně utvářenými velkými a poměrně řídce rozmístěnými rozetami. Dvůrek rozet nebývá výrazně tmavší než okolní základní zbarvení.[43]
- Levhart cejlonský (Panthera pardus kotiya) velký poddruh s tmavším zbarvením a malými rozetami. Je ohrožený a i v jeho případě se vede chovná kniha. V ČR ho chová Zoo Brno, Zoo Jihlava a Zoo Ostrava.[42]
- Levhart indočínský (Panthera pardus delacouri) žije v zemích Zadní Indie, Malajském poloostrově a v jižní Číně. Zbarvení je živě okrově oranžové se středně velkými až velkými rozetami, někdy s černými skvrnami uvnitř.[43] Na Malajském poloostrově jižně od šíje Kra jsou téměř všichni jedinci melaničtí.[44]
- Levhart jávský (Panthera pardus melas) je malým, kriticky ohroženým poddruhem z Jávy. Má krátkou narudlou srst, často se u něj vyskytuje melanismus.[43] Z evolučního hlediska je považován za značně odlišný poddruh.[37] V Česku je chován pouze v Zoo Praha.[42]
- Levhart čínský (Panthera pardus japonensis) žije ve východní a střední Číně. Má delší srst, tmavě okrové až cihlové zbarvení a je středního až většího vzrůstu.[43] Rozety má velké, občas s černými skvrnami uvnitř. V ČR chován v Zoo Liberec a v Zoo Plzeň.[42][45]
- Levhart mandžuský (Panthera pardus orientalis) je středně velká forma s hustou a velmi dlouhou srstí žijící v Přímořském kraji Ruska. Zbarvení je světlejší s velkými rozetami.[43] Počet zvířat v přírodě nepřevyšuje několik desítek jedinců a jde tedy o jednu z nejvzácnějších šelem. Zoologické zahrady se intenzivně pokouší o jeho záchranu a množství zvířat v zajetí převyšuje jejich počet v přírodě. V Česku mají velmi dobré zkušenosti s jejich chovem Zoo Praha, Zoo Olomouc a Zoo Ústí nad Labem.[42]

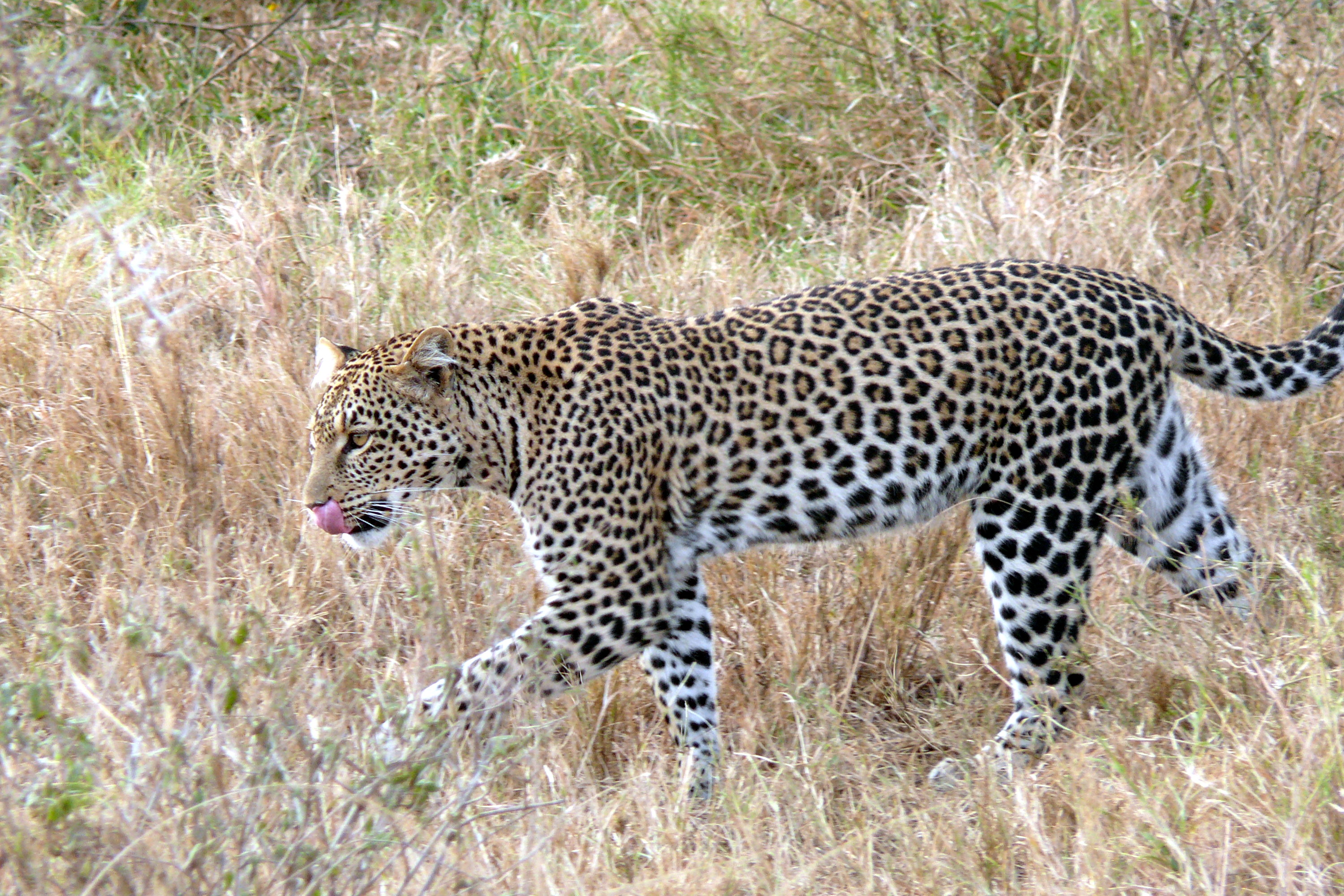
Levhart africký
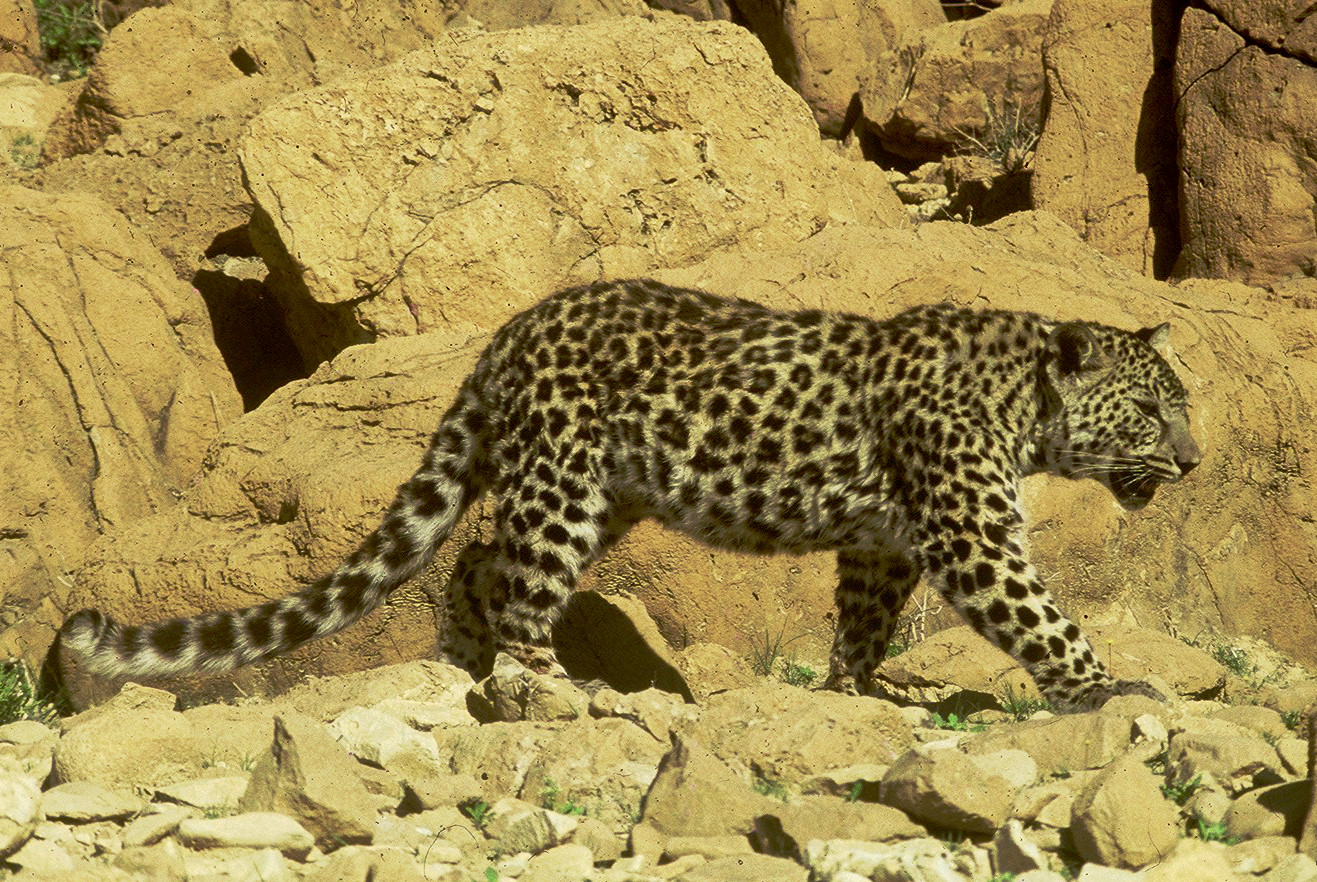
Levhart arabský
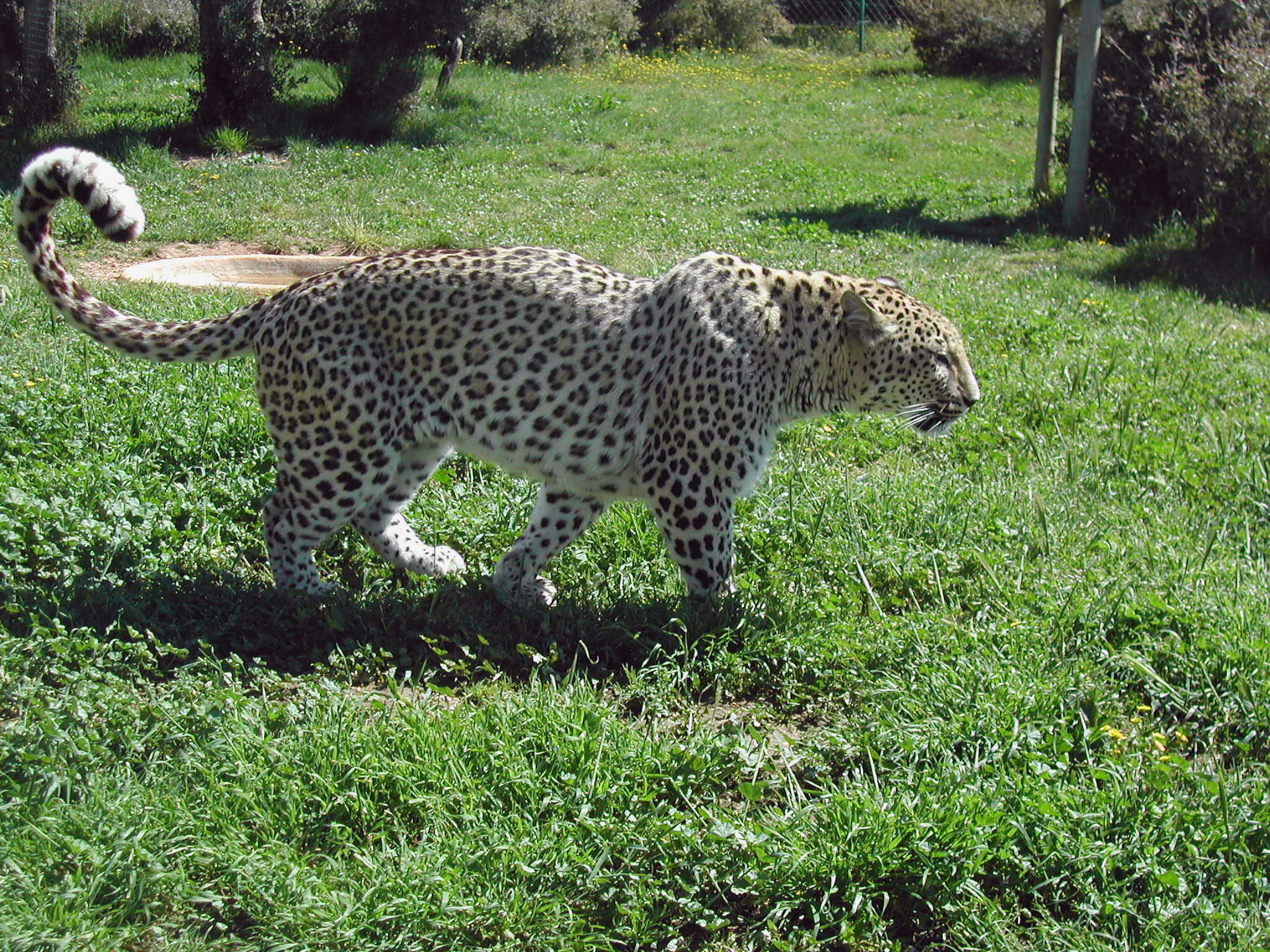
Levhart perský
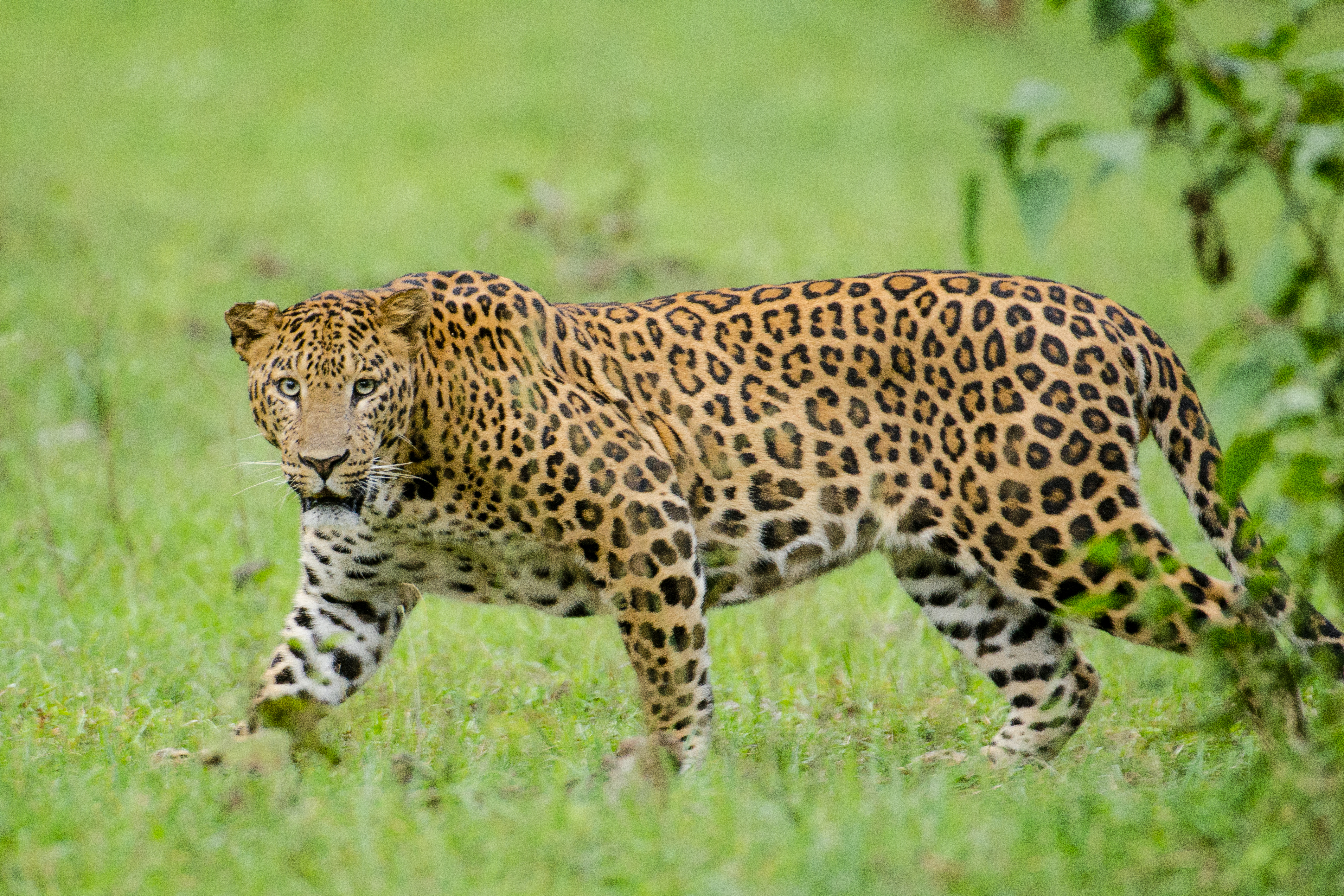
Levhart indický
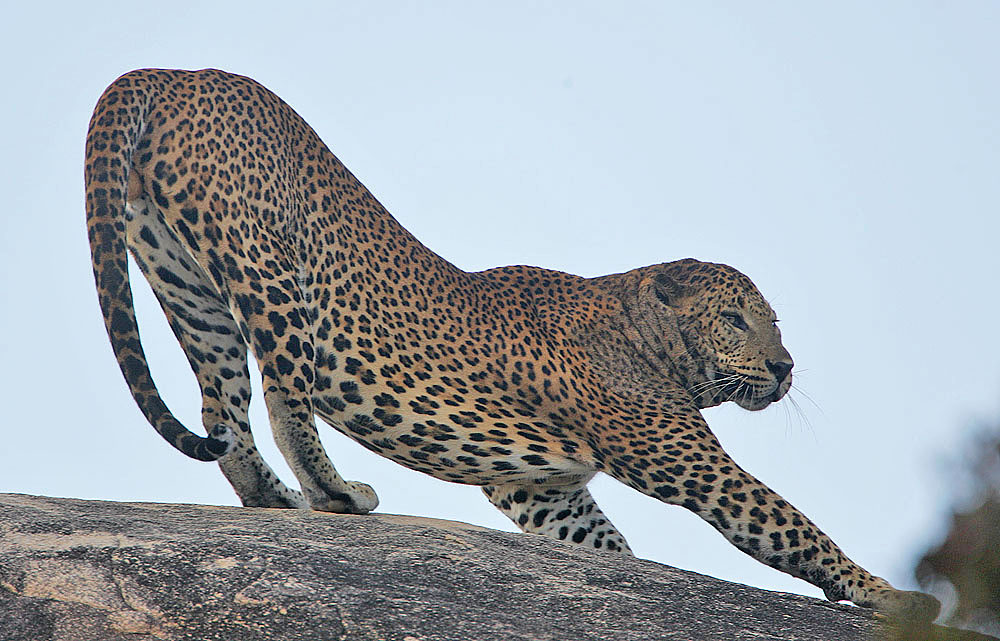
Levhart cejlonský
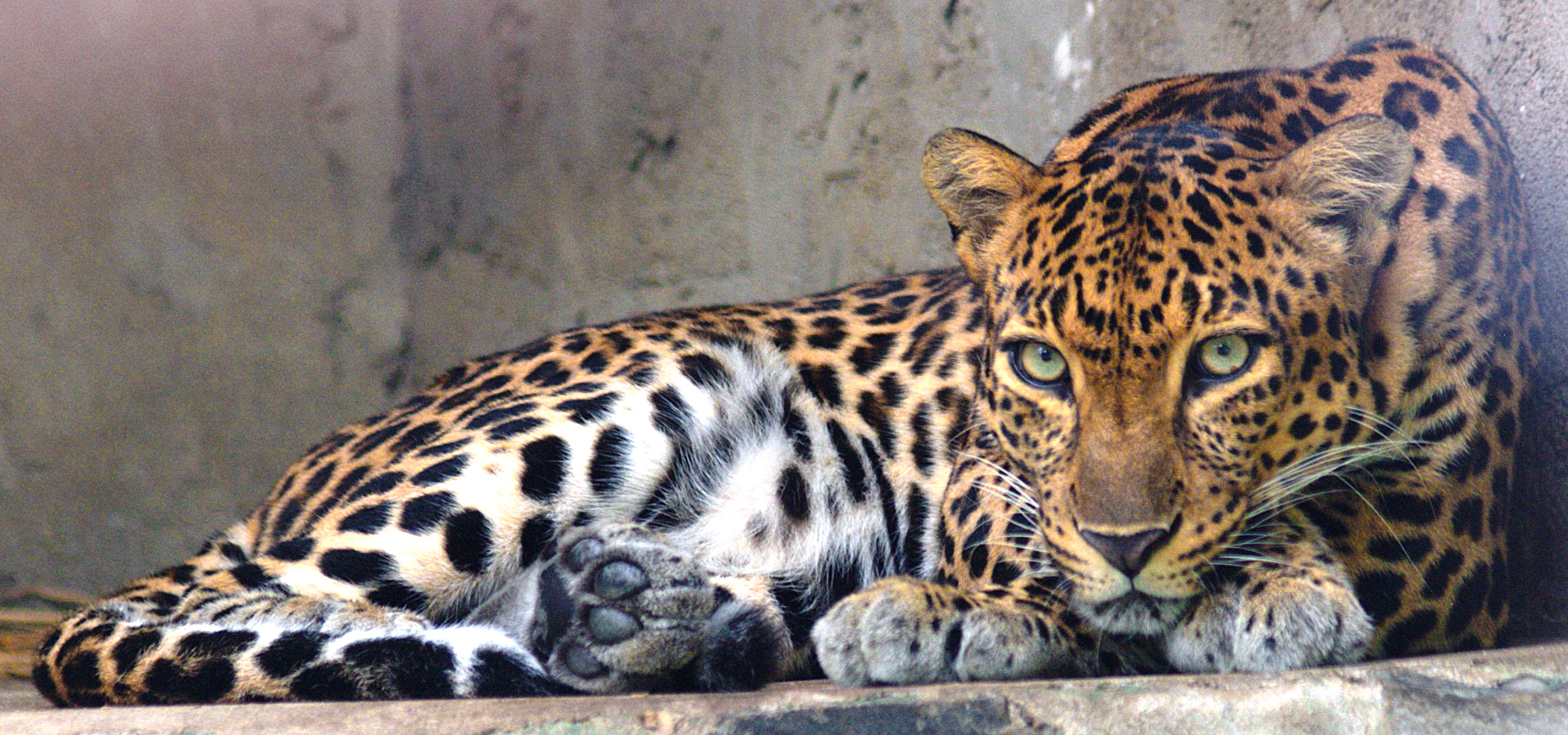
Levhart indočínský
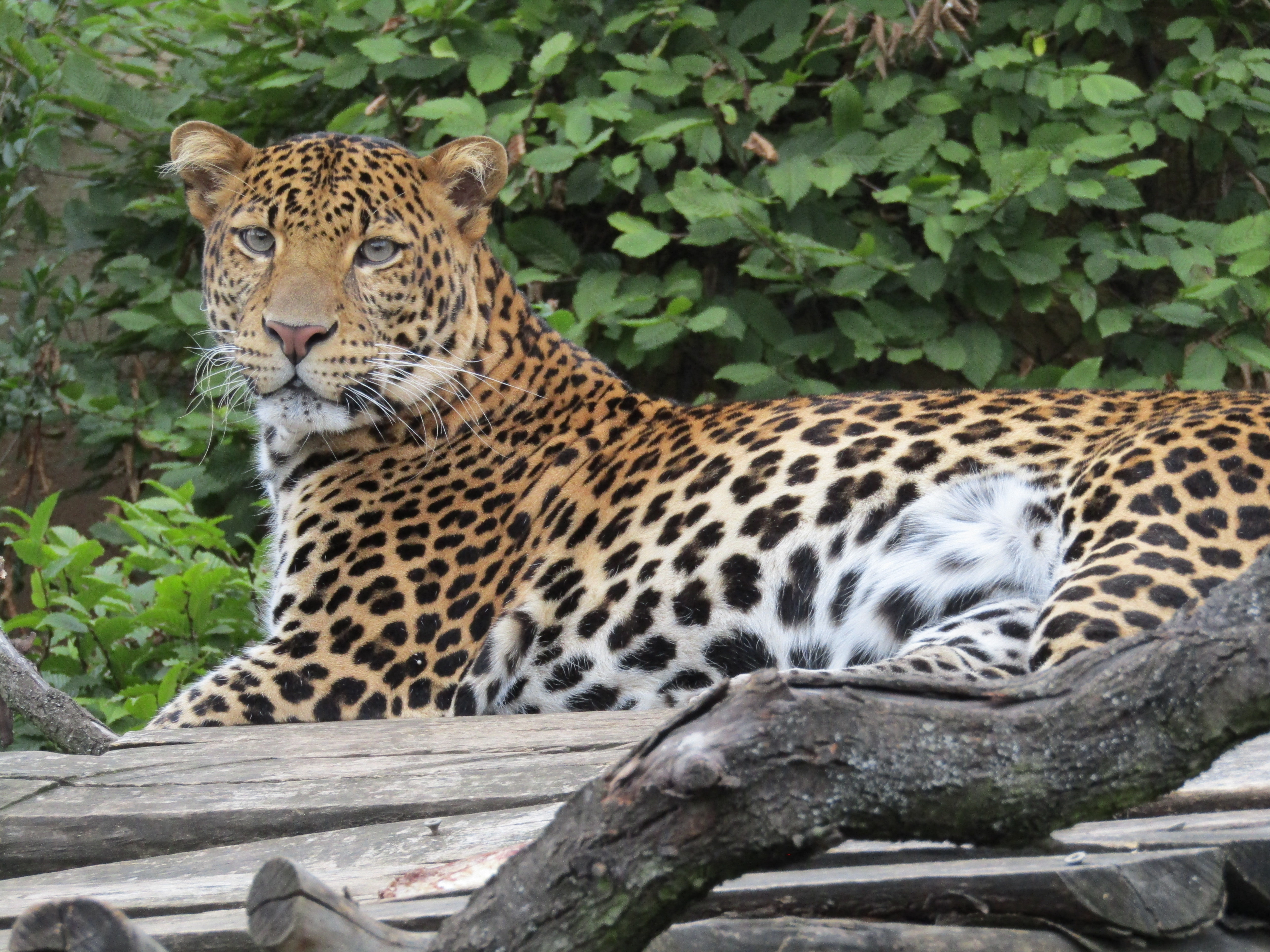
Levhart čínský
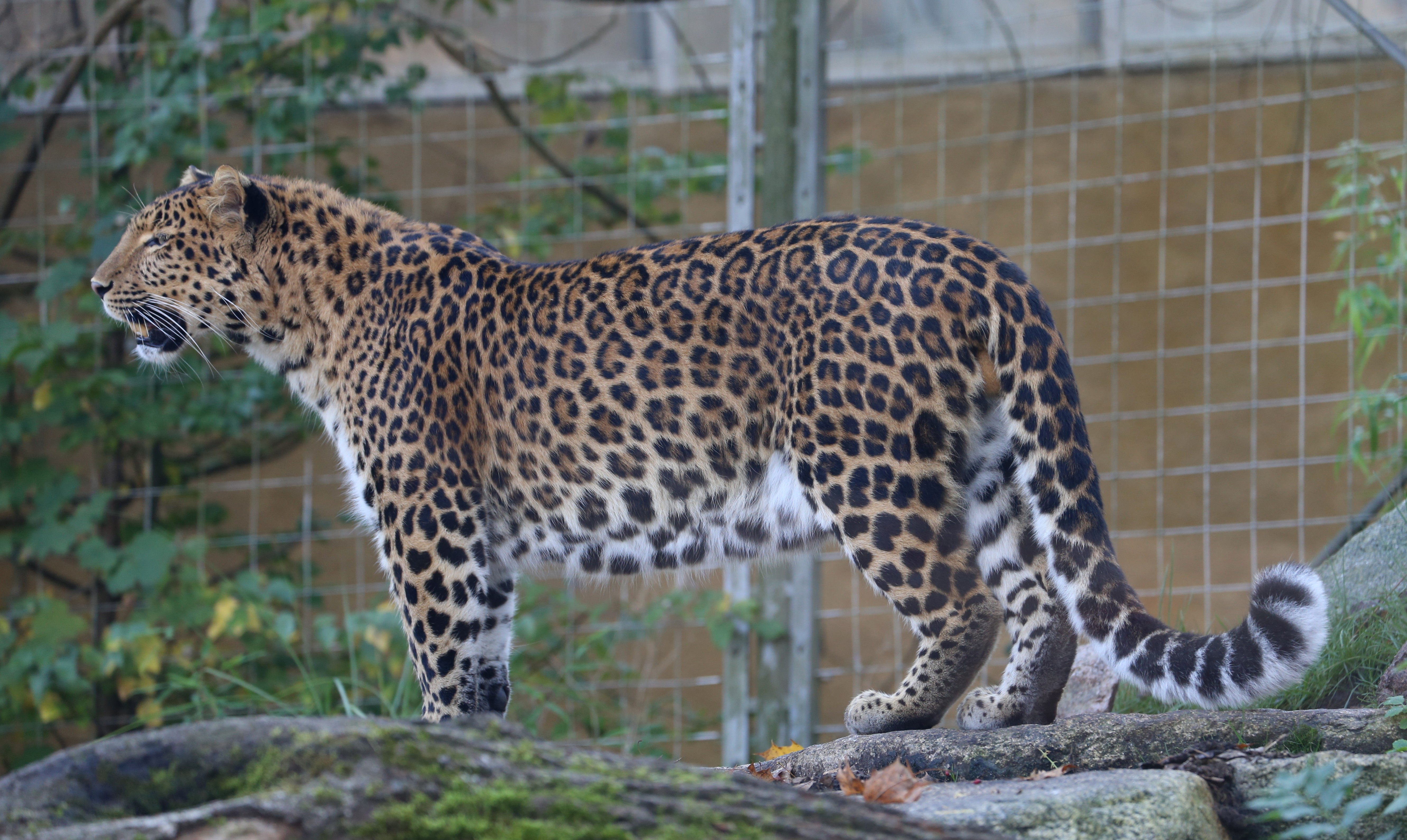
Levhart mandžuský
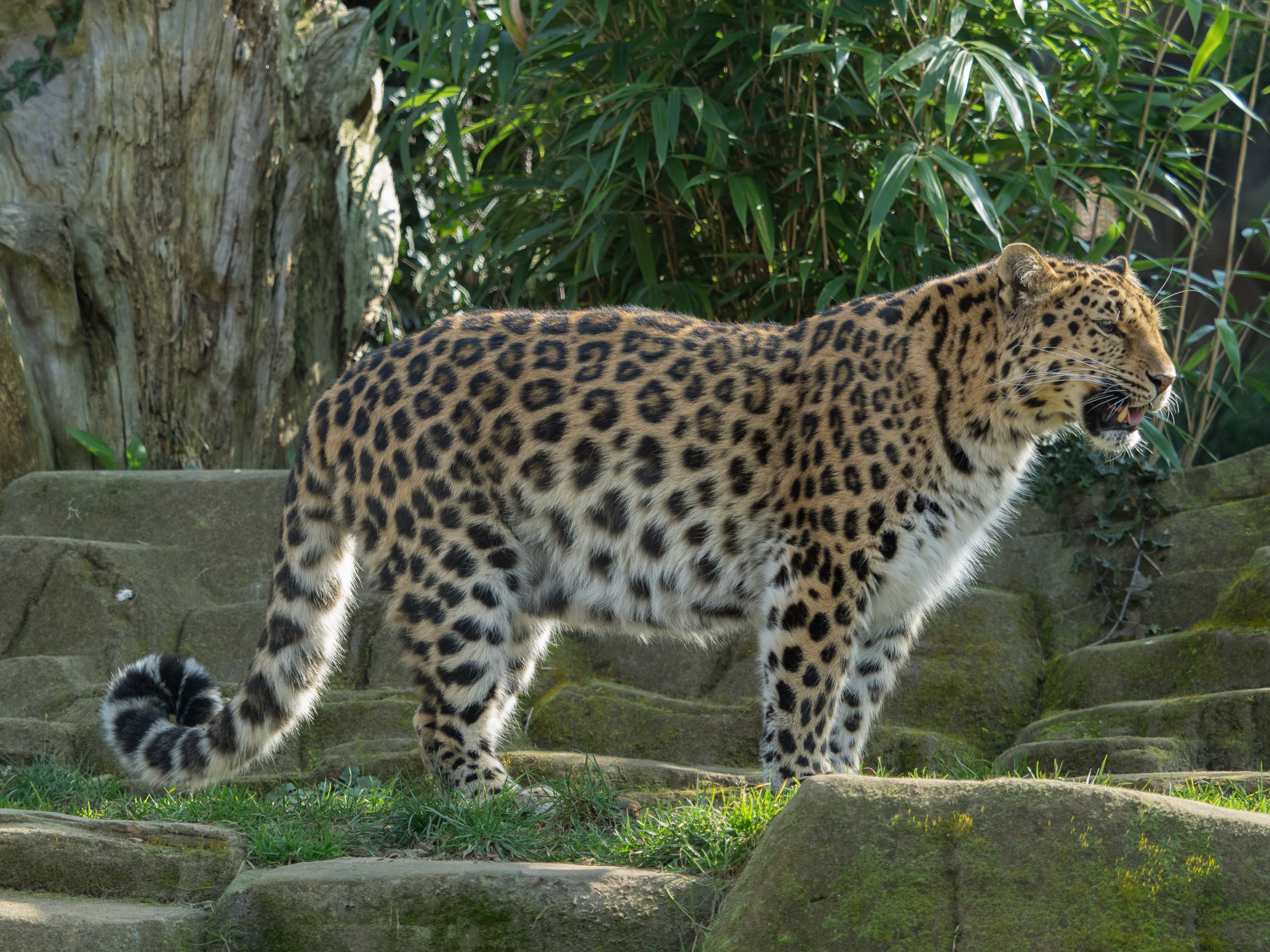
Levhart mandžuský

Regionální formy nebo předpokládané, ale již/zatím neuznávané poddruhy jsou:
- Levhart berberský (Panthera pardus panthera) je v současnosti (2016) již zřejmě vyhubená forma, která žila v oblasti pohoří Atlas v Maroku, Alžírsku a Tunisku.[46] Řazen k poddruhu levhart africký.
- Levhart eritrejský (Panthera pardus antinorii) obývá Eritreu a Etiopii. Řazen k poddruhu levhart africký.
- Levhart etiopský (Panthera pardus adusta) obývá pohoří v jižní Etiopii, je poměrně velký, tmavě zbarvený. Černě zbarvení jedinci se vyskytují relativně častěji. Řazen k poddruhu levhart africký.
- Levhart jihoafrický (Panthera pardus shortridgei) je velká forma se žlutooranžovým zbarvením žijící ve státech jižní Afriky. Řazen k poddruhu levhart africký.
- Levhart kapský (Panthera pardus melanotica) je velmi malá regionální forma žijící v provincii Kapsko. Řazen k poddruhu levhart africký.
- Levhart konžský (Panthera pardus iturensis) obývá tropické pralesy Konga, je menšího vzrůstu, zbarvení je šedookrové až nahnědlé. Řazen k poddruhu levhart africký.
- Levhart senegalský (Panthera pardus leopardus) je znám z pralesních oblastí západní a střední Afriky od Senegalu až po Gabon. Středně velká, nejčastěji poměrně tmavě zbarvená forma s malými skvrnami a rozetami. Řazen k poddruhu levhart africký.
- Levhart somálský (Panthera pardus nanopardus) obývá Somálsko a část Etiopie. Malá krátkosrstá forma; základní zbarvení světlé s převažujícími šedavými tóny, rozety malé a hustě umístěné. Řazen k poddruhu levhart africký.
- Levhart súdánský (Panthera pardus pardus) žije v Egyptě, Súdánu a dalších zemích Sahelu. Byl vybrán za nominátní poddruh levharta afrického.
- Levhart ugandský (Panthera pardus chui) obývá střední Afriku, především Ugandu. Řazen k poddruhu levhart africký.
- Levhart východoafrický (Panthera pardus suahelicus) je velká světle zbarvená forma ze savan východní Afriky. Zařazen k poddruhu levhart africký.
- Levhart zanzibarský (Panthera pardus adersi) se vyskytoval na ostrově Zanzibar. Byl světleji zbarvený s malými hustě rozmístěnými rozetami a skvrnami.[47] Řazen k poddruhu levhart africký.
- Levhart západoafrický (Panthera pardus reichenowi) obývá západní lesnaté části Afriky. Řazen k poddruhu levhart africký.
- Levhart sinajský (Panthera pardus jarvisi) obýval oblast sinajského poloostrova a v současnosti (2016) je již vyhubený. Řazen k poddruhu levhart arabský.[39]
- Levhart balúčistánský (Panthera pardus sindica) obývá oblast Pákistánu a Afghánistánu. Řazen k poddruhu levhart perský.
- Levhart středoasijský (Panthera pardus tulliana) žije především v Turecku a Iráku ve velmi malých počtech. Řazen k poddruhu levhart perský.
- Levhart středoperský (Panthera pardus datbei) obývá větší část Íránu. Řazen k poddruhu levhart perský.
- Levhart zakavkazský (Panthera pardus ciscaucasica) je název pro levharta z oblasti Kavkazu. Řazen k poddruhu levhart perský.
- Levhart kašmírský (Panthera pardus millardi) žije v pohořích Kašmíru. Je poměrně velký a světle šedoplavě zbarvený. Rozety jsou husté a velmi drobné, s malým dvůrkem. Řazen k poddruhu levhart indický.
- Levhart nepálský nebo levhart tibetský (Panthera pardus pernigra) obývá jižní podhůří a přilehlou část Himálaje (Nepál, Indie, Tibet). Srst je delší a hustší, zbarvení matně okrově žluté, rozety velké a nepříliš husté. Řazen k poddruhu levhart indický.

#### Taxonomická revize 2017
V roce 2017 vydali odborníci z SSC Cat Specialist Group, což je odnož Mezinárodního svazu ochrany přírody (IUCN), studii, která navrhuje taxonomickou revizi recentních kočkovitých šelem. Levhart skvrnitý je v ní dělen do 8 poddruhů, z nichž pouze 3 jsou skutečně jasné a nezpochybnitelné: P. p. pardus, P. p. orientalis a P. p. melas. Konstatována je minimální molekulární odlišnost mezi kontinentálními asijskými poddruhy (včetně poddruhu kotyia), u nichž se předpokládá, že mohou být jedinou subspecií. Důležitá změna spočívá ve sloučení levharta čínského a levharta mandžuského do jednoho poddruhu Panthera pardus orientalis. Dále studie doporučuje používání trinomického jména P. p. tulliana pro západoasijské levharty místo dosud užívaného P. p. saxicolor. Autoři monografie nepovažují výsledky za definitivní a konstatují, že je potřeba další zkoumání i s využitím muzejních exponátů.
Z této taxonomické revize vycházela studie zahrnující i muzejní exponáty, publikovaná v r. 2021. Prokázala zejména monofyletický původ asijské populační linie, která se od africké oddělila před cca 500 až 600 tisíci lety. U blízkovýchodních a středoasijských populací později pouze došlo k následnému dílčímu křížení s africkými populacemi, což ukazuje genetická příměs u levhartů z palestinské a afghánské oblasti. U afrických populací nebyla taková populačně-fylogenetická jednotnost zjištěna; vyznačují se vyšší variabilitou a menšími vzájemnými rozdíly. Co se týče analytické podpory jednotlivých poddruhů, je vzhledem k zásadní divergenci asijské populační linie od afrických poddruhů relativně povrchní, bez výrazně geneticky vymezených populací vzhledem k celkové genetické variabilitě. U afrických populací se v analýze geneticky částečně vydělil jedinec představovaný muzejním exponátem z marocké populace (což lze chápat jako jistou podporu pro vyhynulý poddruh levharta berberského; původ této linie je však nejistý – jistou podporu má sesterské postavení ke všem ostatním recentním liniím levharta skvrnitého, nebo sesterské postavení k asijské populační linii), částečně pak také dva analyzovaní západoafričtí levharti (z Gabonu a Kamerunu), zbytek tvořila skupina ostatních afrických levhartů včetně západoafrického levharta z Rovníkové Guineje. Asijská populace se v genetické analýze rozdělila také na 3 klastry – centrální (Nepál, Indie, Srí Lanka), západní (Palestina a Afghánistán) a východní (Thajsko, Jáva, Vietnam, Čína, Korea, okolí Amuru).

#### Vyhynulé poddruhy
- Panthera pardus begoueni žil v Evropě před cca 2,5 až 1,1 milionem let. Je znám z nalezišť ve Francii, Itálii a Česku (v případě ČR není zřejmé, zda nejde o poddruh P. p. sickenbergi). Taxonomické zařazení považováno za nejisté.[51][52]
- Panthera pardus sickenbergi žil před cca 800 000 až 360 000 lety. Znám z několika nalezišť ve Francii, Německu, Slovensku, Maďarsku, Itálii, Řecku. Taxonomické zařazení považováno za nejisté.[51][52]
- Panthera pardus antiqua žil v Evropě před asi 300 000 až 126 000 lety. Migroval z Afriky v období klimatického oteplení. Je znám z nalezišť ve Španělsku a Francii. Taxonomické zařazení považováno za nejisté.[51][52]
- Panthera pardus spelaea († před cca 24 000 lety) žil v Evropě v období pleistocénu. Je znám z asi 70 nalezišť velké části Evropy. Byl blízký příbuzný levharta perského a více než jiné poddruhy se vzhledem podobal irbisovi.[51][53][52]

## Popis

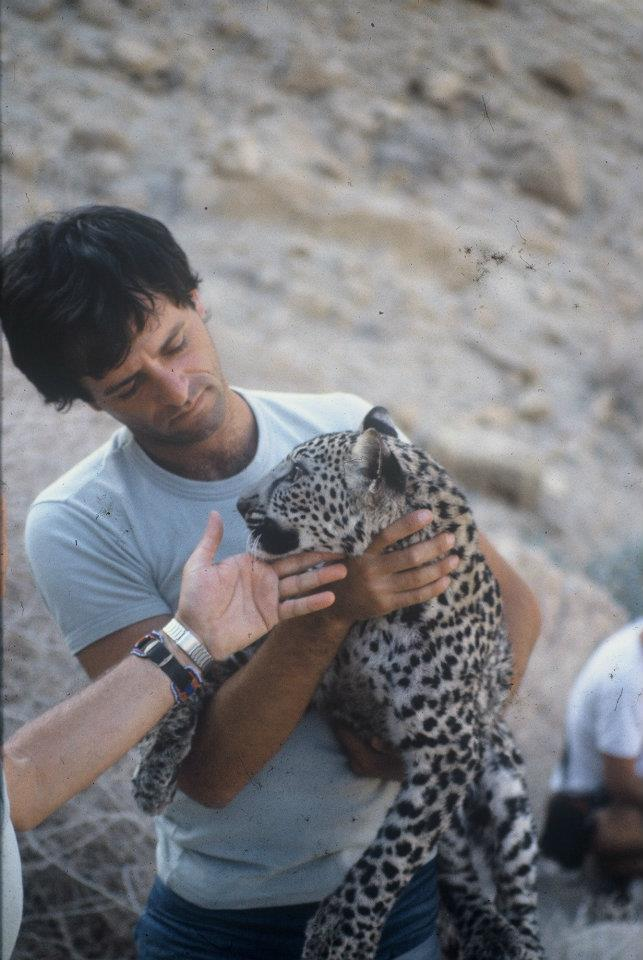
Na fotografii z 80. let 20. století (mapování levhartů v Izraeli) vyniknou malé rozměry poddruhu levhart arabský.

Levhart skvrnitý patří v rámci rodu Panthera spolu s irbisem k dvěma nejmenším druhům. Jeho tělo v sobě snoubí zdánlivě protichůdné charakteristiky a to eleganci a štíhlost a zároveň sílu a robustnost. Charles Guggisberg ve své kompilaci Wild Cats of the World (1975) napsal tuto obdivnou větu: „Levharta je možno zajisté popsat jako nejdokonalejší velkou kočku, nádhernou svým vzhledem a ladnou ve svém pohybu.“ Nohy je možno označit za středně dlouhé a silné. Tlapy jsou široké a kulaté a disponují velkými zatažitelnými drápy. Ocas je poměrně dlouhý, nicméně irbis, levhart obláčkový a levhart Diardův ho mají absolutně i relativně delší. Vzhledově se levhart nejvíce podobá jaguárovi, ale většinou je subtilnější, má menší rozety a delší ocas.

### Rozměry
Dospělí levharti váží obvykle 17–90 kilogramů, tělo od hlavy po konec ocasu měří 140–240 cm, z toho na ocas připadá 50–100 cm a výška v kohoutku bývá v rozmezí 45–82 cm. Obzvláště velcí jedinci mohou na délku dosáhnout až okolo 270 cm a nejdelší zaznamenaný kus měřil 292 cm. Velikost velmi záleží na poddruhu respektive na regionálních formách a habitatu. Největší jsou levharti perští (až 91 kg), cejlonští (až 77 kg), některé regionální populace levharta afrického (až 96 kg) a indického (přes 70 kg). Naopak nejmenší bývají levharti arabští (18–34 kg), jávští (30–45 kg) a levharti afričtí z provincie Kapsko (17–45 kg). U levhartích poddruhů platí Bergmannovo pravidlo jen zčásti, neboť například levhart mandžuský žijící v chladných oblastech dálného východu dosahuje pouze průměrné velikosti (30–60 kg). Jako nejtěžší divoký leopard, jaký byl kdy zvážen, bývá obvykle uváděn 96 kg těžký jedinec z Namibie. Nicméně samec levharta indického jménem Balaji vážil v roce 1996 v době odchytu pro zoologickou zahradu Tirupati 108 kg. V zajetí byl vykrmen do obezity a postupně přibral na konečných 143 kg. Samci jsou obvykle podstatně mohutnější než samice, nejvíce patrný je tento dimorfismus na hlavě. Hmotnost samců bývá nejčastěji o 30–50 % a někdy až o 100 % vyšší než u samic. Typická hmotnost samic stanovená na základě měření 34 jedinců z různých afrických populací a Indie oscilovala mezi 21,2 a 54 kg, u samců při počtu 47 zvážených kusů dosahovala 30,9 až 62,6 kg.

### Hlava
Hlava samic je středně velká, spíše štíhlejší, někdy až téměř gracilní (levhart arabský). U samců je tomu naopak, hlava bývá často robustní až masivní. Délka lebky u samců se většinou pohybuje od 180 do 260 mm a u samic od 160 do 218 mm. Největší změřená lebka patřila samci perského levharta a měla maximální délku 281 mm. Lebky samců mají dobře vyvinutý sagitální hřeben, který u samic obvykle téměř chybí. Počet zubů mají levharti stejný jako většina ostatních zástupců čeledi Felidae (30), nicméně vzácně může chybět první horní třenový zub či horní stolička, celkový počet tak může kolísat od 26 do 30. Obvyklý zubní vzorec odpovídající 30 zubům je {\displaystyle {3 \over 3}{1 \over 1}{3 \over 2}{1 \over 1}}. U mléčného chrupu chybí stoličky, tudíž počet zubů je 26. Špičáky jsou poměrně masivní s širokou základnou (zhruba polovina délky), aby byla minimalizována možnost ulomení. Délka z dásně vyčuhující části horního špičáku se většinou pohybuje od 25 do 37 mm. Jazyk obsahuje ostré zpětně tvarované papily, které pomáhají při oddělování masa kořisti od kosti.

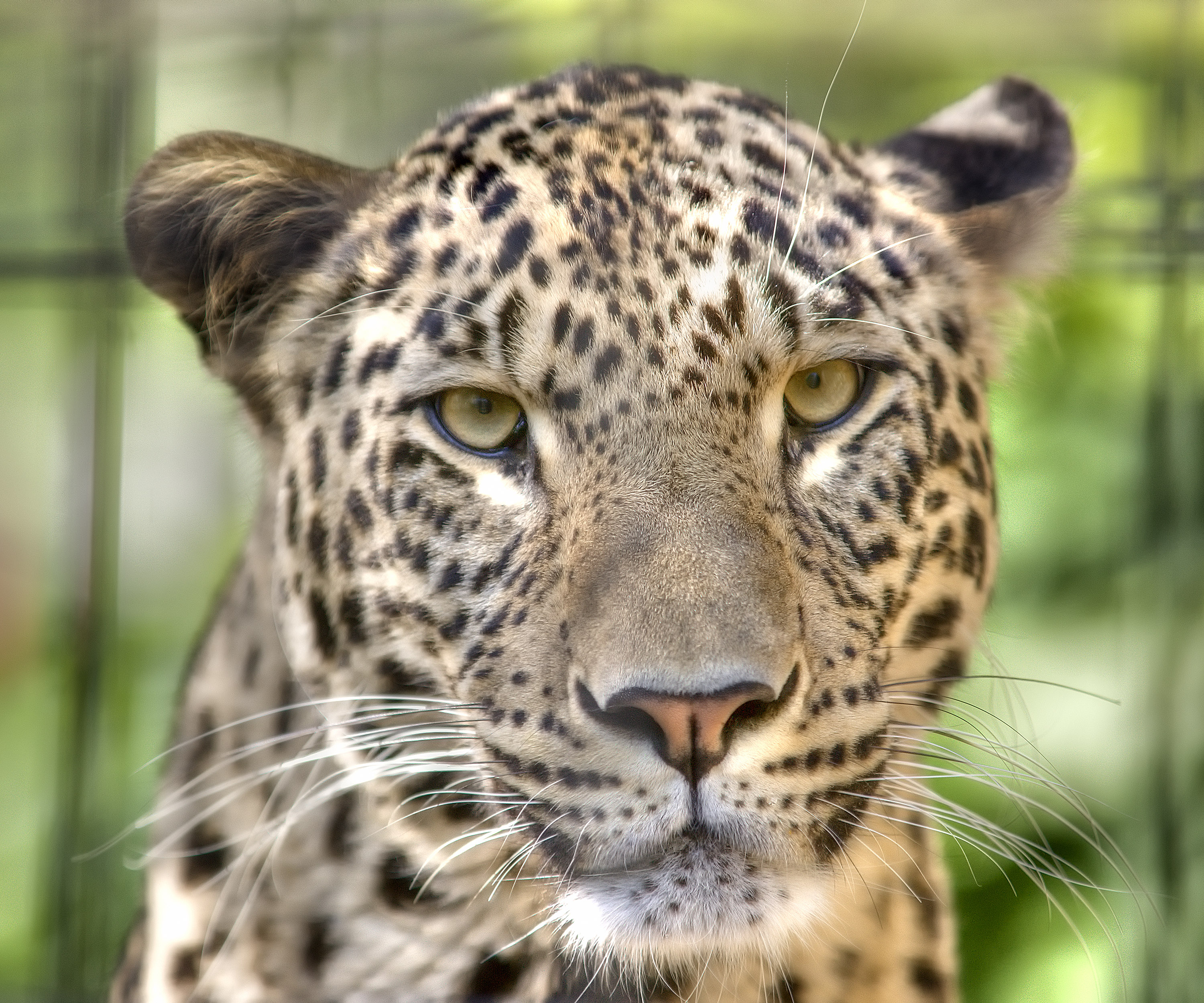
Hlava levharta perského
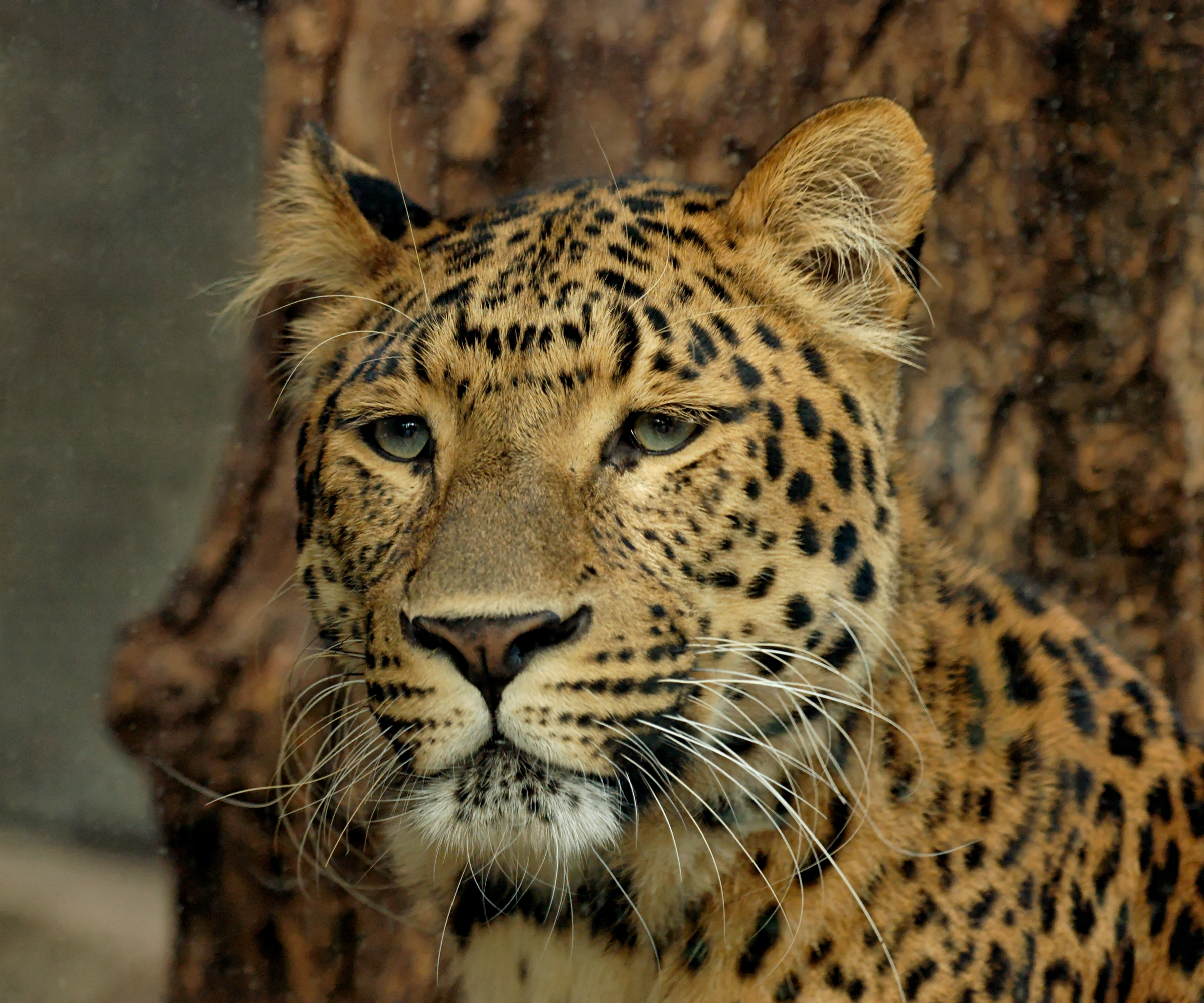
Hlava levharta čínského
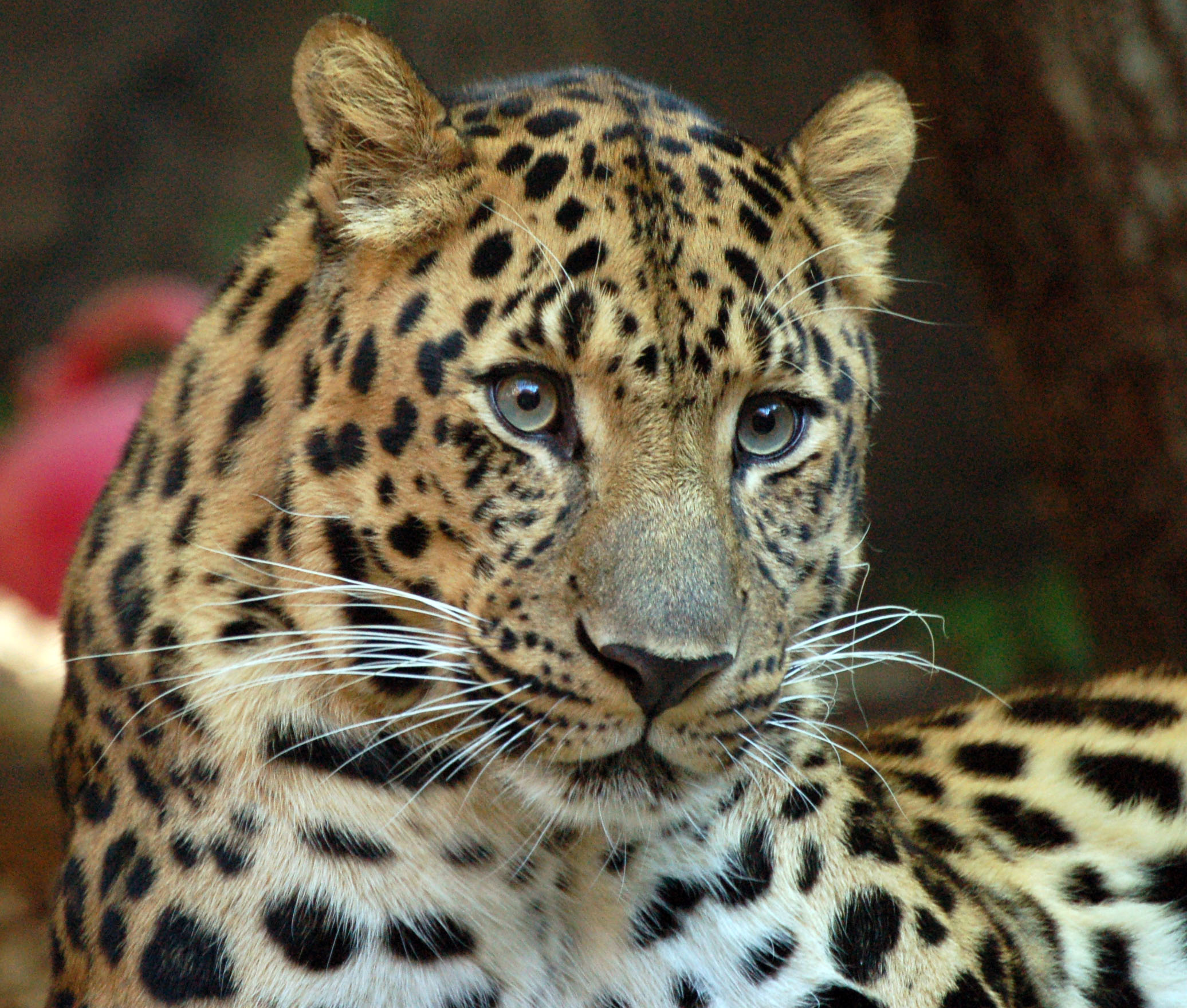
Hlava levharta mandžuského

### Srst

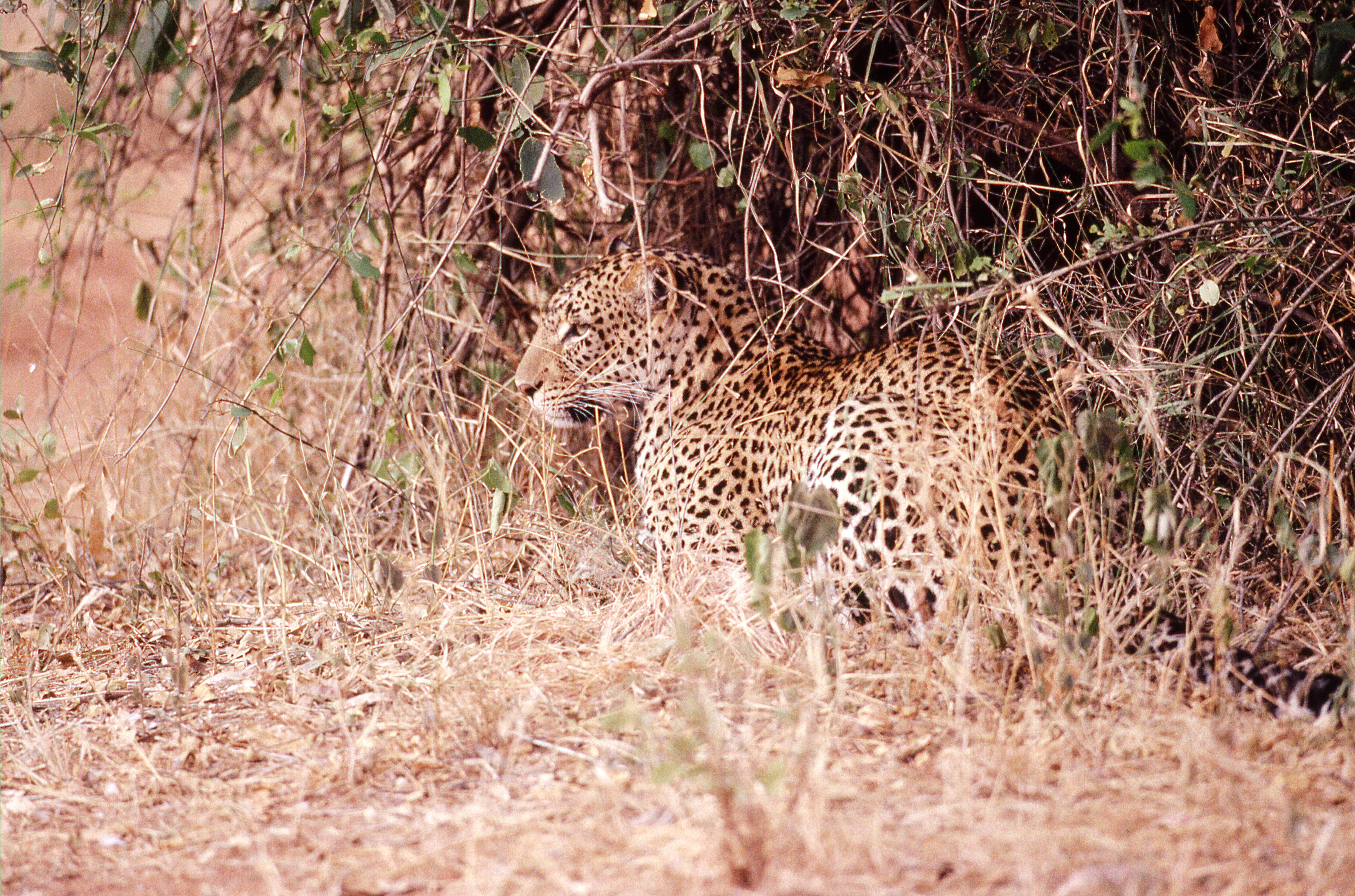
Maskovací efekt kresby levhartí srsti v podrostu

Základní zbarvení je žlutavé, okrové, žlutošedé, žlutooranžové, někdy až velmi tmavě oranžové či cihlové. Břicho a vnitřní část nohou jsou světlé až téměř bílé. Černá kresba má podobu od drobných okrouhlých a oválných skvrn až po tmavé rozety bez vnitřní skvrny. Skvrny se nachází na hlavě, krku, spodních částech nohou a ocase. Na hřbetě, bocích těla a stehnech se vyskytují obvykle prázdné rozety. Výjimečně u některých poddruhů (levhart čínský, levhart indočínský, levhart africký, levhart indický) je možno zahlédnout malé skvrnky uvnitř rozet. Odstín i hustota a velikost skvrn se liší podle jednotlivých geografických poddruhů. Navíc každý jedinec má svou unikátní kresbu, která je jakýmsi levhartím otiskem prstů. Zbarvení uvnitř rozet bývá obvykle tmavší než barva jejich okolí.
Relativně pestré zbarvení poskytuje ve skutečnosti účinné maskování, které způsobuje somatolýzu, což je jakési rozostření či rozpuštění obrysů těla v okolním prostředí, především v travním podrostu, polopouštním, křovinatém a lesním terénu. Rudyard Kipling to ve své povídce „Jak levhart získal své skvrny“ (Bajky i nebajky) popsal takto: „‘Nyní jsi krasavec’, řekl Etiopan. ‘Můžeš ležet venku na suché zemi a budeš vypadat jako hromada oblázků. Můžeš ležet na holé skále a budeš vypadat jako kus slepence. Můžeš ležet na větvi a budeš vypadat jako sluneční svit procházející skrz listy; a můžeš ležet přímo uprostřed cesty a nebudeš připomínat nic zvláštního.’“ Délka a hustota srsti se liší podle místa výskytu a podle ročního období. V létě a v teplých regionech měří chlupy většinou 1,5 až 2,5 cm. Nejdelší a nejhustší srst mívají levharti žijící v horách a ve vyšších zeměpisných šířkách, především tedy levharti perští, mandžuští a indičtí z podhůří Himálaje, u nichž může délka zimní srsti dosáhnout i přes 5 cm. Počet chlupů na 1 cm² se pohybuje od 2000 do 3000 (pro srovnání u irbisa je to 4000). Poměr počtu pesíkových chlupů k počtu chlupů podsady je zhruba 1:4. Černé chlupy bývají delší a jemnější než chlupy světlé.

### Barevné odchylky
Všichni nezvykle zbarvení levharti představují pouhou barevnou odchylku či formu, a nejde tudíž o samostatné poddruhy. Barevnými odchylkami může být melanismus, abundismus, erytrismus a albinismus.

#### Melanismus

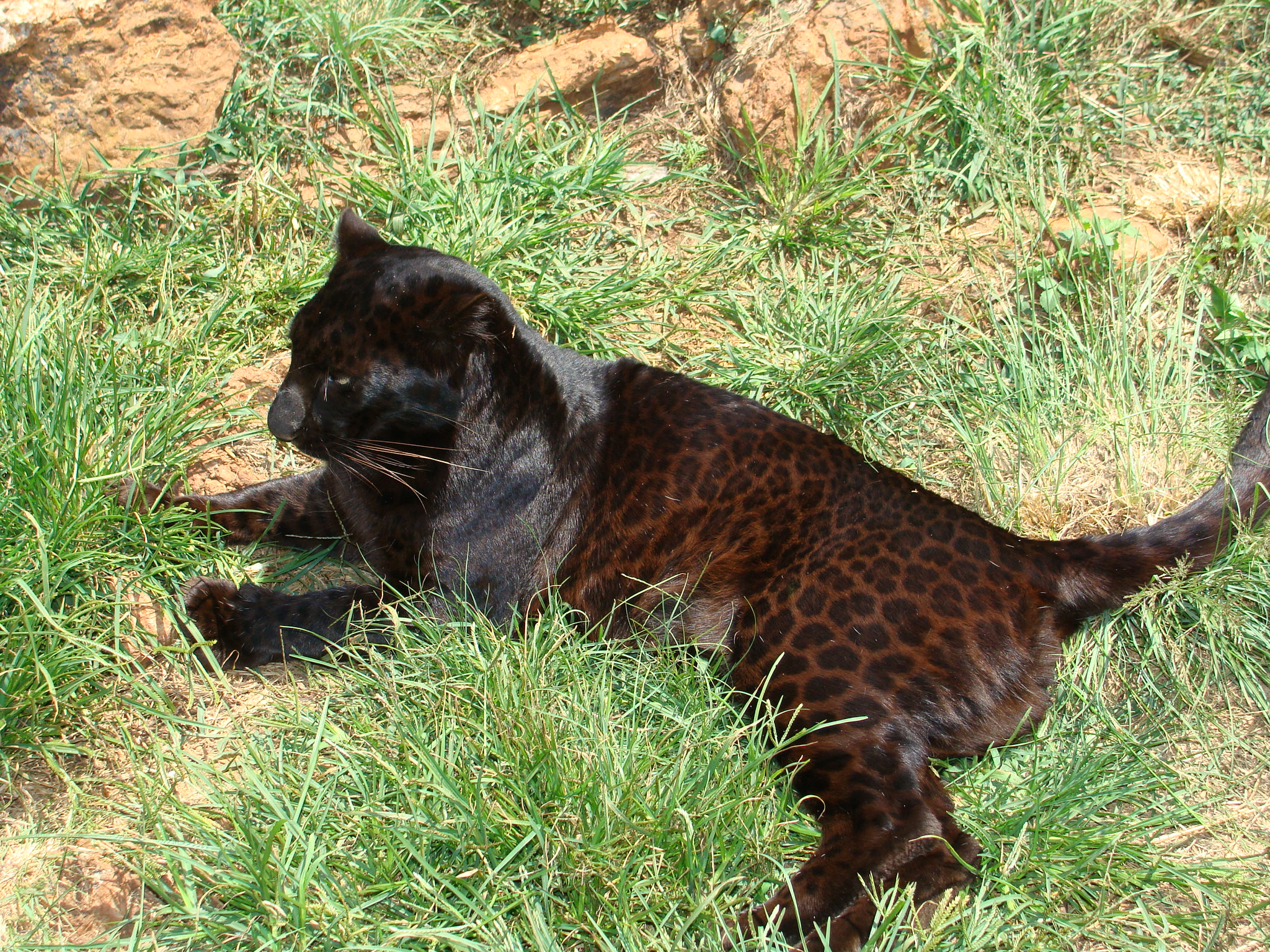
Melanicky zbarvený jedinec. Na fotografii jsou stále dobře viditelné klasické skvrny a rozety, neboť melanická barva srsti má celkově oranžový nádech.

Doposud byl melanismus, neboli černé zbarvení srsti, zaznamenán u 13 z 37 druhů kočkovitých šelem. U levhartů se vyskytuje poměrně často a je u nich zřejmě způsoben mutací genu Agouti Signaling Protein. Je autozomálně recesivní (u jaguárů naopak autozomálně dominantní), což znamená, že i dva skvrnití levharti, kteří jsou oba nositeli genu melanismu po rodičích, mohou mít černého potomka. V některých oblastech je melanismus poměrně běžný (Indie, Nepál, Bhútán, Thajsko, Jáva), jinde černé jedince najdeme vzácně (Etiopie, Keňa, Srí Lanka) nebo vůbec ne (Arabský poloostrov, Dálný východ, Čína, většina území Afriky). Na Malajském poloostrově, jižně od šíje Kra, jsou černí levharti dominantní formou a naopak běžně zbarvení jedinci jsou zde vzácní. Melaničtí jedinci zvaní též černí panteři se běžně kříží s ostatními příslušníky druhu. V jednom vrhu se mohou vyskytovat černá i skvrnitá koťata a to i v případě, že jsou oba rodiče zbarvení stejně. Z údajů ze zoologických zahrad vyplývá, že melanické samice mívají nižší počet mláďat ve vrhu. Ačkoliv má srst černou barvu, jsou vždy pod určitým úhlem viditelné skvrny a rozety, což znamená, že jejich odstín černé je jiný, většinou tmavší. Důvody melanismu se stále zkoumají. V zásadě existují dvě hlavní teorie. Buď jde o druh kamufláže, která se vyvinula adaptací na tmavší prostředí pralesa (88 % melanických jedinců bylo zaznamenáno v tropickém deštném lese), anebo o odpověď organismu na některé druhy epidemií, jimiž regionální formy levharta prošly.

#### Abundismus

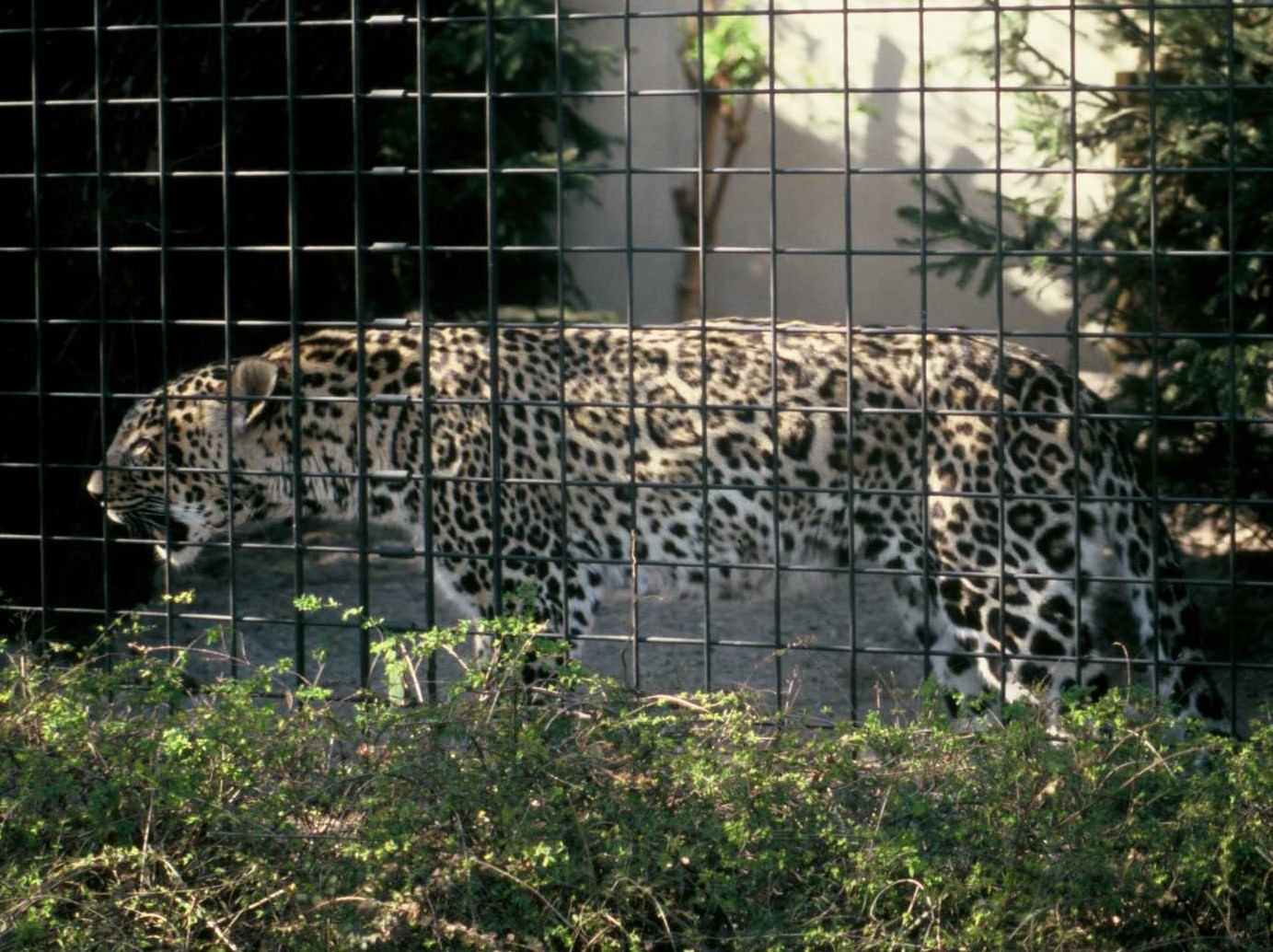
Abundicky zbarvený jedinec levharta perského

Abundismus či někdy též pseudomelanismus se projevuje změnou kresby skvrn a rozet do atypických tvarů. Takto zbarvení levharti mají obvykle hustěji rozmístěné skvrny propojené často do různých větších celků a obrazců. Abundismus je vzácnější než melanismus. Jedinci, kteří jsou takto zbarvení, bývají někdy označováni jako levharti královští.

#### Erytrismus, albinismus
Kromě melanismu a abundismu se vzácně u levhartů vyskytuje erytrismus a albinismus. Erytričtí neboli červení levharti se vyznačují červenohnědou barvou srsti, což může mít dvě podoby: buď je červenohnědě zbarvená všechna srst anebo jen skvrny a rozety, přičemž barva srsti mimo rozety je pak relativně světlá. V přírodě jsou extrémně vzácní, nejčastěji se vyskytují na severovýchodě Jižní Afriky, především v regionu Lydenburg (Mpumalanga). Takto zbarveným jedincům se někdy říká růžoví panteři či jahodoví levharti. Důvody tohoto zbarvení jsou zatím neznámé a stále se zkoumají.
Albinismus či částečný albinismus bývá u levhartů rovněž velmi neobvyklý, ačkoliv zprávy o něm pocházejí z mnoha částí areálu jejich výskytu. Na rozdíl od melanických, abundických a erytrických jedinců mají albíni nižší šanci na přežití, neboť bílá srst je činí nápadnými, což jim stěžuje lov a naopak je samotné vystavuje puškám lovců jako dobře viditelnou a žádoucí trofej.

### Smysly a výkony
Levhart skvrnitý je univerzálně stavěná kočkovitá šelma se zrakem přizpůsobeným k zachycení pohybu v širokém zorném poli a vidění za šera, naopak rozlišování barev pro něj nehraje zásadní roli. Sluch kočkovitých šelem, tedy i levhartí, je schopen zachytit zvuky o frekvenčním rozsahu cca 200 Hz až 70 kHz, resp. teoreticky až 100 kHz, což je výrazně více než lidský (do 20 kHz). Čich má relativně slabší, především ve srovnání se zástupci jiných čeledí šelem. K získání hmatových vjemů slouží především vousky na čumáku – pomáhají orientovat se ve stísněném prostoru, informují šelmu o přesné poloze kořisti či jejich zranitelných částí. Levhart se umí pohybovat velmi mrštně a neslyšně, podobně jako kočky podstatně menší, než je on sám. Disponuje mohutnými čelistmi a ostrými zatažitelnými drápy. Umí dobře běhat, skákat a šplhat. Díky své síle zvládne zabít a odtáhnout kořist větší, než je on sám. Maximální rychlost, kterou je schopen vyvinout, se pohybuje okolo 60 km/h. Tuto rychlost však udrží jen velmi krátce, neboť podobně jako většina koček není vytrvalý běžec. Dokáže skočit 6,5–8 m do dálky a 3 m do výšky. Síla, obratnost a anatomie těla (podélně umístěné lopatky) uzpůsobená ke šplhání mu umožňují vylézt na jakkoliv rozměrné stromy. Patří mezi těch nemnoho koček, které umějí slézat zpět hlavou dolů (z velkých koček to jinak zvládá jen levhart obláčkový a Diardův). Dokáže vynést do korun stromů živočichy podstatně těžší, než je on sám. Byl pozorován levhart, jenž vytáhl do rozsochy stromu ve výšce 3,5 m 91kg mládě žirafy. Stejnou kořist, zřejmě vážící až 125 kg, si jiný jedinec vytáhl do výšky 5,7 m.

## Rozšíření

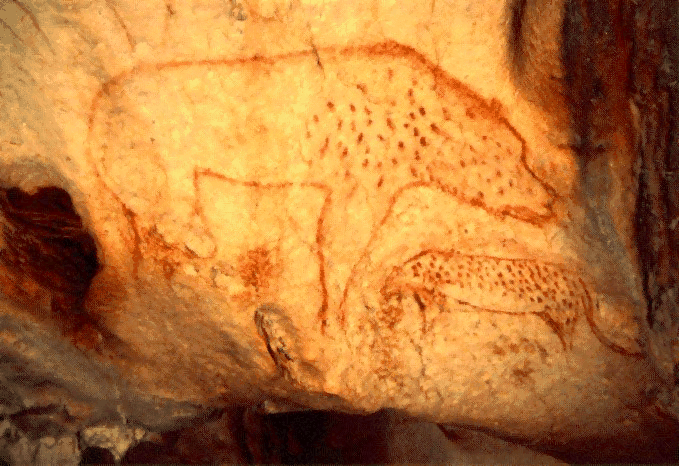
Cca 32 000 let stará malba levharta (vpravo) a hyeny z Chauvetovy jeskyně ve Francii

Levhart měl historicky (cca do roku 1750) obrovský areál rozšíření, největší ze všech kočkovitých šelem. Zabíral téměř 35 mil. km². Ačkoliv mezi koncem 18. a začátkem 21. století došlo k jeho výraznému zmenšení a fragmentaci, stále jde z hlediska celkové plochy o jeden z největších areálů mezi všemi kočkami, zhruba srovnatelný s pumou americkou a rysem ostrovidem. Území, na němž je potvrzen výskyt levharta k roku 2016, má rozlohu 8,5 mil. km², což je pouhých 25 % původní rozlohy. Na dalších 4,2 mil. km² je jeho výskyt nejistý (buď je zde zřejmě vyhynulý nebo pravděpodobně přítomný). Za posledních cca 200 let (začátek 19. až začátek 21. století) zmizel levhart z asi 21,9 mil. km².

### Evropa
Nejpozději od spodního pleistocénu žili levharti kromě Afriky a Asie i v Evropě (zde v podobě subspecií Panthera pardus begoueni, Panthera pardus sickenbergi, Panthera pardus antiqua a později Panthera pardus spelaea). Jejich výskyt lze potvrdit z mnoha různých, především jeskynních nalezišť. Ještě ve svrchním pleistocénu (před cca 100 000 až 24 000 lety) byla tato šelma spolu s dalšími kočkami poměrně hojnou součástí evropské fauny. V průběhu poslední doby ledové z větší části Evropy zmizela a to zřejmě o několik tisíc let dříve, než další druhy pleistocenní fauny (např. mamuti, lvi jeskynní, nosorožci srstnatí, medvědi jeskynní). Je však možné, že na území dnešního Španělska, Řecka a Ukrajiny přežívaly lokální populace levhartů i v holocénu, na některých místech asi až do 1. století n. l. Nejvýchodnější cíp Evropy v podobě podhůří Kavkazu levharti (poddruhu Panthera pardus saxicolor) obývali ještě ve 20. století, ale v tomto případě nešlo o pozůstatek evropské, nýbrž výběžek asijské populace.

### Afrika

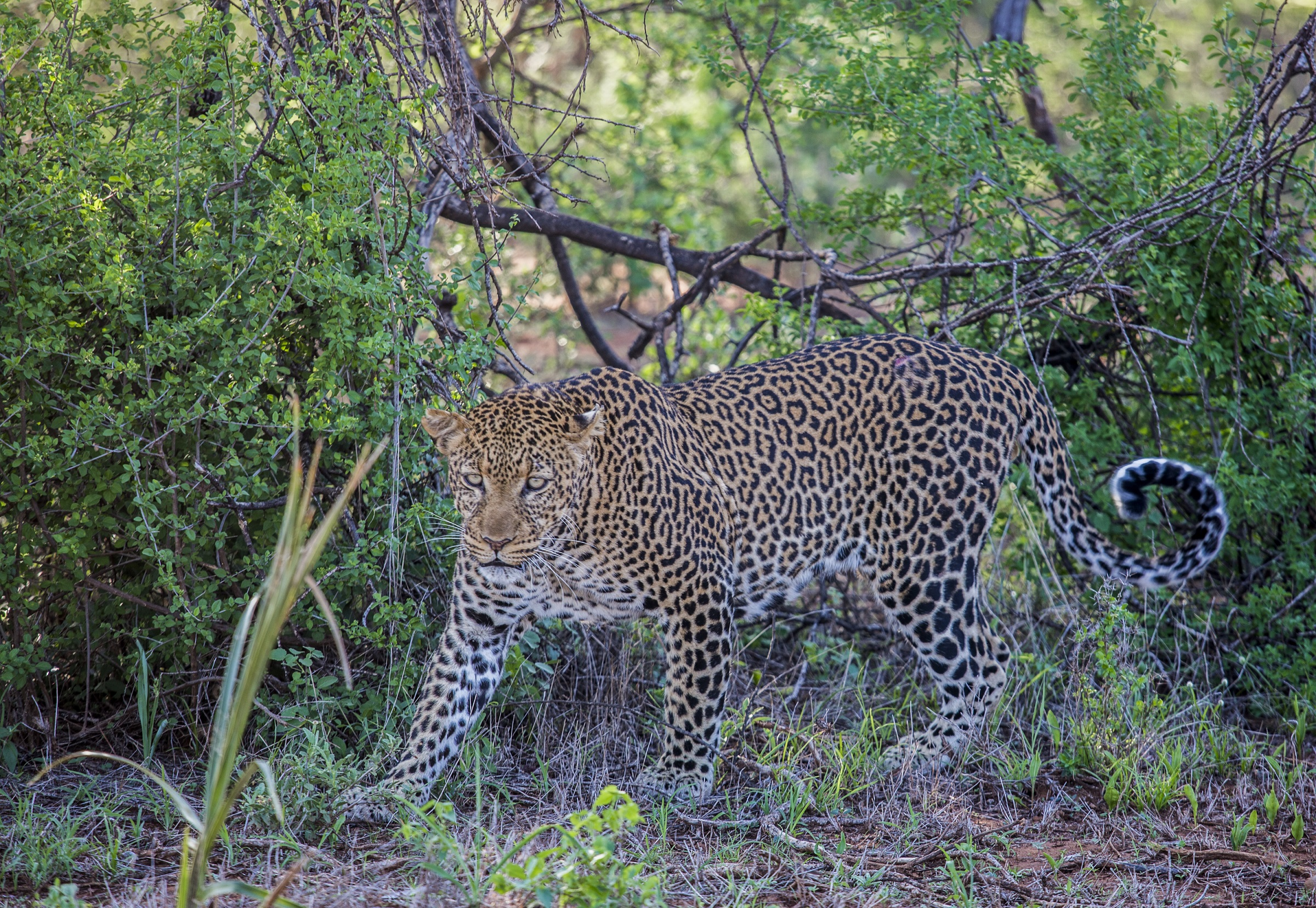
Levhart z afrického Tsava (Keňa). Tento se kresbou podobá jaguárovi, což ukazuje i jedna rozeta vyplněná skvrnou.

V Africe žije pouze jediný poddruh a to levhart africký (P. p. pardus). Až do začátku 20. století obýval levhart podstatnou část Afriky. Nevyskytoval se pouze na Sahaře (kromě malých ostrůvků) a v některých rozlohou marginálních oblastech (např. na vrcholech nejvyšších pohoří). Z 97 % území Severní Afriky, kde dříve žili, levharti zmizeli. Jejich poslední nepatrné zbytky přežívají v Egyptě a možná i v pohoří Ahaggar v Alžírsku. Populace v Maroku velmi pravděpodobně již neexistuje, ale s jistotou to potvrdit ještě nelze. V Západní Africe došlo k masivní fragmentaci areálu, většinou kvůli změně životního prostředí. Levharti zde stále žijí v Senegalu, Guineji, Libérii, Pobřeží slonoviny, Burkině Faso, Ghaně, Beninu, Nigeru a Nigérii. Jejich výskyt je často omezen na nemnohé národní parky. Ve Střední Africe lze levharty nalézt v Demokratické republice Kongo, v Kamerunu, Gabonu, Konžské republice, Středoafrické republice, Čadu a v Jižním Súdánu. Zvláště v Demokratické republice Kongo došlo k rozkouskování areálu kvůli lidským aktivitám. Jádrovými oblastmi jsou poměrně velká a kompaktní území výskytu v Republice Kongo a Gabonu, respektive ve Středoafrické republice. Etiopie, Keňa a Tanzanie jsou z hlediska výskytu levharta nejdůležitějšími státy Východní Afriky. Dále žije v severní Ugandě a v malých částech Somálska a Eritrey. Z Džibutska a Súdánu tato šelma buď zmizela nebo je zde velmi vzácná, v Zanzibaru se od konce 90. let 20. století rovněž nevyskytuje. Jižní Afrika je oblastí s nejpočetnějšími a nejzdravějšími populacemi levharta, a tak je někdy považována za jakousi pevnost pro celý druh. Levharti žijí v Angole, Namibii, Botswaně, Zambii, Zimbabwe a Mosambiku. Jihoafrická republika přišla v minulosti prakticky o veškerou centrální populaci a v současnosti se zde levharti vyskytují jen podél hranic, v údolí velkých řek a v některých pobřežních a horských územích.

### Asie
V Asii žili levharti od břehů Rudého, Středozemního a Černého moře přes celou jihozápadní, jižní a jihovýchodní Asii, dále přes Čínu až po Koreu a oblasti východního Ruska. Kromě toho obývali i řadu ostrovů, především Jávu, Srí Lanku a další. Toto rozšíření je sice v zásadě platné i začátkem 21. století, ale areál byl výrazně fragmentován. V jihozápadní Asii žije poddruh levhart arabský (P. p. nimr), jehož baštou je Omán. V ostatních státech Arabského poloostrova (Jemen, Saúdská Arábie, možná Spojené arabské emiráty) se nacházejí jen velmi malé populace, v Izraeli přežívá několik málo kusů. Poddruh levhart perský (P. p. saxicolor) má populačně nejsilnější základnu v Íránu, zatímco v Turecku, Iráku, Ázerbájdžánu, Arménii, Rusku, Gruzii, Turkmenistánu a Afghánistánu žijí jen malé roztříštěné populace. Výskyt v Uzbekistánu je nejistý. Pákistán se rozkládá na styku dvou poddruhů (l. perský a l. indický) a levhart zde žije v poměrně hojných počtech, ačkoliv i odtud z mnoha míst vymizel. V Indii, Nepálu, Bhútánu, Bangladéši, Myanmaru a v malém množství i v jihozápadní Číně žijící levhart indický (P. p. fusca) je relativně početný, přičemž hlavní oblastí výskytu je podhůří Himálaje. Na Srí Lance se vyskytuje poddruh levhart cejlonský (P. p. kotyia). V Myanmaru a státech Indočíny žijící poddruh levhart indočínský (P. p. dalacouri) byl donedávna považován za poměrně hojný, ale nejnovější výzkumy a data ukazují opak. Stále relativně početné populace je možno nalézt v Malajsii a Thajsku, malé množství jedinců žije v Myanmaru, Kambodži a jižní Číně, z Laosu a Vietnamu šelma zřejmě vymizela. Na Jávě se vyskytuje kriticky ohrožený levhart jávský (P. p. melas). Pro některé vědce je záhadou, proč levhart nežije na Sumatře, ačkoliv je tento ostrov blíž kontinentální Asii než Jáva. Dlouho nebyly vyhodnoceny přímé důkazy, že na Sumatře levhart vůbec žil, ačkoliv se to všeobecně předpokládalo. V roce 2015 byla publikována studie potvrzující přítomnost této šelmy na Sumatře až do pozdního pleistocénu. Její vymizení zřejmě souvisí s konkurenčním tlakem ze strany rychleji se množících šelem. V minulosti žil levhart i na Kangeanských ostrovech východně od Jávy. Předpokládá se, že sem byl zavlečen lidmi jako potenciální lovná zvěř. Pouze v Číně se vyskytuje poddruh levhart čínský (P. p. japonensis), jehož celkový areál je těžko odhadnutelný. Nejvýchodněji žijící levhart mandžuský (P. p. orientalis) obývá v nepatrných počtech malé části východního Ruska a Číny a zřejmě zasahuje i na území Severní Koreje.

## Populace
Celková divoká populace levharta skvrnitého zřejmě dosahuje několika set tisíc jedinců, skutečně spolehlivá data pro přesné vyčíslení ale neexistují. Existuje jen minimum údajů k africké populaci, která čítá mnoho desítek až několik stovek tisíc jedinců a tvoří tak většinu všech levhartů. V 80. letech 20. století sice byla celková subsaharská populace odhadnuta na cca 714 000 kusů (rozptyl 598 000 až 854 000), ale tento údaj byl záhy silně kritizován jako nadhodnocený a rozhodně nepřesný, vytvořený na základě neúplných údajů a neberouc v úvahu množství faktorů, jako například úmrtnost na základě lidských aktivit. Většina vědců se shodla, že skutečné číslo bude méně než poloviční. Problém je, že chybějí spolehlivé údaje z mnoha zemí výskytu. V Gabonu byla v roce 1988 odhadnuta levhartí populace na 38 463, ale pozdější podrobný průzkum ukázal, že v národních parcích jich žije asi 2358 a výskyt mimo parky je poměrně malý. K dispozici je i poměrně nedávný odhad počtu levhartů v Jihoafrické republice, kde jich v roce 2008 žilo okolo 4250. K několika asijským poddruhům existují celkem přesné údaje. Počet levhartů mandžuských dosahuje asi 60–80 dospělých jedinců, levhartů čínských 174–348, levhartů jávských méně než 250 (i když optimistický odhad hovoří o 681 kusech), levhartů cejlonských 700–950, levhartů perských 800–1000 a levhartů arabských méně než 250. Indie dlouho neuváděla žádné relevantní údaje k početnosti své levhartí populace, ale v roce 2015 byla shromážděna a publikována data, která hovoří o 12 000–14 000 jedincích. Počty levhartů indických v ostatních státech nejsou známy, předpokládá se jen, že v Číně žije maximálně 20 jedinců. Populace levharta indočínského se dočkala svého vyhodnocení v roce 2016. Potvrdil se rapidní pokles jak území výskytu (6,2 % z historického) tak počtu jedinců – ve volné přírodě jich žije jen 973–2503.

### Vzajetí
V počátcích chovu levhartů nebyla řešena příslušnost k jednotlivým poddruhům, takže docházelo k nekontrolované hybridizaci. S tímto problémem se i na začátku 21. století potýkají téměř všechny populace levhartů v zoologických zahradách. Celkové množství těchto šelem žijících v zajetí není známo, nicméně existují orientační údaje k několika poddruhům. Počet chovaných levhartů arabských dosahuje přibližně 70 kusů, levhartů perských něco přes 100, levhartů cejlonských 60 až 70, levhartů jávských několik desítek a levhartů mandžuských okolo 200. Levharti afričtí, indičtí, indočínští a čínští jsou chováni především v zemích svého původu, avšak jakékoliv přesnější informace o jejich celkových početních stavech chybějí. Víme ale například, že roku 2008 žilo v indických zoo 395 jedinců levharta indického.

## Biotop
Z velkého rozsahu rozšíření je zřejmé, že levharti dokáží žít v mnoha typech přírodního prostředí. Nežijí pouze ve velmi suchých rozsáhlých pouštních oblastech, vysokohorských biotopech (v tropické Africe nad cca 4600 m n. m., v Himálaji nad cca 5200 m n. m. a v západní Asii nad cca 3500 m n. m.) a samozřejmě mimo zeměpisnou šířku svého rozšíření, tedy například v tundrách a polárních územích. Hlavními faktory, které určují jejich výskyt, jsou dostatek kořisti, alespoň minimální množství vody a možnosti úkrytu. Jelikož levhartům stačí pít v průměru zhruba jednou za tři dny a výjimečně vydrží bez vody až deset dní, dokáží se dlouhodobě pohybovat i v aridním klimatu, například v poušti Kalahari či při okrajích Arabského poloostrova. Rovněž tak se umí vyrovnat s tuhými zimami střední Asie či Dálného východu. Nevadí jim křovino-lesnatý biotop subtropů, velmi dobře se adaptovali na téměř bezlesý skalnatý terén (Kavkaz). Pokud levharti nějaké prostředí přece jen preferují, tak jsou to oblasti, kde se vyskytují stromy – ať už poměrně řídký porost akácií v savanách či husté lesy tropických oblastí Afriky a jižní Asie. Existují ještě dva faktory, jež limitují jejich habitat – konkurence jiných velkých šelem, především tygrů a lvů, a přítomnost člověka. Ačkoliv se lidem většinou spíše vyhýbají, dokáží mnozí jedinci nepozorovaně koexistovat v jejich těsné blízkosti. Například v roce 1990 byli nalezeni tři levharti žijící ve staré parní lokomotivě na nádraží v Kampale (Uganda). Rovněž byla zjištěna přítomnost několika levhartů v Nairobi. V indických městech je výskyt těchto šelem spíše pravidlem než výjimkou.

## Ekologie a biologie

### Chování
| „                                               | Každý panther se odlišuje od všech ostatních. Někteří jsou velmi smělí, jiní naopak plaší. Někteří dokáží být mazaní, často tak, až to nahání strach, zatímco jiní se zdají být úplně hloupí. Potkal jsem panthery, kteří vypadali, jako kdyby měli šestý smysl a chovali se, jako by dokázali číst a předvídat cizí myšlenky. | “ |
| — Kenneth Anderson, britský lovec a spisovatel. | |   |

Levhart je skrytě žijící samotářská šelma. Pokud je spatřen ve skupině, jde téměř vždy o samici s mláďaty nebo pár během rozmnožování. Ve zcela výjimečných případech spolu může na malém prostoru a na krátkou dobu koexistovat několik dospělých zvířat stejného pohlaví. Obecně se předpokládalo, že je to převážně noční tvor, což v určitých oblastech, především tam, kde byl loven a obtěžován lidmi, platí. Nejde však o pravidlo, neboť z mnoha jiných studií vyplývá, že tato kočkovitá šelma dokáže být aktivní za soumraku či svítání nebo kdykoliv během dne. Ve velmi teplých regionech (během léta) se nicméně vyhýbá jakékoliv námaze v období kolem poledne, respektive brzy odpoledne. Vodu nijak nevyhledává (na rozdíl od tygrů nebo jaguárů) a pokud to jde, využívá k jejímu překročení kameny, mosty či mělké brody, ale v případě nutnosti je schopen přeplavat i větší řeky. Levhart velmi často odpočívá, nejlépe na místech, kde může zároveň sledovat své okolí. Jde tedy především o větší stromy, skály, návrší, kopečky. Jako úkryt a útočiště mu slouží i různé jeskyně, hustý podrost a členité skály. Někdy využívá i doupata zvířat, jež zabil či která místo opustila, například dikobrazí.

### Teritorialita

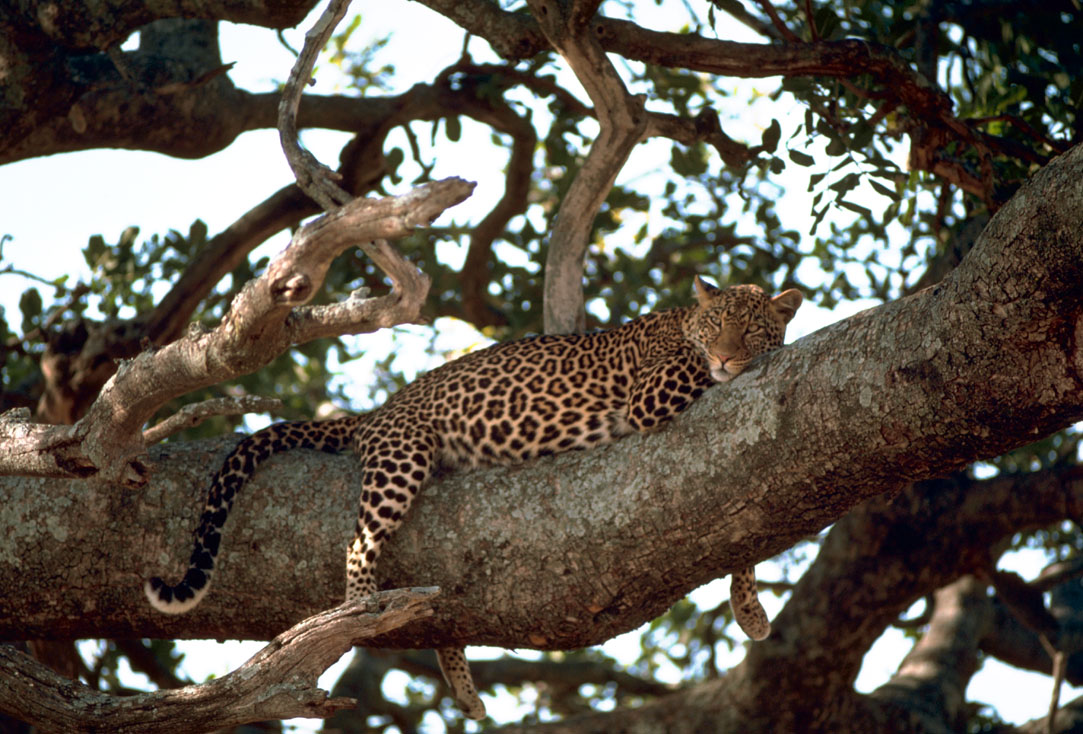
Levhart odpočívající na stromě

Velikost domovského území levhartů záleží na pohlaví a biotopu. Samci mají obvykle větší teritorium, které zahrnuje území několika samic. Obecně platí úměra, že čím méně kořisti, tím větší teritorium šelma má. V oblastech bohatých na kořist (NP Čitvan, NP Tsavo, NP Serengeti, Krugerův NP, Huai Kha Kaeng NP v Thajsku aj.) žijí samice na území o rozloze přibližně 6–18 km², kdežto samci 17–76 km². V Botswaně tato čísla mírně vzrůstají na 33 km² u samic a 40 až 69 km² u samců. V aridních oblastech a dalších místech chudších na kořist se plocha postupně zvětšuje. V izraelských pouštích žijí samice průměrně na 84 km² a samci na 137 km². Na dálném východě jde u samců až o 280 km². V severovýchodní Namibii měří teritoria samců průměrně 451 km² (od 210 po 1164 km²), samic mezi 183 a 194 km². Legendární lidožrout z Rudraprayagu operoval na území o rozloze 1285 km², což byl i jeden z důvodů, proč se ho dlouho nedařilo zastavit. Největší zjištěné teritorium vlastní samci v poušti Kalahari, průměrně jde o 2182 km². Své území si jednotliví jedinci postupně procházejí, v průměru jim to trvá 7–10 dní. Jde však jen o orientační údaj: někdy se zdrží na jednom místě několik dní, jindy projdou celé teritorium za jednu noc. Například v Namibii ujdou průměrně 9,8 km denně (rozsah 0,8–17,8 km). Ke značení teritoria používá levhart několik metod – postřik nápadných míst směsí moči a sekretu z anální žlázy, drásání kůry stromů drápy, hrabání země a méně často pak pokládání exkrementů.

#### Komunikace

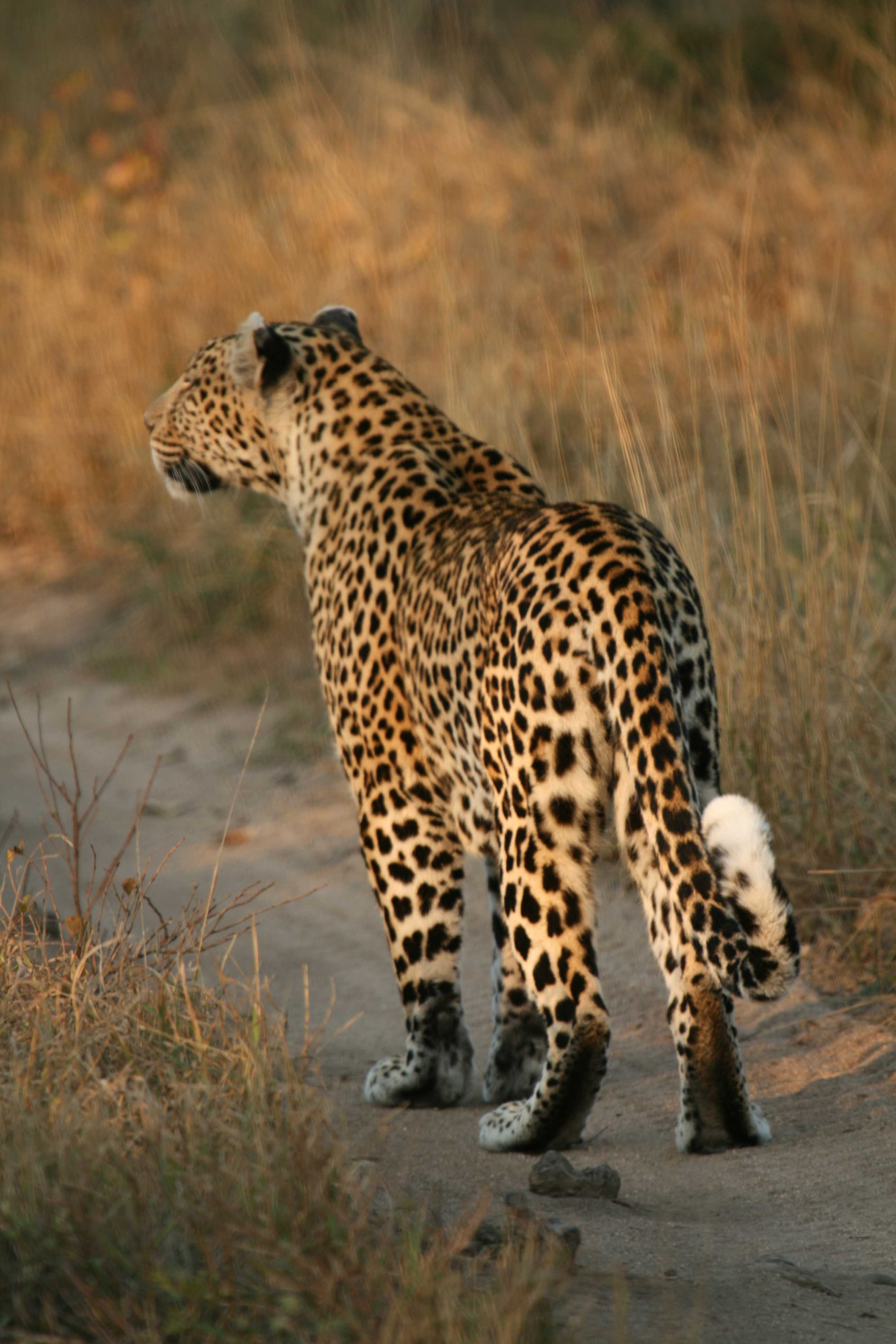
Matka komunikuje se svými mláďaty i pomocí bílé spodní části konce ocasu.

Levharti komunikují pomocí pachů, zvuků a vizuálně. Pachy produkuje moč, anální žláza a výkaly. Výhodou čichové stopy je její dlouhá výdrž a možnost rozeznat jí bez ohledu na viditelnost. Pro člověka je levhartí pach zachytitelný asi v 30 m². Levharti se rádi válejí ve vlastní moči a v moči přímorožce jihoafrického. Důvodem prvního chování je zřejmě lepší šíření vlastních chemických signálů, důvod druhého je neznámý. Joy Adamsonová zaznamenala, že levhartice Penny, kterou vychovávala a navracela do divočiny, se ráda válela v buvolím a sloním trusu.
Ačkoliv bývá většinou tichá, v případě potřeby vydává tato šelma různorodé zvuky: řev, zvuk připomínající štěkání, ale nejběžnější vokalizace zní jako řezání dřeva. Řvaní, které je podobné tygřímu (nicméně podstatně slabší), může levhart vydávat kdykoliv během dne, avšak častější je přece jen za soumraku či svítání. Jedná se o důležitý teritoriální signál. Každý levhart má svůj specifický hlasový projev, podle něhož je rozeznatelný. Kromě toho dokáží levharti funět (přátelské setkání), vrnět, prskat, syčet, vrčet a mňoukat. Mláďata umějí naříkat nízkým hlasem, především když jsou hladová nebo nespokojená. Vizuální komunikace spočívající v mimice tváře, cenění zubů, měnění pozice uší a pohybování ocasem nebývá u levhartů tak častá, neboť jde o zvířata samotářská, která se málokdy potkávají. Mnohdy takto „hovoří“ samice s mládětem.

### Potrava
Levhart je masožravec a predátor. Je uzpůsoben k aktivnímu lapání kořisti – má silné čelisti, ostré zatažitelné drápy, vynikající smysly, svalnaté a pružné tělo a poměrně účinné maskování. Je to potravní oportunista, který loví velkou škálu živočichů. Bylo zaznamenáno, že jen afričtí levharti mají na jídelníčku nejméně 92 druhů zvířat. Pokud se k tomu přidá asijská populace, vzroste tento počet na vysoko přes sto druhů. Nejnovější studie zjistila, že levharti výrazně upřednostňují zvířata ve váhovém rozsahu 10–40 kg, přičemž nejčastější hmotnost jejich kořisti je 23–25 kg.

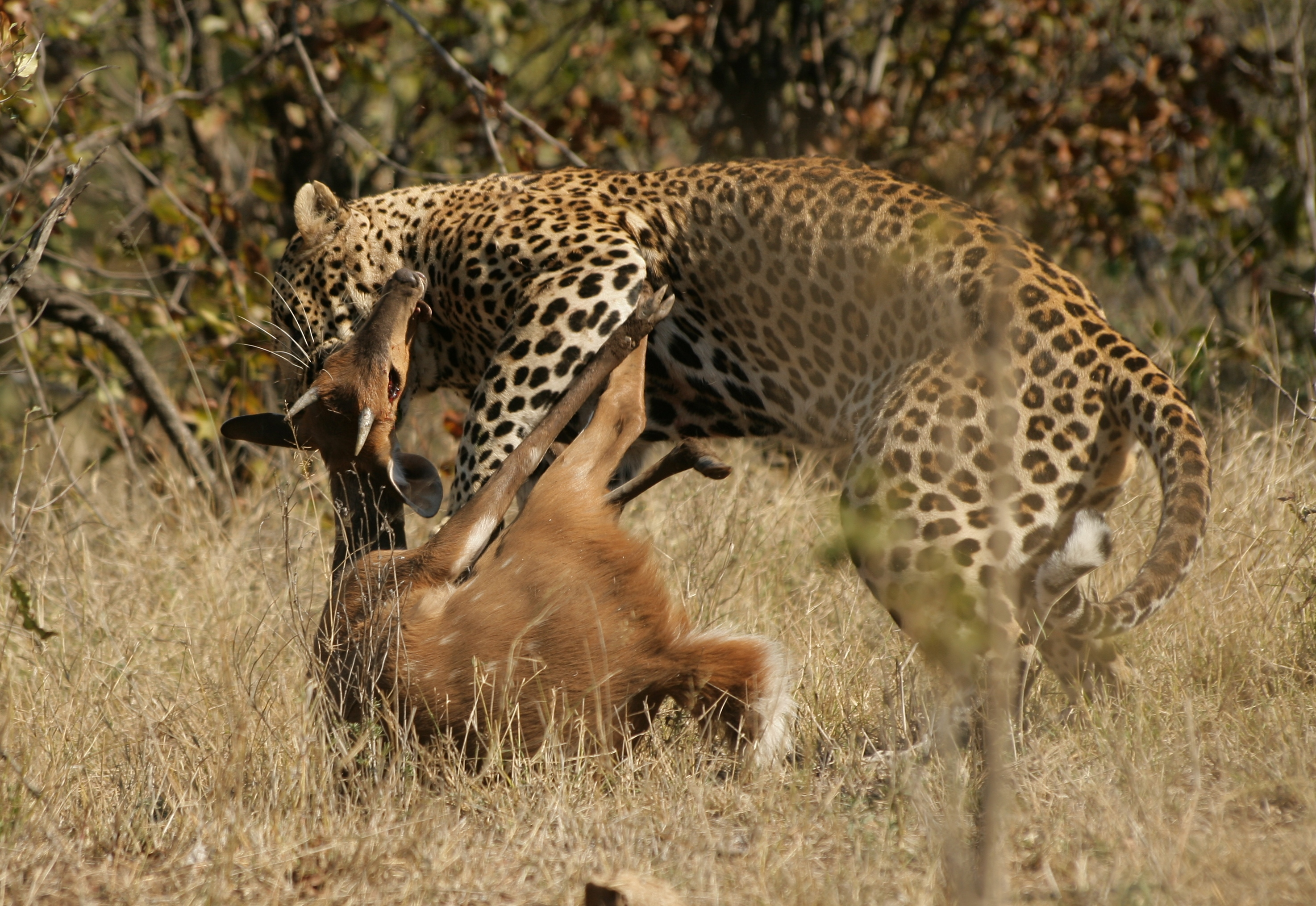
Levhart rdousící lesoně (Krugerův NP)

Podle tohoto široce pojatého srovnávacího výzkumu jsou nejběžnější kořistí levhartů v Africe různí kopytníci, především impala (Aepyceros melampus), chocholatka křovinná (Cephalophus natalensis), chocholatka schovávaná (Sylvicapra grimmia), antilopa travní (Raphicerus campestris), lesoň (Tragelaphus scriptus), prase bradavičnaté (Phacochoerus sp.), pakůň žíhaný (Connochaetes taurinus), gazela Thomsonova (Gazella thomsonii) a kančil vodní (Hyemoschus aquaticus). V Asii je to jelen čital neboli axis indický (Axis axis), sambar (Rusa sp.) a muntžak (Muntiacus sp.). Kromě toho levhart podle oblasti výskytu loví následující zvířata: různé druhy hlodavců od myší a hrabošů po krysy, zajícovce, místní druhy prasat, srnců a jelenů, damany, divoké ovce a kozy a dikobraze. Z ptáků jde nejčastěji o holuby, perličky, koroptve, pávy, bažanty, někdy dokonce i pštrosy, supy a tučňáky. Díky své schopnosti velmi dobře šplhat je levhart zřejmě největším přirozeným nepřítelem primátů – napadá především hulmany, makaky, guerézy, kočkodany, mangabeje, šimpanze, bonoby, paviány. Útočí i na menší šelmy jako jsou promyky, cibetky, ženetky a jezevci. Občas si troufne na medojeda nebo geparda. Výjimečně zaútočí i na mladého medvěda ušatého (Ursus thibetanus). V obzvláštní oblibě má psovité šelmy – napadá šakaly, lišky, dhouly, psíky mývalovité a další. Za kořist mu mnohdy padnou i různí plazi, například varani. Jednotlivci se mohou specializovat na různé druhy zvířat v závislosti na jejich dostupnosti nebo na jiných faktorech, například pohlaví a stáří kořisti či samotného lovce. Jsou tak známy případy levhartů, kteří výrazně preferovali dikobraze, nebo které „bavilo“ lovit veverky. Jeden levhart z Ngorongoro zabil a snědl během 21 dnů 11 šakalů. Z větších živočichů dokáže zabít mladé buvoly, žirafy, velbloudy a velké druhy antilop. Výjimečně napadne i takové zvíře jako je gorila. V jihovýchodní Asii bývá jeho pravidelnou kořistí banteng, často vážící okolo 500 kg. Nejtěžší zaznamenaný úlovek byla 900 kg těžká antilopa Derbyho (Taurotragus derbianus). Lov velké kořisti s sebou nese rostoucí riziko. Fritz C. Eloff, jenž studoval kalaharské lvy, zaznamenal asi 175 kg těžkého přímorožce jihoafrického, který měl na svých rozích napíchnutého a částečně již rozloženého levharta.
Během několika let může na stejném místě populace levharta změnit druh preferované kořisti. Například v čínské provincii Sečuán byl podle dlouhodobého výzkumu publikovaného roku 1993 hlavní kořistí nejprve muntžak chocholatý (Elaphodus cephalophus), ale postupně se levharti přeorientovali na hlodouna čínského (Rhizomys sinense). V oblastech, kde žijí blízko lidských sídel, napadají často domácí zvířata od koček a psů, přes drůbež, ovce, kozy až po skot a vodní buvoly. Psy domácí, záhadně v noci mizící z rančů a vesnic, má v mnoha případech na svědomí levhart. Podle průzkumu z let 2007 až 2009 provedeného v oblasti západní Maháráštry (Indie) tvoří psi 39 % zdejší levhartí kořisti. V nouzi nepohrdnou ani hmyzem, rybami a obojživelníky. Stravu si někdy doplňují rostlinným materiálem, ovocem a zeleninou (například vodními melouny či okurkami). V suchých oblastech pouště Kalahari takto levharti získávají určitou část tekutin. Občas dochází mezi levharty ke kanibalismu, obvykle ve formě infanticidy. Pokud se v loveckém okrsku levharta vyskytují větší konkurenti, průměrná hmotnost kořisti bývá obvykle nižší než v opačném případě. K podobnému posunu dojde rovněž v případě, když levhartovi konkurují lidé lovící divoká zvířata kvůli masu. Samice loví častěji a menší zvířata než samci.

#### Konzumace kořisti

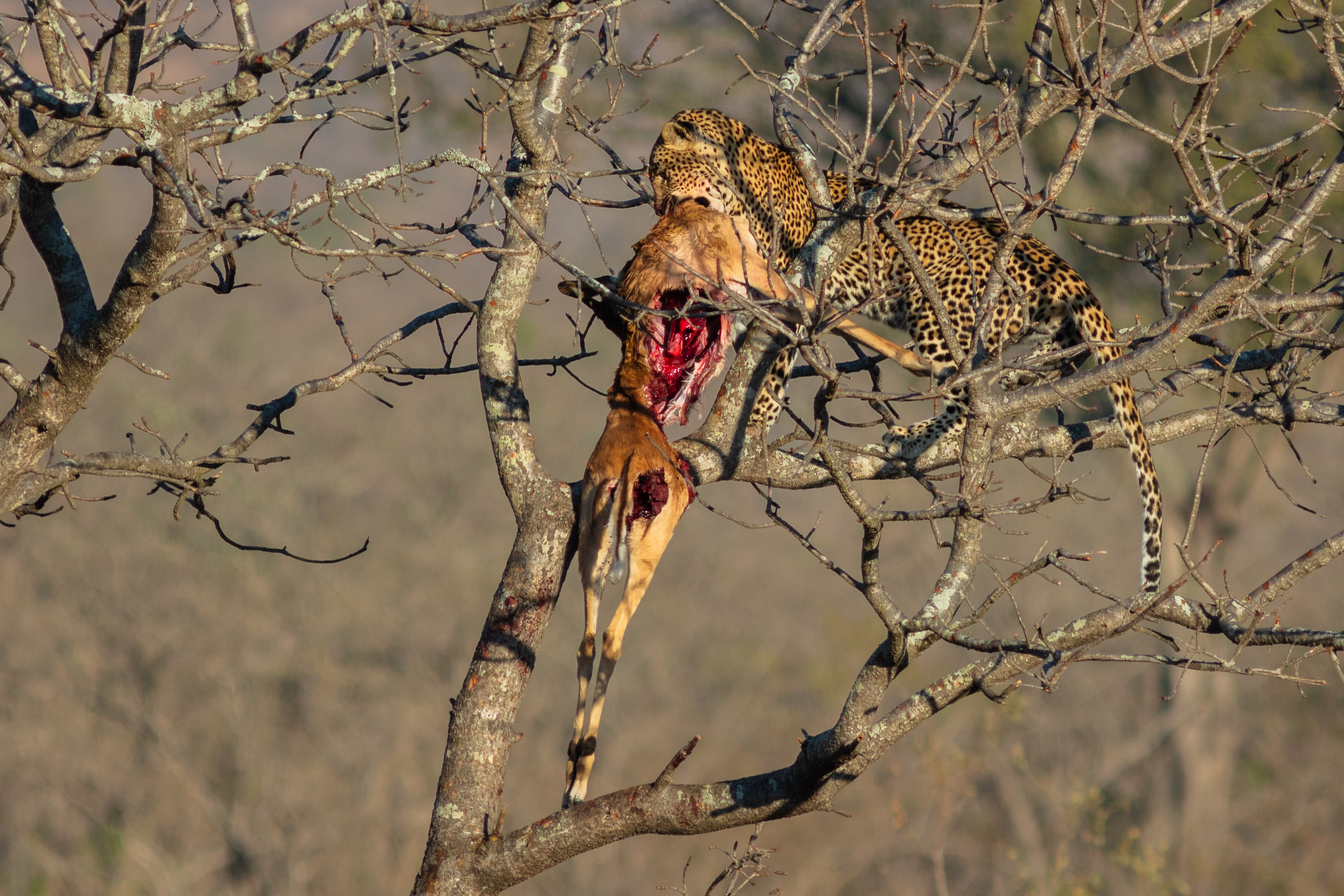
Levhart na stromě požírá antilopu v jihoafrickém Krugerově národním parku

Když může, ke kořisti se levhart vrací, dokud ji nezkonzumuje celou. Z větších živočichů zanechá mnohdy jen bachor, rohy, kosti a kopyta. Nevadí mu, když je maso již hnijící a plné červů. Jím neulovené mršiny pojídá rovněž. Zvíře konzumuje v naprosté většině již mrtvé, ale jsou zaznamenány případy, kdy například prase bradavičnaté požíral zaživa. Obvyklá denní dávka potravy se pohybuje od 1 po více než 11 kg, maximálně je schopen za 24 hodin sníst asi 1/4 své váhy. Pokud je potřeba, dokáže dlouhé dny hladovět. Frekvence lovu závisí na velikosti naposledy zabité kořisti, dále na tom, zda jde o samici s mláďaty (častější lov), na množství zvířat a také na tom, jestli se mu podaří uchránit mršinu před konkurenty a mrchožrouty. Ukrývání kořisti patří mezi častý postup po úspěšném lovu. V Africe si levharti mrtvá těla zvířat vynášejí většinou do korun stromů, v Asii preferují spíše hustou vegetaci. Toto chování však závisí na přítomnosti konkurenčních šelem a mrchožroutů. Například v NP Matopos v Zimbabwe, kde nežijí šakali a hyeny, byl z 38 úlovků jen jeden vytažen na strom. Naopak v Jižní Africe v rezervaci Sabi Sand Game Reserve vynášejí na strom asi polovinu všech úlovků.

#### Lovecká taktika a úspěšnost

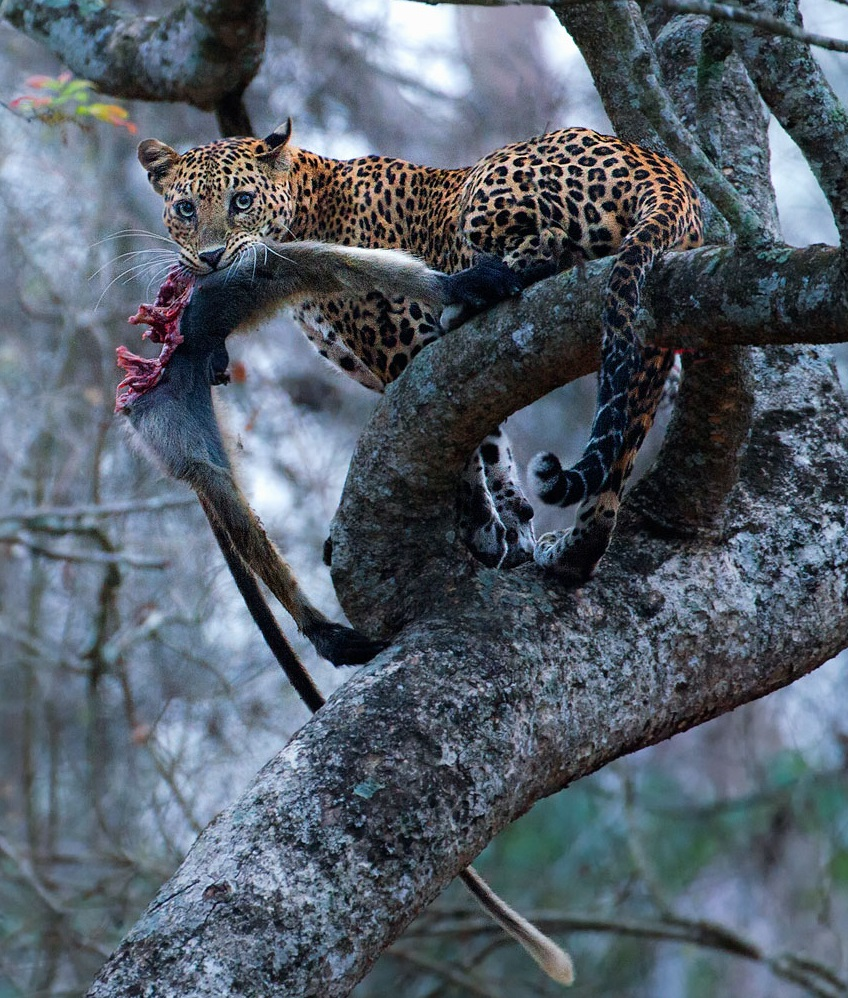
Levhart se zabitou opicí

Levharti používají několik metod, jak se zmocnit kořisti. Nejčastěji se snaží, většinou přikrčeni k zemi a využívajíce vegetace, nepozorovaně přiblížit na co nejkratší vzdálenost k vyhlédnuté oběti. Během toho se dokáží dlouhé okamžiky nehýbat, pozorujíce při tom kořist. Plížení bývají různě dlouhá, často záleží na terénu a pohybu zvířat. V poušti Kalahari je průměrná stopovací vzdálenost 200 metrů, ale byly zaznamenány i 3400 metrů dlouhé lovy. V travnatých oblastech, kde je možnost lepšího úkrytu, je pro pozorovatele prakticky nemožné detekovat plížícího se levharta na více než 50 metrů. Obecně platí, že čím je hustší vegetace, tím snadněji se dokáže dostat ke kořisti. Další metodou lovu je ležení v úkrytu a čekání, až kořist sama dorazí na co nejbližší vzdálenost. Může jít o křoví, vysokou trávu, skálu či strom. Jinou možností uplatňovanou především při lovu domácích zvířat je metoda, kdy si pro kořist aktivně přijde do ohrad, chlívků či stájí. Primáty mnohdy uchvátí tak, že předstírá výpad do korun stromů, některé opice při tom zpanikaří a seskočí na zem, kde je pak levhart snadněji chytí. Útok levhart provádí z nejkratší možné vzdálenosti, ideálně jen na několik metrů. Rychle vyrazí a jedním či dvěma skoky se kořisti zmocní. Málokdy ji pronásleduje na vzdálenost větší než cca 40–50 metrů, ale opět záleží na typu prostředí. V otevřeném terénu Kalahari je průměrná vzdálenost běhu za kořistí 64 metrů. Menší zvířata zabíjí prokousnutím šíje či hlavy, větší obvykle zardousí silným stiskem krku. Někdy oběť usmrtí prokousnutím jejího čumáku. Úspěšnost lovu znovu závisí na prostředí a pohybuje se od 5 % do 38,1 %.

### Rozmnožování, naděje na dožití

#### Páření
Rozmnožování levhartů probíhá u afrických a asijských populací různě. V Africe k němu může docházet prakticky celoročně, v Asii nejčastěji v zimních měsících. Samice dávají samcům najevo připravenost se pářit svým pachem. Estrus trvá obvykle 5–13 dní. Pokud nedojde k zabřeznutí, další říje následuje po 20–55 dnech. Když samec najde partnerku, dojde k seznamovacím rituálům, které se projevují většinou vrčením a mírnou agresí. Pokud se obě zvířata již znají, samice se před samcem prochází, válí, otírá se o něj, šíří svůj pach a při tom sténá či vrčí. Pak se přikrčí k zemi a samec na ní vleze seshora zezadu. Kopulace trvá okolo 3 sekund. Během ejakulace kouše samec samici do krku, poté se samice obvykle s náznakem výpadu otočí a samec odskočí. Samec má penis opatřený malými zpětnými háčky, což sice samici bolí, ale zároveň stimuluje ovulaci. Intervaly mezi jednotlivými kopulacemi bývají 2–17 minut. Spojení bývají doprovázena hlasitým vrčením a jsou velmi častá, jeden pár jich měl 60 během 9 hodin a z jiných pozorování byla vypočtena frekvence 100 za den. Odlišné údaje přinesla studie levhartů indických z roku 2016 provedená na 38 jedincích (20 samců, 18 samic). Podle ní trvala průměrná kopulace 40 sekund a intervaly mezi jednotlivými spojeními byly 1–181 minut. Doba, po kterou je dvojice spolu, bývá velmi krátká. Obvykle to jsou jeden nebo dva, někdy až čtyři dny. Ve výjimečných případech spolu pár zůstává déle. Samcova role pářením končí a na výchově mláďat se obvykle nepodílí, ačkoliv byly zaznamenány případy, kdy se otec nakrátko přidružil k samici a svým potomkům.
Výjimečně může docházet k situacím, kdy se páří tři levharti najednou. V dosud zaznamenaných případech trojic byli oba levharti stejného pohlaví příbuzní (sestry, otec-syn). Předpokládá se, že pářením s více samci chce samice omezit následnou možnost infanticidy, tedy usmrcení svých budoucích mláďat ze strany samce. Dále se zjistilo, že samice je schopna rozeznat silného a dominantního samce, který má šanci udržet si dlouhodobě své teritorium, což rovněž snižuje možnost infanticidy. Pokud narazí na slabšího jedince, dokáže potlačit svou plodnost, aby neplýtvala drahocennou energií.

#### Březost a péče o mláďata
Doba březosti se pohybuje od 88 do 112 dnů, nejčastěji je to 96 dnů. Samice si mezitím najdou bezpečné doupě umístěné často v husté vegetaci, ve skalách, jeskyních, dutinách stromů či zemních norách. Počet mláďat kolísá od jednoho do šesti, nejčastější počet jsou dvě. Vrhy s pěti nebo šesti mláďaty jsou velmi vzácné, což je dané i tím, že samice má čtyři struky. Melanické levhartice mají nižší průměrný počet mláďat (1,7) než normálně zbarvené (2,07). Poměr pohlaví hovoří ve prospěch samic, údaje oscilují od 1,19:1 až k 1,7:1. Mláďata se rodí slepá, měří 36 až 48 cm a váží od 280 (430) do 1000 g. Prvních několik dní věnuje matka koťatům plnou péči a zprvu ani neloví. Vidět začínají po čtyřech až devíti dnech, matka je mezitím začne opouštět a vydává se na lov. Prvních několik měsíců je pro přežití mláďat klíčových, důležitá je především nedostupnost doupěte pro predátory. Aby minimalizovala hrozbu, přesouvá samice mláďata do jiných doupat, nejde však o pravidlo. Frekvence přesunů je různá – obvykle jednou za 2 až 5 dní. V některých oblastech (Izrael, Namibie) se samice vydávají na dlouhotrvající lovy a mláďata nechávají bez dozoru někdy až sedm dní. Maso začínají koťata jíst při hmotnosti 3 až 4 kg, kojení probíhá do doby, kdy váží asi 6 kg a jsou zhruba 4 měsíce stará. Mláďata si své lovecké schopnosti trénují hrami a pronásledováním malých živočichů, jako jsou kobylky, motýli, ještěrky a ptáci. Sama lovit začínají zhruba ve věku 7 až 8 měsíců, kdy už mají rovněž trvalé zuby. Levhartice nevěnují výcviku svých mláďat v umění lovu takovou péči jako například tygřice nebo lvice, důvodem je vyšší procento malé kořisti, jejíž chytání nevyžaduje tolik naučených schopností, ale většinou postačí instinkt. Úmrtnost mladých jedinců během prvního roku života bývá 40–50 %, většinou padnou za oběť lvům, tygrům, hyenám, cizím levhartím samcům a dalším šelmám. Samci mívají větší úmrtnost než samice.
V roce 2012 publikoval tým vědců vedených Guy Balmem, ředitelem Levhartího programu v rámci organizace Panthera, sumarizaci údajů týkajících se reprodukčních schopností levhartích samic z oblasti Sabi Sand Game Reserve, která sousedí s Krugerovým národním parkem. Data byla sbírána mezi roky 1979 až 2010 a představují nejucelenější soubor informací o reprodukci divoce žijících levhartů. Zahrnují údaje o celkem 140 vrzích. Průměrný věk samic při prvním vrhu byl 46 měsíců, průměrný počet mláďat 1,9, průměrný interval mezi porody 25 měsíců a střední věk osamostatnění mláďat 19 měsíců. Žádný vrh neměl více než 3 koťata. 37 % mláďat přežilo až do osamostatnění. Nejčastějším důvodem úmrtnosti byla infanticida ze strany dospělých samců, následovaná predací od lvů a hyen skvrnitých. Čtyři úmrtí měli na svědomí hadi, několik mláďat zahynulo hlady poté, co přišli o matku (zemřela nebo je opustila). Čtyři koťata se utopila. Pouze jedno mládě zemřelo na nemoc (prašivina). Jedna samice porodila celkem 19 mláďat v 11 vrzích, z nich se ale jen čtyři dožily nezávislosti. Nejvyšší šanci na přežití do dospělosti měla mláďata osmiletých samic (cca 50 %). Výzkum zdokumentoval i dosud jediný známý případ adopce u divokých levhartů, kdy patnáctiletá samice přijala do své péče sedmiměsíční mládě své devítileté dcery a odchovala ho do dospělosti. Sama se při tom starala o čtyřměsíčního samečka. K události došlo poté, co se obě rodiny podělily o mrtvolu impaly. Důvod tohoto chování nebyl zřejmý, neboť biologická matka adoptovaného samce žila normálně dál a odchovala jeho bratra.

#### Dospělost, úmrtnost
Ve stáří 12 až 18 měsíců se mladí levharti stávají potravně nezávislí na matce, ale stále většinou žijí v její blízkosti. Skutečné nezávislosti v podobě hledání a zakládání vlastního teritoria dosahují ve věku 14 až 36 měsíců. Mladé samice obvykle zůstávají s matkou déle a teritorium si zakládají v její blízkosti. Během hledání nového území mají levharti stále velkou úmrtnost, jíž mají na svědomí kromě velkých šelem a lidí i dospělí samci vlastního druhu. Když byli v Nepálu opatřeni tři 13 měsíců staří jedinci sledovacími zařízeními, zjistilo se, že jen jeden přežil dostatečně dlouhou dobu na to, aby se začal rozmnožovat. První páření absolvují ve věku 24 až 52 měsíců, u samic je to většinou později než u samců. Interval mezi jednotlivými vrhy bývá cca 15 až 29 měsíců. Samice jsou plodné nejméně do věku 13 let (rekord je 16 let stará matka), samci mohou mít mláďata i později (nejstarší zaznamenaný otec měl 21 let). Samci bývají nejagresivnější ve věku 4 až 5 let (projevuje se to nejvyšší mírou zabíjení mláďat), kdy definitivně dokončují migraci, upevňují si svá nově ustavená teritoria a začínají s plozením potomků. Zabitím cizích mláďat zvyšují šanci na zplození svých. Naděje na dožití bývá různá a závisí na mnoha faktorech. Existuje sice několik odhadů roční úmrtnosti dospělých zvířat (18 % až 25 %), ale jde jen o orientační čísla. V divočině žijící jedinci umírají většinou do 12 let, v zajetí se mohou dostat přes 20. Nejstarší známý divoký levhart se dožil 18,6 let, nejstarší jedinec v zajetí dosáhl věku 27 let.

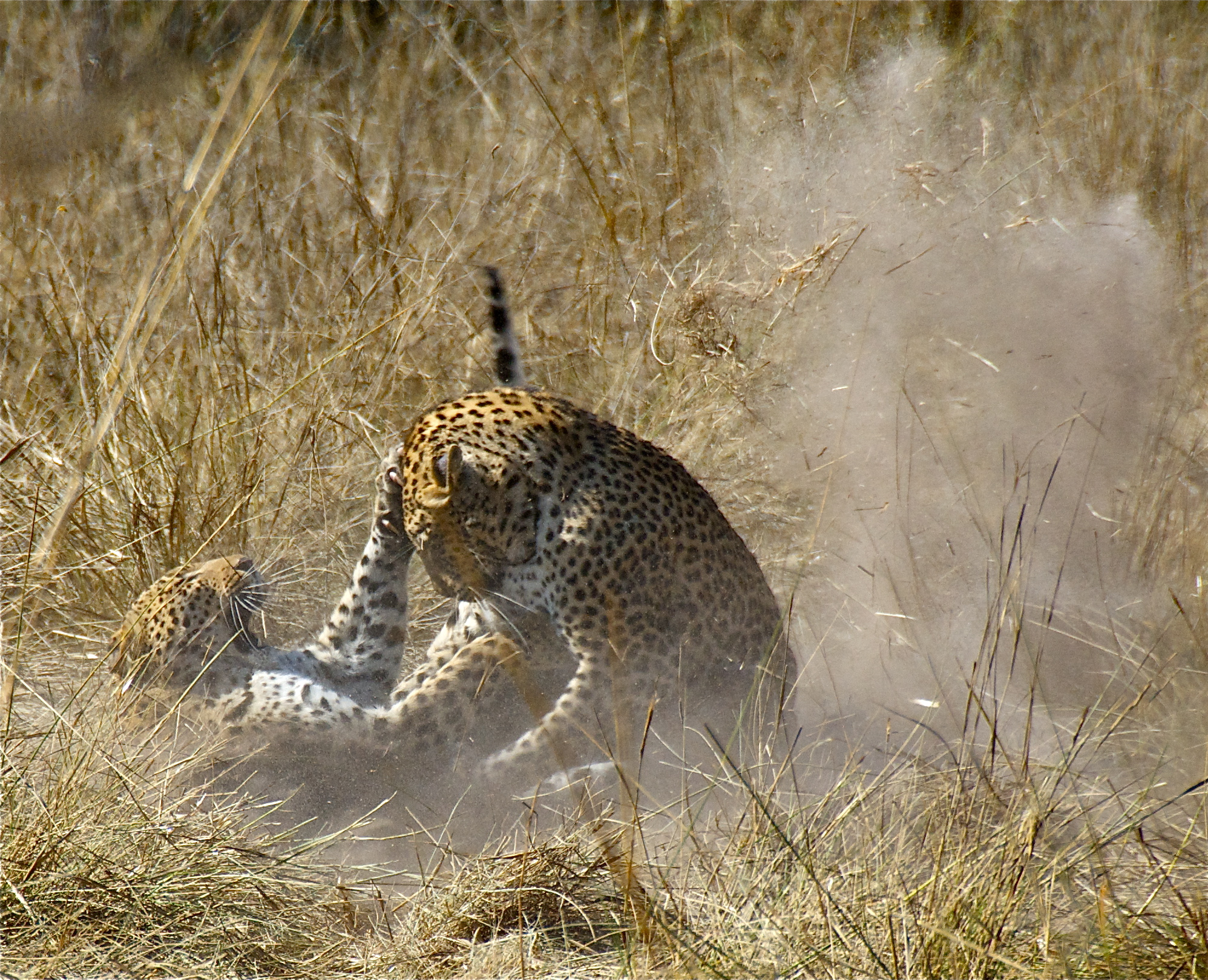
Námluvní tanec levhartího páru
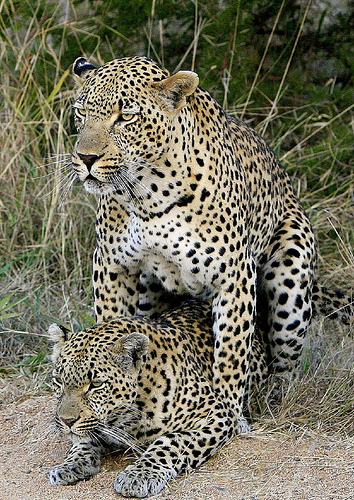
Pár při kopulaci
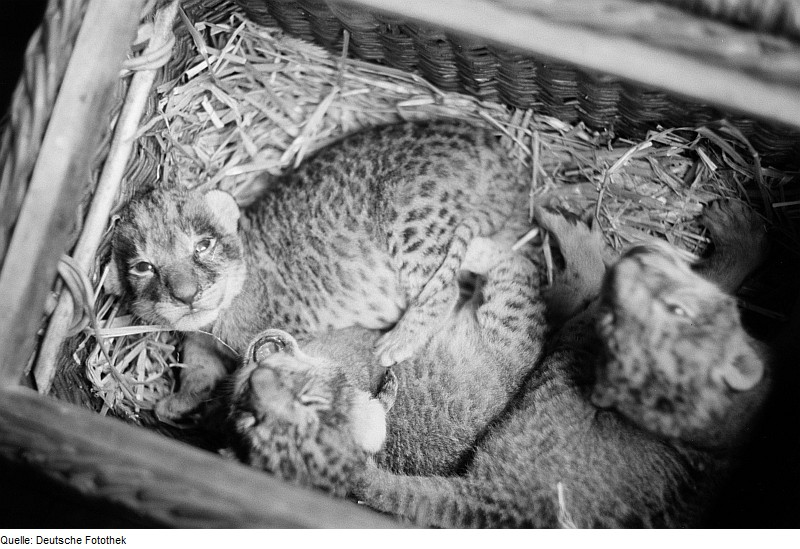
Čerstvě narozená koťata
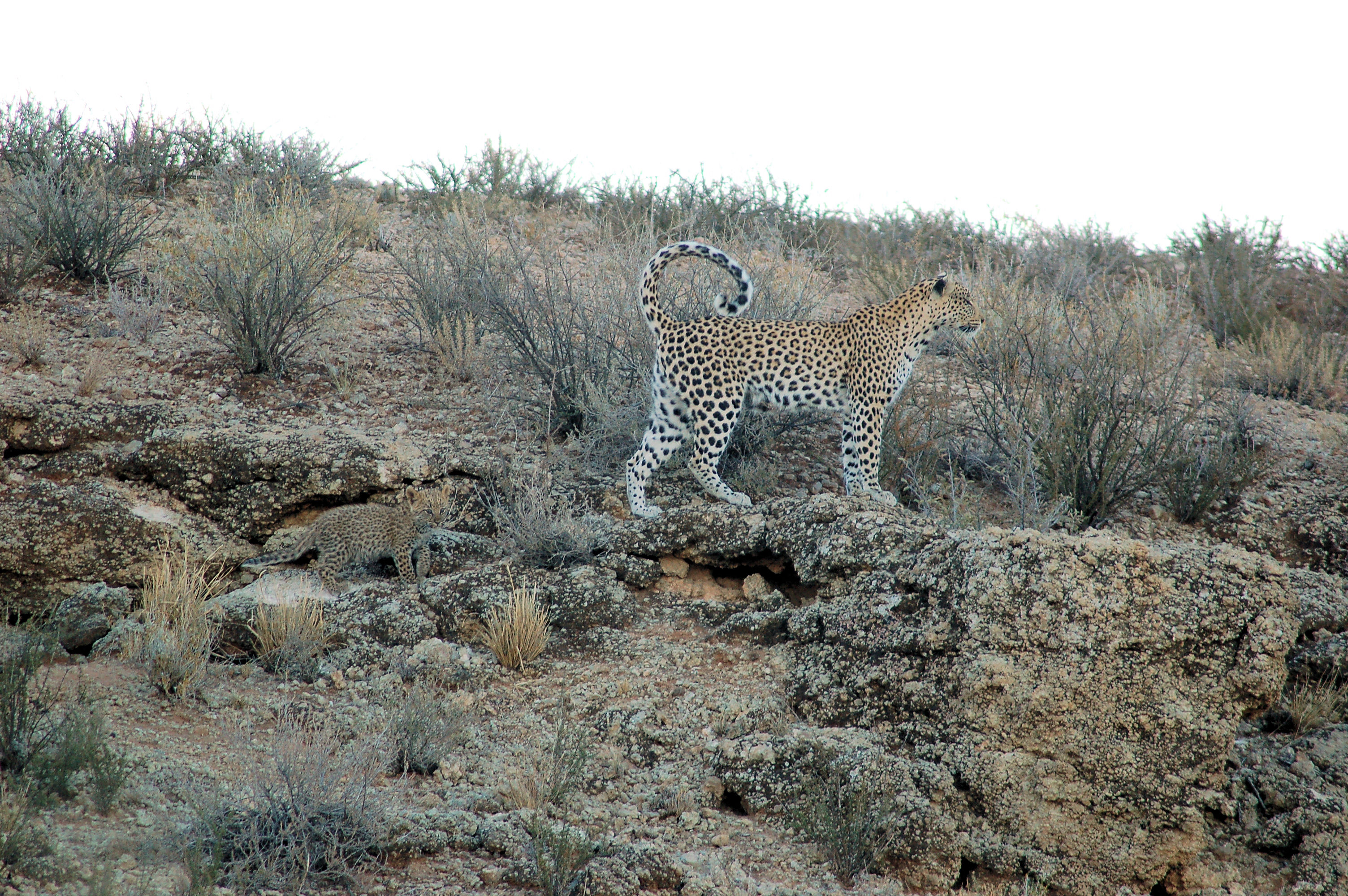
Samice s mládětem v Národním parku Kgalagadi (JAR)

#### Hybridizace

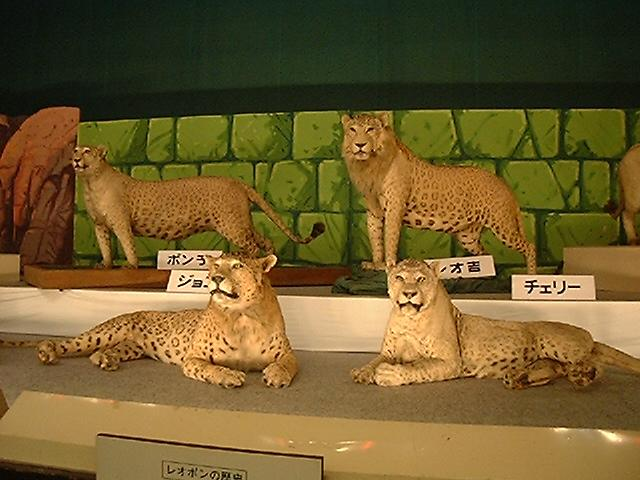
Skupina muzejních leoponů.

Levharti se mohou křížit se lvy, tygry, pumami a jaguáry, hybridizace s irbisy není známa. Ve většině případů bývá pár složen z levhartice a samce jiné kočky, opačné případy jsou vzácnější. Kříženec levharta s jaguářicí se nazývá „lepjag“ nebo „leguar“, jaguára s levharticí „jagulep“ nebo „jaguleop“, levharta se lvicí „leopon“ nebo „lepon“, lva s levharticí „liard“ či „lipard“, levharta s tygřicí „leoger“ či „dogla“, tygra s levharticí „tigard“ a pumy s levharticí „pumapard“. Hybridi pocházejí obvykle z umělého odchovu, přírodní míšení bývá velmi vzácné (resp. nepotvrzené), ačkoliv se předpokládá, že k němu muselo v minulosti docházet a mohlo se jednat o důležitý evoluční prvek. Podle tradičních indických vyprávění dochází občas v přírodě k páření mezi velkými levhartími samci a tygřicemi. Jejich potomci se nazývají „dogla“. Britský lovec F. C. Hicks ve svém díle Forty Years Among The Wild Animals Of India (1910) popsal možného hybrida doglu takto: „Když jsem si prosekával cestu, vynořila se z trávy skvrnitá hlava nezvykle velkého pantera následována nezaměnitelnými pruhovanými rameny a tělem tygra, ačkoliv to vypadalo trochu jako špinavé, jako by se vyválelo v popelu. Podařilo se mi toto neobyčejné stvoření skolit jednou ranou do krku. Když jsem ho prozkoumal, zjistil jsem, že jde o velmi starého hybridního samce se zuby a drápy značně opotřebovanými. Jeho hlava a ocas byly čistě panteří, ale jeho tělo, ramena a krk tygří...“ Samci kříženců jsou téměř vždy neplodní, samice mohou mít další potomky.

### Konkurenti a nepřátelé

#### Tygři, lvi a jiné kočky
Levharti mají mnoho přirozených nepřátel a konkurentů, s nimiž se musejí potýkat. V Asii jsou to především tygři. Ti jsou při jakémkoli případném střetu tváří v tvář vždy potenciálními vítězi a levharti se podle toho chovají. Pokud má tygr tu možnost, obvykle levharta usmrtí. Jelikož je jejich denní aktivita podobná, snaží se levharti vyhýbat tygrům prostorově a pohybují se často při okrajích jejich teritorií či v místech, kde citlivější tygry ruší přítomnost lidí. Obecná poučka hovořící o tom, že tam, kde žije hodně tygrů, lze levhartů nalézt jen málo, do značné míry sice platí, ale záleží také na množství vhodné kořisti. Levharti loví většinou podstatně menší zvířata (průměr cca 25 kg vůči 97 kg u tygrů) a zabíjejí větší počet druhů než tygři. V Národním parku Rajaji (Indie) došlo začátkem 21. století k reintrodukci tygrů do prostředí, kde byli levharti dominantním predátorem. Po několika letech se výrazně snížil počet levhartů (hustota klesla z 9,76 na 2,07 na 100 km²) a zároveň se jejich kořist posunula směrem k menším a domácím zvířatům (vzrůst z 6,8 % na 31,8 %). Na území, kde se obě šelmy vyskytují spolu, musejí být levharti velmi pozorní. Indický ochránce přírody Billy Arjan Singh popsal případ, kdy se vydal se svou ochočenou levharticí do lesa. Její chování bylo bezstarostné a sebevědomé až do okamžiku, kdy zaznamenala přítomnost tygřice, která asi 50 metrů před nimi přešla přes cestu. Levhartice se okamžitě doslova přitiskla k zemi, pak se odplížila a zmizela v buši. Nakonec se sice objevila, ale počínala si stále extrémně opatrně s maximální snahou se ukrýt.
Vztah levhartů ke lvům je podobný, navíc si ale musí dávat pozor na to, že tyto velké kočky žijí ve smečkách. Velmi častou metodou, jak si před nimi levhart zachrání život (a mnohdy i kořist), je útěk na strom. Americký přírodovědec George Schaller odhadl, že v Serengeti je asi 5 % lví spotřeby masa získáno z kořisti levhartů. V jihoafrické Sabi Sand Game Reserve si lvi přivlastnili celkem 2 % ze všech levhartích úlovků. Dále zde bylo zjištěno, že lvi mohou za více než 20 % veškeré levhartí úmrtnosti. Přesto jsou levharti schopni žít v relativní lví blízkosti, aniž by to nějak zásadně ovlivňovalo jejich populaci. Pokud má levhart možnost, zabíjí oběma silnějším „bratrancům“ mláďata.
Vztah levhartů a irbisů nebyl doposud prozkoumán, neboť chybějí jakákoliv pozorování vzájemné interakce. Komparační studie z roku 2013 nicméně předpokládá, že při eventuálním konkurenčním střetu by byl levhart skvrnitý úspěšnější. Vůči gepardovi bývá levhart obvykle dominantním druhem, občas ho zabije a sežere. Obě dvě kočkovité šelmy jsou navíc přímými konkurenty, neboť preferují přibližně stejnou kořist (potravní překrytí 68,7 %). K menším kočkám se chová levhart s jasnou převahou a pronásleduje je a zabíjí, kdykoliv může. George Schaller zaznamenal příhodu, kdy levhart vnikl do ložnice jeho přítele, v níž leželi dva ochočení servalové a jednoho z nich popadl a odnesl. Ačkoliv levhart nad menšími kočkovitými šelmami při přímém střetu dominuje, neznamená to, že nad nimi musí mít konkurenční výhodu. Podle modelových testů právě konkurence ze strany rychleji se množících soupeřů v podobě levharta Diardova, kočky Temminckovy a psovité šelmy dhoula, způsobila vymizení levharta ze Sumatry v pozdním pleistocénu. Naopak soupeření s tygrem a člověkem zřejmě hrálo v tomto procesu jen marginální roli.

#### Hyeny, psovité šelmy a jiní

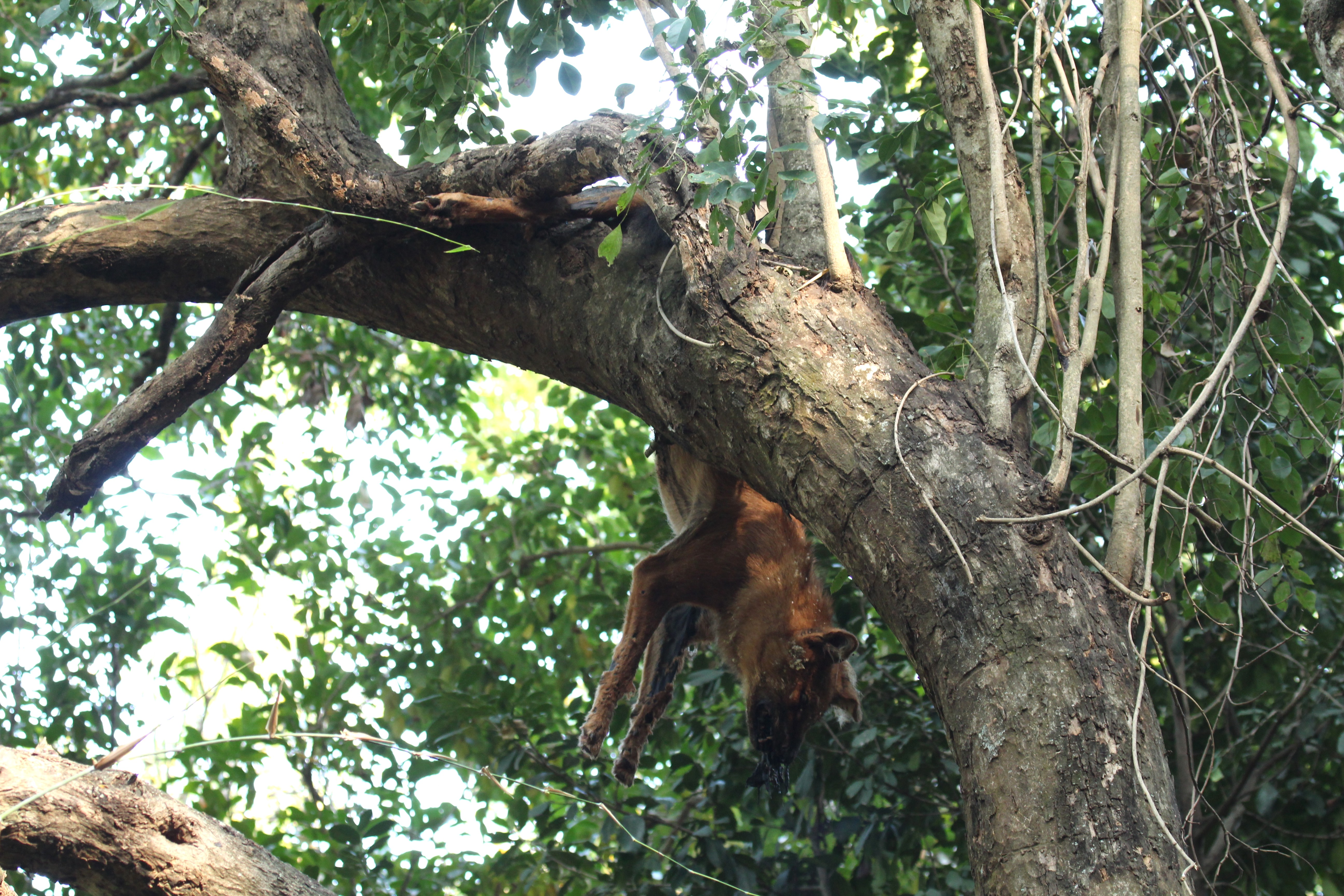
Dhoul (Cuon alpinus) usmrcený levhartem a vytažený na strom

Hyeny skvrnité (Crocuta crocuta) jsou dalšími šelmami, které se snaží sužovat levharty a připravovat je o kořist. Pokud si ji levhart včas neskryje, hyeny obvykle uspějí. Velcí samci levhartů a někdy i odhodlané samice se nicméně hyenám občas postaví a svou potravu si uhájí. Psovité šelmy patří mezi úhlavní nepřátele, konkurenty a zároveň oblíbenou potravu levhartů. Psi hyenovití (Lycaon pictus) v Africe, dhoulové (Cuon alpinus) a vlci (Canis lupus) v Asii představují významné soupeře, kteří, pokud operují ve smečce, levharty pronásledují, zabíjejí a berou jim kořist. Na druhou stranu, podaří-li se levhartovi překvapit osamocené jedince, vítězem bývá on. Nesmiřitelnými nepřáteli levhartů jsou paviáni. Jestliže tlupa vedená velkými samci tuto šelmu objeví, napadá ji tak dlouho, dokud neopustí oblast nebo se neskryje na nějaké nedostupné místo. Stává se, že je při těchto útocích levhart zabit. Paviáni nechránění tlupou bývají naopak oblíbenou, nicméně nepříliš častou kořistí levharta. Velcí krokodýli nilští, mořští a bahenní jsou příležitostnými predátory levhartů. Výjimečně může šelmu zabít a sežrat nějaký velký škrtič, například krajta tmavá. Dlouhodobým konkurentem levharta je i člověk. Některé skupiny lidských pastevců a lovců pravidelně loupí jeho kořist.

### Paraziti a nemoci
Levharti jsou hostitelé mnoha parazitů. Spektrum ekto- a endoparazitů je obdobné jako u dalších kočkovitých šelem. Z ektoparazitů napadají levharty klíšťata (rody Amblyomma, Haemaphysalis, Ixodes, Rhipicephalus), blechy (rod Echidnophaga), kloši (Lipoptena chalcomelaena), masařky (Wohlfahrtia magnifica) a roztoči (Notoedres cati). Z endoparazitů to mohou být např. motolice (Paragonimus westermani) a hlístice (Aelurostrongylus) v plicích . Ve střevě mohou parazitovat některé tasemnice (např. škulovec široký) a řada hlístic (Ancylostoma, Toxocara), ve svalech svalovci (Trichinella) a svalovky (Sarcocystis). Analýza 54 vzorků trusu v thajské přírodní rezervaci Huai Kha ukázala přítomnost parazita v 94 % případů. U dvou levhartů perských byly identifikovány škrkavky kočicí (Toxocara cati). Výjimečně může levharta napadnout i srdeční červ vlasovec psí (Dirofilaria immitis).
Šelmu může postihnout řada virových a bakteriálních nemocí, například felinní imunodeficientní virus (FIV), felinní coronavirus (FCoV), virus chřipky H5N1, vzteklina, bovinní tuberkulóza, anthrax nebo hepatitida. Některé populace levhartů může ohrozit psinka. Je to především z toho důvodu, že psovité šelmy patří mezi vyhledávanou kořist tohoto predátora. Nicméně samotářský život skýtá levhartům jisté výhody a snižuje pravděpodobnost výskytu epizootických infekcí.

#### Toxoplasma
Levharti jsou podobně jako jiné kočky konečnými hostiteli parazita Toxoplasma gondii. Tento organismus má zajímavou strategii, jak se do levhartího (kočičího) těla dostat. Jeho mezihostiteli bývají živočichové, které má následně kočkovitá šelma zkonzumovat. Parazit u nich snižuje rychlost reakce a pocit pudu sebezáchovy. Nedávný výzkum na šimpanzích, jejichž jediným přirozeným predátorem je právě levhart, ukázal, že toxoplasmou nakažení primáti ztratili svou vrozenou averzi vůči levhartí moči, což v praxi znamená, že se v přírodě nevyhýbají místům s pachem predátora a zvyšují tak šance na to být uloveni.
Toxoplasma zřejmě může negativně ovlivnit levhartí pud sebezáchovy, jako je tomu v případě mezihostitelů (včetně člověka). Výzkum tří levhartů přejetých automobily v Národním parku Golestan v Íránu v letech 2013 a 2014 odhalil u dvou z nich akutní toxoplasmózu.

## Levhart a člověk
Levhart měl a má pro lidskou společnost silný význam, neboť jde o velkou, výraznou, rozšířenou šelmu, která může být člověku nebezpečná. Přesto se vždy nacházel ve stínu v Asii tygra a v Africe lva. Pro různé kultury a etnika symbolizoval rozličné, často kontroverzní vlastnosti: sílu, krásu a lstivost, ale také divokost a krutost. Špatnou reputaci požívali přinejmenším do 19. století černí levharti, kteří byli považováni za zvláště divoké a krvežíznivé.

### Historie a kultura

#### Pravěk
První známé zobrazení této šelmy se nachází v Chauvetově jeskyni ve Francii a je z období paleolitu. Druhá nejstarší malba (v tomto případě kombinovaná s reliéfem) stará cca 8000 let pochází z tureckého Çatal Hüyük a jedná se o dva levharty natočené hlavami k sobě. Plastika byla mnohokrát přemalovávána, takže její původní vzhled byl zcela změněn. Z dalších nálezů (například soška kypré bohyně-matky sedící mezi dvěma levharty) je zjevné, že kult velkých koček v této oblasti trval několik set let.

#### Starověký Přední východ
Ve starověkých kulturách Středomoří a Blízkého východu hrál levhart velmi důležitou roli. Především na území staré Mezopotámie často reprezentoval různá božstva. Levharti ukazovali příslušnost k určité elitě, symbolizovali postavení a moc, dále ochranu a někdy i plodnost. Faraoni, vysocí kněží a jiní prominenti ve starém Egyptě prezentovali svůj status mimo jiné nošením vzácných levhartích kožešin (dodávaných z Núbie jako zvláštní forma tributu). Z Egypta (z roku 1500 př. n. l.) pochází i první malba krotkého levharta kráčejícího na vodítku po boku člověka. V egyptské mytologii tvořil levhart jednu z podob bohyně Mafdet, ochránkyně před hady a štíry. Z Egypta se zachovala i první legenda o tom, jak levhart získal své skvrny: bůh Anup tak chtěl zkazit Sutechovi maskování v podobě pouštního do té doby pískově zbarveného leoparda.

#### Řecko a Řím
Ve starověkém Řecku býval leopard spojován s kultem boha Dionýsa, který často nosil jeho kůži či na něm dokonce jezdil. Šelma symbolizovala divokou až divošskou přírodu, nevázanost a smyslnost. Levhart zde obvykle platil za vzor statečnosti a bojovnosti. Nicméně Aristoteles ho naopak spolu s králíkem, myší, oslem a hyenou zařadil mezi zvířata bázlivá a zbabělá. Etruskové k nim měli také zvláštní vztah – v Tarquinii se našla místnost zvaná Hrobka levhartů, na jejíž stěně jsou vyobrazeny dvě tyto šelmy představující zřejmě ochránce hodující společnosti pod nimi.
Staří Římané odchytávali levharty a využívali je jako bojová zvířata pro zápasy v arénách. Buď to pro ně znamenalo rychlou smrt v souboji s gladiátory nebo mohli nějakou dobu přežít, pokud byli nasazeni k zabíjení odsouzenců. Ztráty byly mnohdy enormní. Během 100 dní trvajících her u příležitosti otevření Kolosea zahynulo asi 9000 zvířat a z toho bylo 410 levhartů. Když v 6. století postupně končily poslední dozvuky těchto masakrů, v oblasti severní Afriky a Blízkého východu levharti již prakticky nežili. Za vlády císaře Trajána bylo zabito celkem asi 11 000 zvířat. K vymizení lokálních populací šelem přispívalo také to, že bohatí Římané, provozovali soukromé menažerie, v nichž se mohly nacházet tisíce různých zvířat. Například císař Octavianus Augustus vlastnil 3500 zvířat, z čehož bylo 680 lvů a 600 levhartů a gepardů, přičemž všechny nechal během 26 slavností zabít. Po rozpadu Říma umírali levharti dále v arénách Byzantské říše.

#### Africké kmeny
V původních afrických kmenových společenstvech byl levhart obávaný a zároveň obdivovaný predátor, který symbolizoval moc válečníků a náčelníků, neboť je odvážný a silný a zároveň mazaný. Leoparda a nikoliv lva považují mnohé kmeny za skutečného krále zvířat. Důvodem je to, že levhart je údajně chytřejší a lepší lovec a zároveň je sám hůře ulovitelný. U Zuluů a tradičních společností v Beninu nošení leopardí kůže stále označuje královskou (náčelnickou) hodnost, přičemž králům je připisováno spojení lidské a levhartí osobnosti v jednu. Beninští králové titulovaní „Oba“ si obvykle vydržovali několik levhartů odchycených v divočině a předváděli je při ceremoniálech. Během slavnosti „Igue“ pak býval jeden levhart obětován, což mělo symbolizovat obnovení královské moci. Kmen Igbů z Nigérie věří, že ti nejlepší lidé se znovuzrodí jako sloni nebo levharti. Značně negativní obraz požíval levhart mezi domorodci na Zanzibaru: byl považován za průvodce kouzelníků a spolu prý mohli za veškeré zlo, které místní lidi postihovalo. Na některých místech střední a západní Afriky existoval do poloviny 20. století krvavý kult tzv. leopardích mužů. Říkali si Anioto, nosili levhartí kůže a byli ozbrojeni ostrými kovovými háky, jimiž ubodávali své oběti k smrti. Provozovali rituály zahrnující v sobě kanibalismus, aby získali sílu a posílili i svůj kmen.

#### Žido-křesťanský pohled
V judaismu respektive křesťanství vychází obraz leoparda především ze Starého zákona. Je zde zpodobňován jako divoký, krutý, rychlý a mrštný predátor, nebezpečný zvláště pro domácí zvířata a děti. Ve vypodobnění království Božího, symbolizujícího mír a klid, tak má levhart harmonicky polehávat s dalšími šelmami a jejich pozemskou kořistí. Tak se praví v Izajášově proroctví – Iz 11, 6 (Kral, ČEP): „Vlk bude pobývat s beránkem, levhart s kůzletem odpočívat. Tele a lvíče i žírný dobytek budou spolu a malý hoch je bude vodit.“

#### Středověké menažerie
Vládci středověké Evropy a některých říší Asie si často vydržovali velké menažerie plné exotických živočichů, přičemž mezi oblíbené tvory patřili i levharti. Zvířata v nich sloužila především na předvádění, tedy jako symbol moci a prestiže. Významné zvěřince měli při svých dvorech panovníci jako byli Fridrich II., Jindřich III. (londýnský Tower), chán Kublaj (Šang-tu) a Rudolf II. (Královská obora). Fridrich II. zvířata vzal i na svou svatbu s Isabelou Anglickou do Wormsu. Menažerii s levharty vlastnil dokonce papež Lev X. ve Vatikánu na začátku 16. století.

#### Asie
V perském kulturním prostředí hraje levhart důležitou úlohu. Patří mezi dvanáct zvířat tradičního kalendáře a byl symbolem íránského nového roku 2010. V literatuře obvykle reprezentuje nebojácnost, statečnost, ale také zuřivost, zášť, marnivost a pýchu. V dobře známém příběhu Levhart a Měsíc se leopard, který vládne Zemi, rozhodne strhnout Měsíc z nebe, a tak vyleze na nejvyšší útes, skočí, aby měsíc popadl, ale místo toho padá a umírá.
V centrální Indii v pohoří Sátpurá existuje mezi některými místními domorodci víra v jakési „panterodlaky“, čili bytosti, které mohou měnit svůj zevnějšek z lidského na levhartí a naopak. Lidožravý levhart z Kahání, který v polovině 19. století zabil desítky lidí, prý patřil mezi ně. Ve staré Číně byl levhart považován za vtělení boha Ťi. Patřil mezi zvířata symbolizující bojové schopnosti, jejichž výšivky na úředních oděvech označovaly třetí nebo čtvrtou nejvyšší hodnost čínských vojenských hodnostářů.  Podobně tomu bylo v Koreji a Vietnamu. Nicméně šelma nehraje zásadní roli v čínské respektive obecně dálněvýchodní kulturní tradici a mytologii, zvláště ve srovnání s tygrem. V šaolinském bojovém umění kung-fu představoval styl levharta jeden z klasických zvířecích stylů.

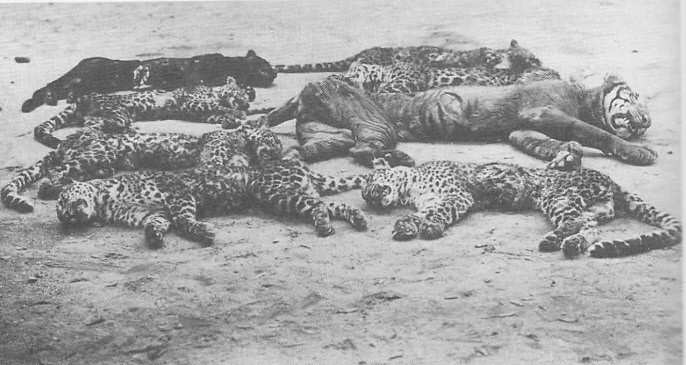
Zvířata usmrcená při obřadu Rampok macan (cca 1900)

Na Jávě byli levharti součástí obětního obřadu Rampok (Rampog) Macan, rozšířeném v 17. až 19. století na dvorech místních vládců. Rituál spočíval v zabíjení v divočině odchycených tygrů a levhartů za účelem očištění země od zla a v 19. století se přeměnil v jakousi show určenou k pobavení místního publika a zahraničních hostů. Levharti zde většinou sloužili jako náhražka za postupně stále vzácnější tygry. Rituál byl členěn do dvou kategorií. Za prvé šlo o boj tygra s vodním buvolem v kleci, který šelma většinou prohrála (sima-maésa). Druhým představením bylo umístění odchycených zvířat na prostranství obestoupené kopiníky. Tygři a levharti, kteří se z obklíčení pokoušeli uniknout, byli obvykle propíchnuti kopími a zabiti.

#### Lovecký levhart
Levhart nebyl nikdy tak populární lovecké zvíře jako například gepard či karakal. Nejstarší doklad o využívání levhartů k lovu pochází ze staré Mezopotámie z Uruku, přibližně z let 2600 až 2360 př. n. l. Archeologové objevili válcové pečetidlo, kde jsou v členitém terénu vyobrazeni dva muži lovící kozy a držící na vodítku levharta. Ve staré Indii byli levharti rovněž používáni jako lovecká zvířata. Cvičení levharti lovili jinak než gepardi a karakalové – využívali svou mrštnost a šplhací schopnosti ve skalnatém a nepřehledném terénu, aby chytali divoké ovce a kozy.

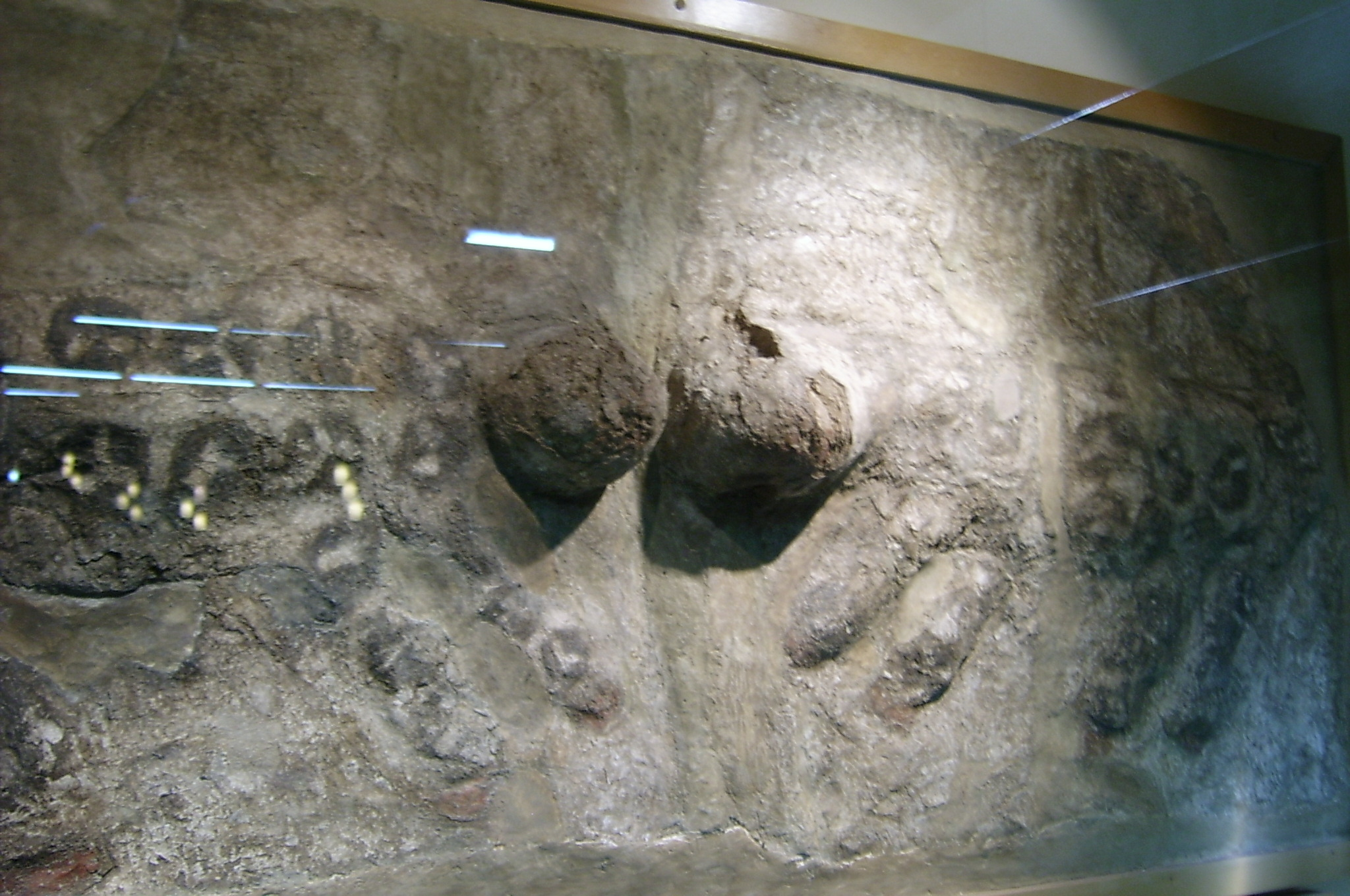
Reliéfy levhartů z Çatal Hüyük staré více než 8000 let
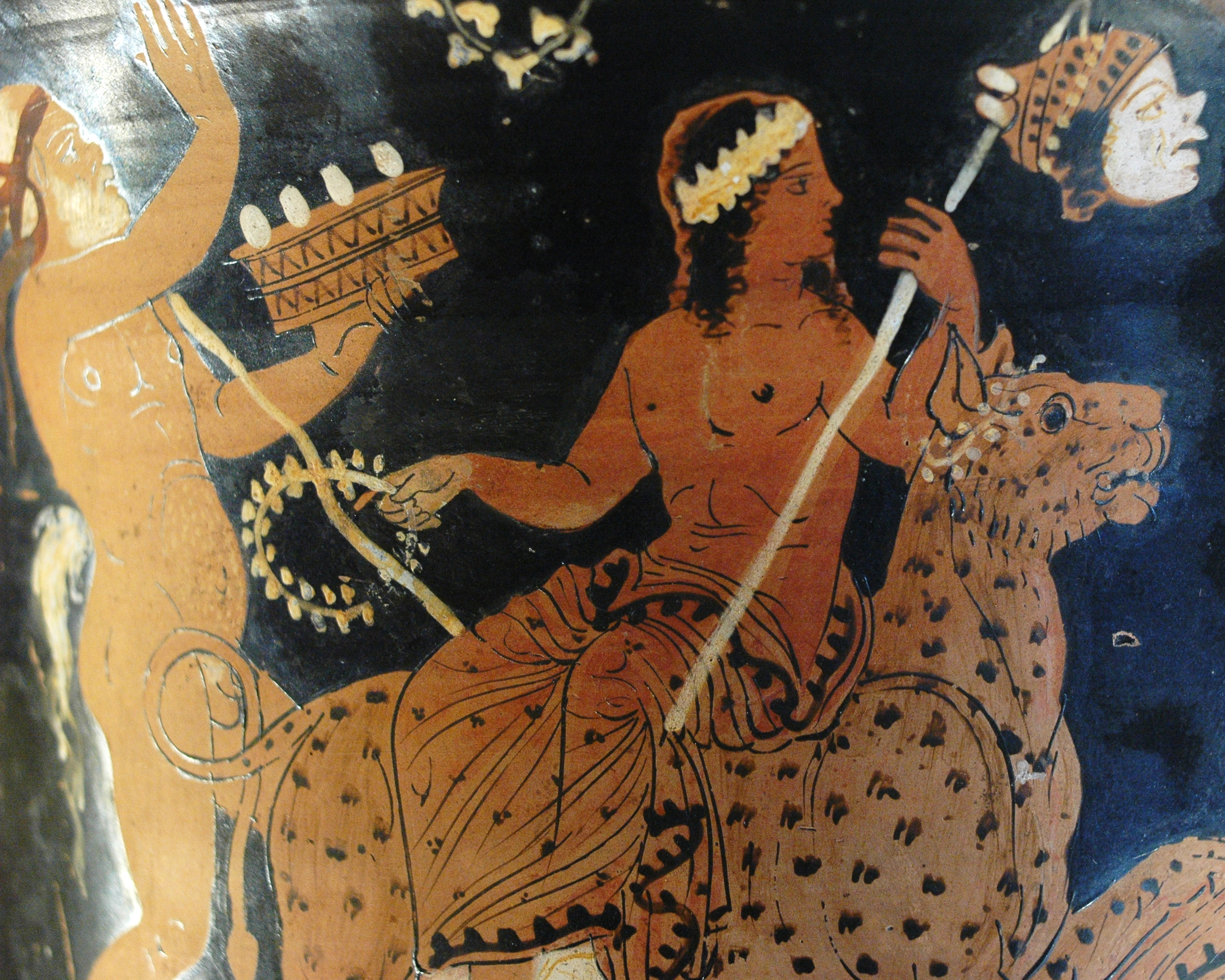
Bůh Dionýsos na levhartím hřbetu (antická váza)
Hrobka levhartů z etruského Tarquinia (Lazio, cca 480-450 př. n. l.)
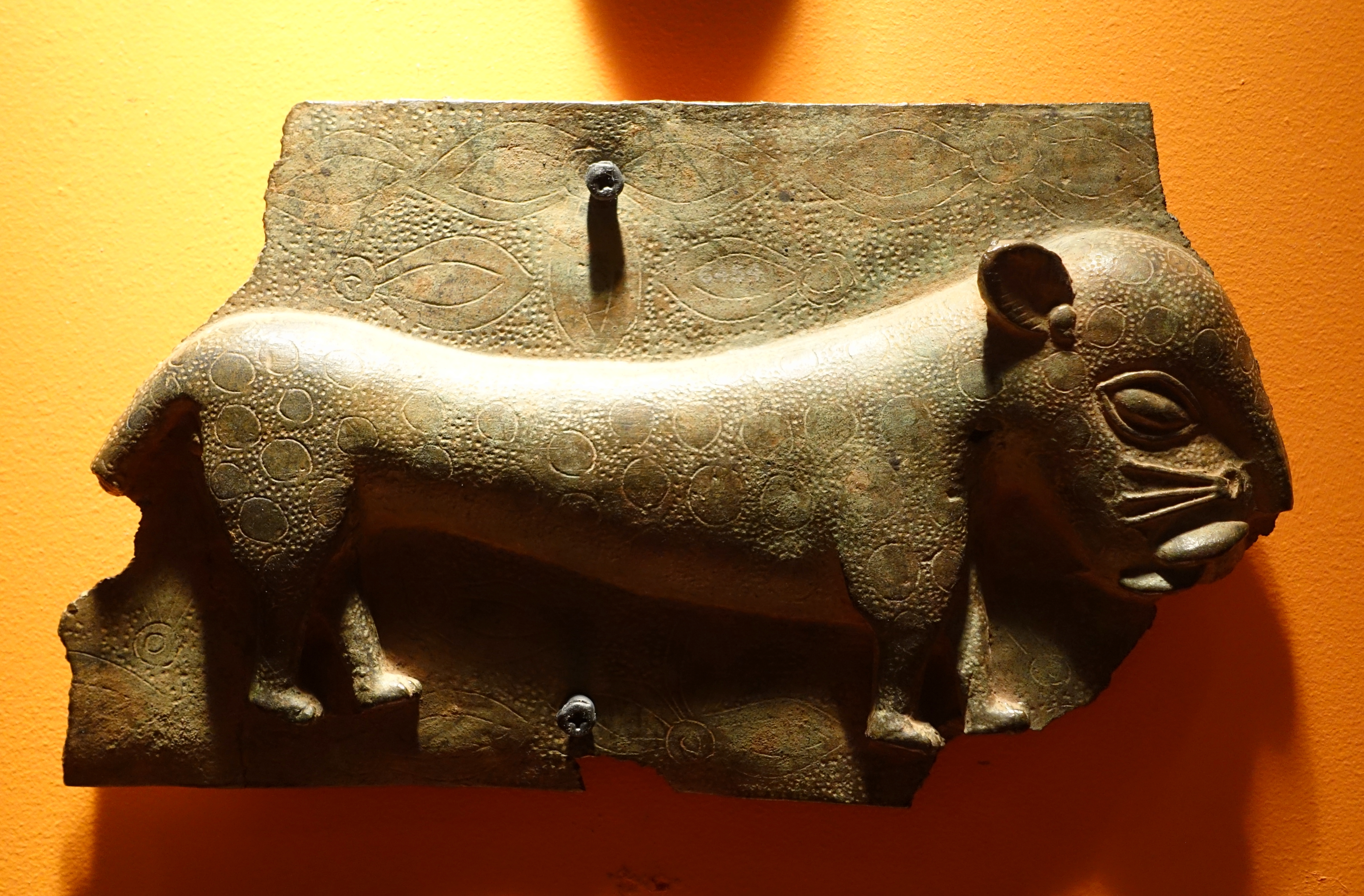
Jedna z afrických kultovních sošek levhartů (17. století)
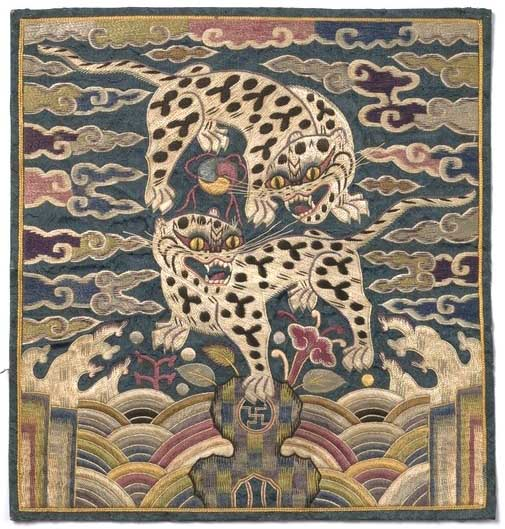
Hedvábná výšivka s levharty jako odznak vojenské hodnosti v Koreji 19. století

#### Heraldika
Historický heraldický levhart byl především ve středověku zobrazován jako lev (s hřívou a bez skvrn), neboť byl považován za křížence (bastarda) lva a pardála. Do erbu si ho proto mnohdy dávali významní levobočci, například Vilém Dobyvatel. Od heraldického lva se lišil tím, že kráčel po čtyřech natočený hlavou do strany (směrem k pozorovateli). Tato pozice se nazývala passant guardant. Ne vždy však zvíře v této pozici představovalo levharta, často šlo skutečně o lva. Rozlišení je tak mnohdy možné jen na základě historie či prostředí vzniku erbu. Francouzská heraldika se v tomto liší od anglické, neboť lva passant guardant obvykle označuje za leoparda. Klasicky zobrazovaný levhart nebyl v tradiční heraldice rozhodně tak populární jako lev. V moderní heraldice je levhart již velmi dobře rozpoznatelný, neboť mívá skvrny a rozety a je bez hřívy. Ve svém znaku má levharta Benin, Demokratická republika Kongo, Gabon, Malawi, Somálsko a jako lva passant guardant například Anglie, Estonsko, Ghana, Fidži či šlechtický rod Hohenlohe.

#### Levhart a moderní doba

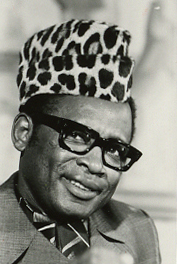
Mobutu Sese Seko ve své typické leopardí čapce

Mnoho sportovních klubů si vybralo levharta za svůj symbol, neboť zosobňuje vlastnosti ve sportu ceněné. Jde například o atletický klub Laffayette Leopards z Eastonu v Pensylvánii, fotbalový tým AFC Leopards z Nairobi a ženský tým amerického fotbalu The Atlanta Leopards. Hokejový tým NHL Florida Panthers, jenž nese název po panterovi, tedy teoreticky po levhartovi, má ve skutečnosti ve svém znaku pumu floridskou. Autobus firmy Leyland a osobní vůz firmy Nissan nesly název Leopard, ale konkurence a tradice značky Jaguar znamená, že na větší prosazení v autoprůmyslu bude vždy nahlíženo jako na pokus o imitaci. V roce 2007 vydal Apple operační systém Mac OS X Leopard (verze 10.5), určený pro počítače Macintosh, o dva roky později nahrazený verzí 10.6 Snow Leopard. Asi nejznámější užití symbolu leoparda ve 20. století bylo v americkém černošském levicovém hnutí Černí panteři (Black Panther Party) ustaveném v roce 1966. V jejich logu se nachází černý levhart ve skoku s rozevřenými čelistmi a vytasenými drápy.
Kožešiny levhartů či jejich imitace, barevné vzory a zobrazení jsou stále hojně používány v módě, dekoraci, šperkařství či tatérství. Konžský diktátor Mobutu Sese Seko, který se na veřejnosti téměř vždy objevoval ve své levhartí čepici, představuje velmi známý příklad využití kožešiny této šelmy v módě.
Leopardi patří mezi jedno ze zvířat využívaných v cirkusech, i když ne tak hojně jako tygři a lvi. Často zde živoří v nuzných podmínkách a jsou vystaveni krutému zacházení.
Levharti byli již od starověku námětem pro numizmatické vzory, což přetrvalo i do moderní doby. Šelmu je možno nalézt také na známkách především afrických a západoasijských zemí. Levharti figurují v mnoha výtvarných a literárních dílech. Patrně nejznámějším knižním levhartem je černý samec Baghíra z Knih džunglí od Rudyarda Kiplinga. Známou komiksovou postavou z dílny Marvel Comics je černošský superhrdina Black Panther, jehož první příběh se objevil v roce 1966.

##### Populární levharti
Popularitu levhartů zvýšily všeobecně známé osudy různých krotkých a polodivokých jedinců, o nichž byly natočeny filmy, sepsány knihy nebo se jim dostalo prostoru v masmédiích. První monografií pojednávající o osudech krotkého levharta bylo dílo Michaely Dennisové Leopard in my Lap z roku 1956. Známým chovatelem těchto šelem se stal Billy Arjan Singh, jenž napsal knihu o třech svých polodivokých levhartech (Prince, Harriet a Juliette) nazvanou Prince of Cats a spolupracoval na vytvoření filmu The Leopard That Changed Its Spots, v němž hraje hlavní roli levhartice Harriet. Levhartům se věnovala také chovatelka velkých šelem Joy Adamsonová, jejíž Příběh levhartice Penny (Queen of Shaba, 1980) o navracení osiřelého mláděte do divočiny nicméně nedosáhl takové popularity jako osudy lvice Elsy ve Volání divočiny (Born Free).

Znak státu Malawi přijatý v roce 1964
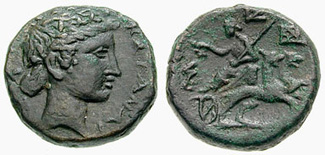
Mince s Dionýsem a levharty pocházející ze 3. století př. n. l. (Sicílie)
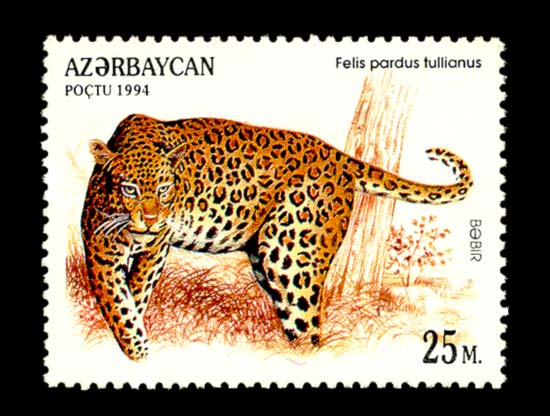
Známka Ázerbájdžánu z roku 1994
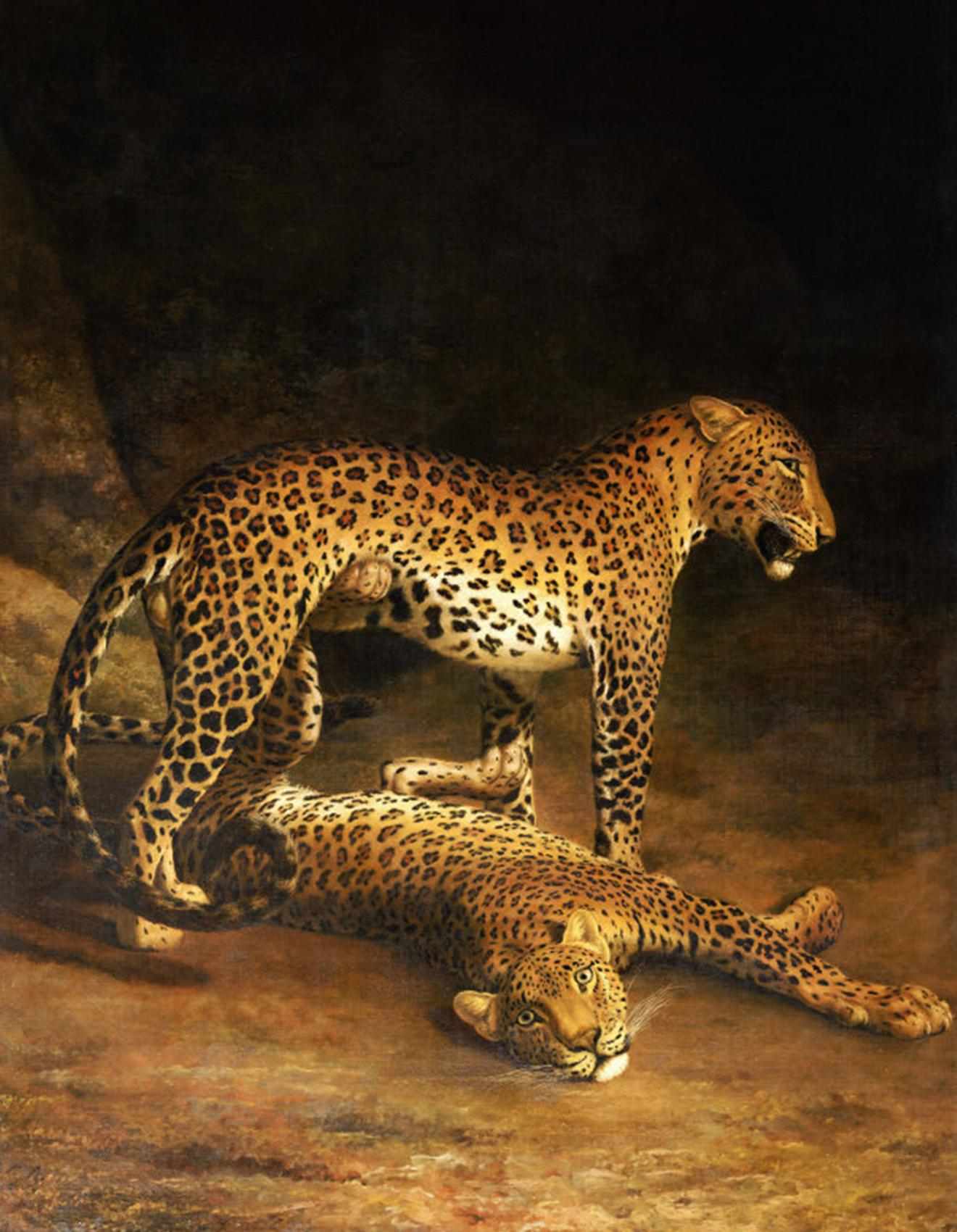
Jacques-Laurent Agasse: „Dva levharti ležící v Exeteru“ (1808)
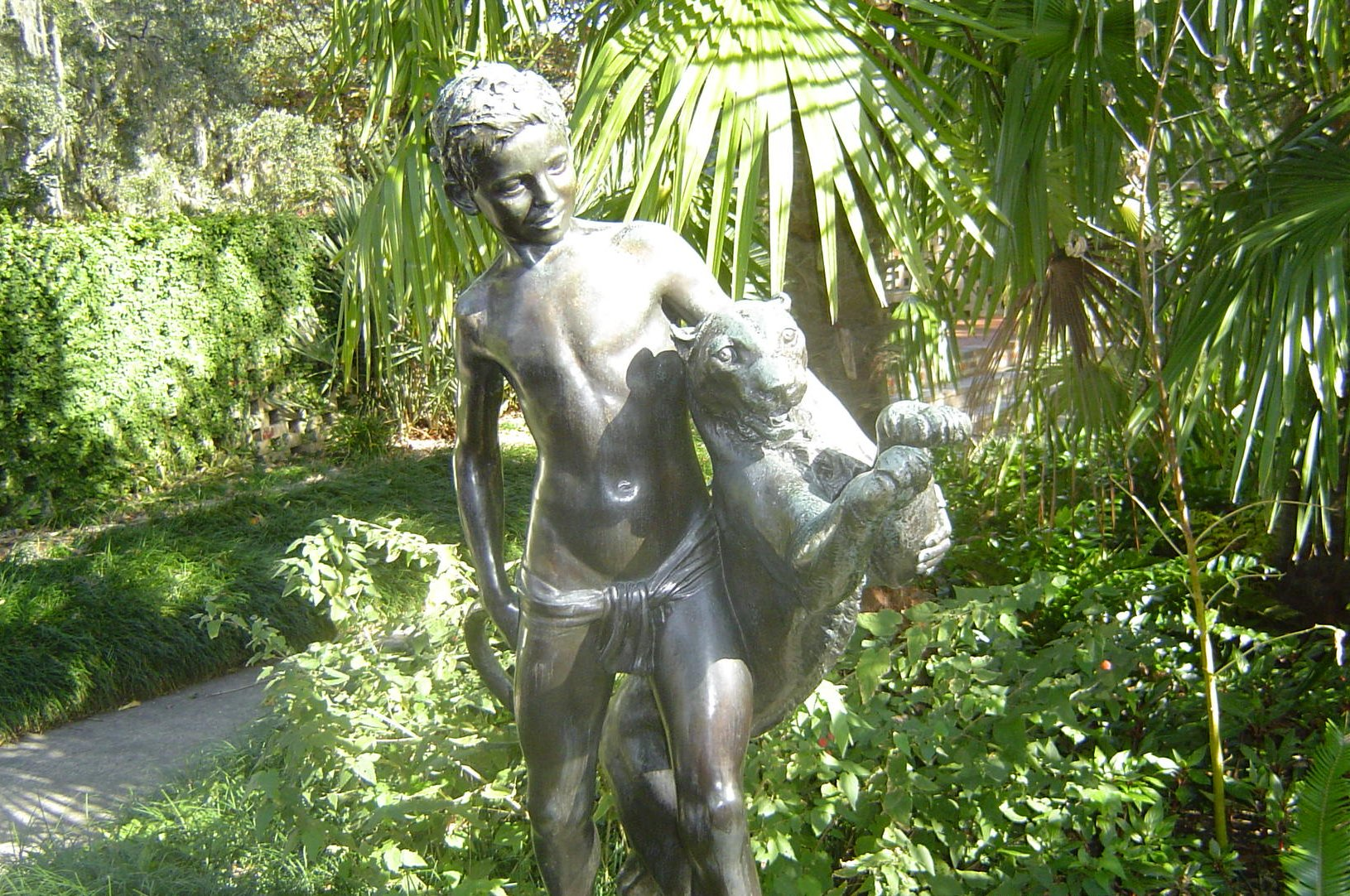
Rudulph Evans: „Chlapec a panter“ (před r. 1919, Brookgreen Gardens, Jižní Karolína)

### Útoky na lidi

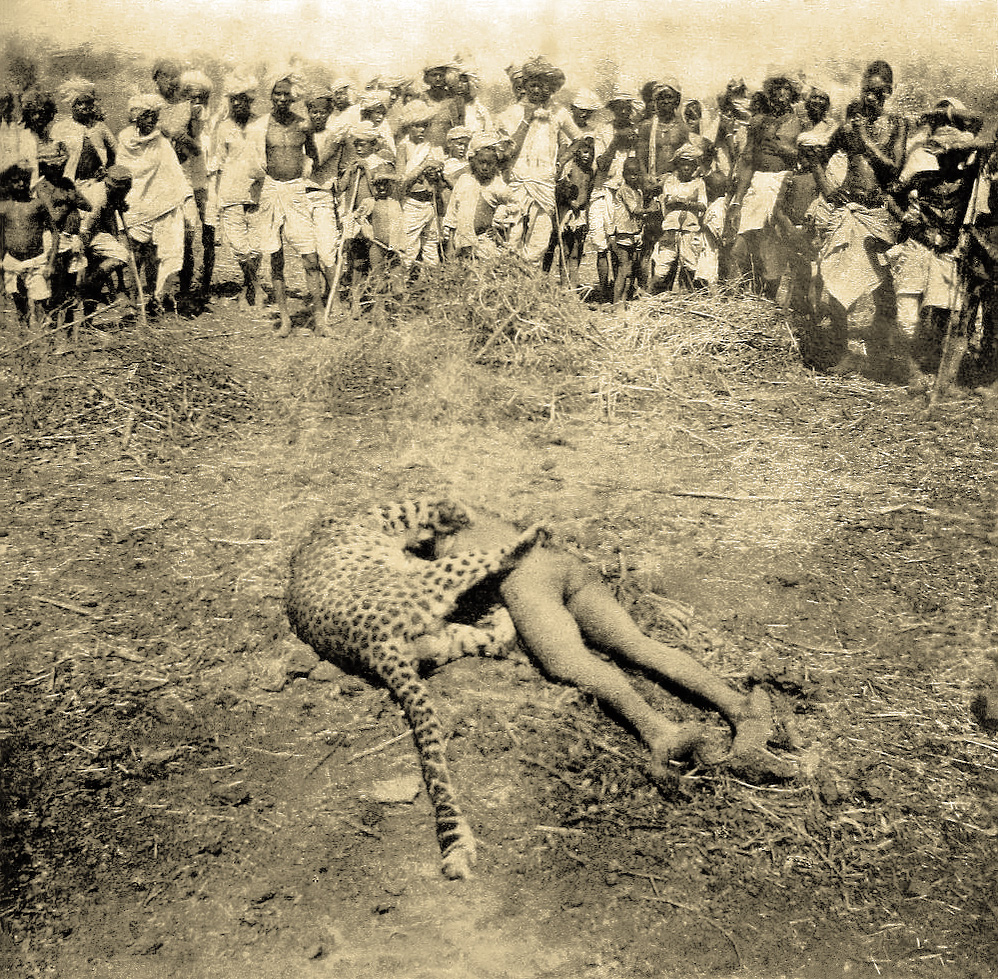
Gunsorský lidožrout byl usmrcen zrovna v okamžiku, kdy zabil svou poslední dvacátou oběť, chlapce z vesnice Somnapur (Seoni distrikt, Indie, 21. duben 1901).

Levharti se řadí spolu se lvy a tygry k těm zástupcům velkých koček, u nichž se poměrně pravidelně vyskytují lidožraví jedinci (u jaguárů jde o vzácnost, u irbisů k tomu nedochází nikdy). Ačkoliv se v poměru k počtu zvířat jedná o velmi malé procento, byly v historii zaznamenány již stovky případů lidožravých levhartů. Mezi lidožrouty se nepočítají jedinci, kteří napadli člověka ve stresu či sebeobraně, ale cílení vyhledávači lidí jako kořisti.

#### Důvody lidožroutství
Ačkoliv z archeologických nálezů víme, že naši pravěcí předkové se stávali relativně běžnou součástí leopardího jídelníčku, mají tyto šelmy od narození instinktivně daný léty vzájemného soužití vyvinutý respekt z člověka a pokud to jde, setkání s ním se vyhnou anebo jeho přítomnost ignorují (například, když si zvyknou na turisty na safari). Výjimečně však dojde k událostem, které tuto šelmu navedou na dráhu lidožrouta. Důvodů je několik. V některých případech je to zranění šelmy, často způsobené člověkem samým, jež jí znemožní lovit přirozenou kořist a hladové zvíře pak někdy zjistí, že ulovit lidi je velmi snadné. Propagátorem tohoto důvodu byl především britský lovec Jim Corbett, který však vycházel především ze studia tygřích lidožroutů. Dále může jít o staré jedince neschopné zabít rychlé divoké zvíře. Občas může levhart sežrat člověka víceméně omylem (náhodné zabití) či zkonzumovat nepohřbenou lidskou mrtvolu (epidemie, válečný konflikt), jeho maso mu zachutná, a pak se na tuto kořist začne zaměřovat. To byl zřejmě případ lidožroutů z Panaru (cholera) a Rudraprayagu (španělská chřipka). V neposlední řadě je to lidožroutství z hladu, kdy nedostatek jiné kořisti donutí levharta napadat domácí zvířata, z nichž už je pak jen krůček k útokům na lidi. Výjimečně se může stát, že lidožravá samice naučí svá mláďata lovit lidi. Nalákat levharty k útokům může i nestandardní lidské chování, například potácení se v opilosti. Mimo všechny tyto kategorie spadají případy, kdy levharti napadli člověka z důvodu pomsty za utrpěné příkoří. Jeden takový incident, kdy transportovaný levhart napadl skrz okénko vozu strážce rezervace, který se ho předtím snažil vystrnadit z klece špičatým klackem, a poté zalezl do kabiny nákladního vozu, přičemž si nechal pootevřené okénko, zaznamenal známý britský vědec Desmond Morris.

#### Analýza levhartích lidožroutů
Ze studií zahrnujících velké množství vzorků tří hlavních lidožroutů (lvů, levhartů a tygrů) vyplývá, že většina levhartů (80 %), kteří požírají lidi, jsou zdraví jedinci v nejlepších letech, čímž se liší především od tygrů (38 %). Mají nicméně výraznou pohlavní diskrepanci. Peter Turnbull-Kemp, autor knihy The Leopard (1967), zjistil, že z do té doby známých 152 lidožroutů bylo jen 9 samic. Levhart, jenž už se vydá na dráhu lidožrouta, se často stává velmi nebezpečným, těžko polapitelným zabijákem. Operuje většinou v noci, dokáže být tichý, lstivý a svým způsobem vynalézavý (otevíraní dveří), umí měnit taktiku a je schopen působit na velkém území. Málokdy reaguje na návnady a pasti, neboť ho většinou přestane zajímat jiná kořist než lidi. Obdivovatel indické přírody Jim Corbett uvedl, že legendární lidožrout z Rudraprayagu si v jednom případě došel pro chlapce do místnosti, kde bylo natěsnáno 40 zcela bezbranných koz, přičemž musel buď přeskákat přes jejich hřbety či se jimi doslova prodrat, aniž by jedinou z nich zabil. Levhart z Panaru se vůbec nezajímal o návnadu v podobě kozy a snažil se zaútočit na Corbetta, který na něj, chráněn trnitými větvemi, číhal na stromě.
Lidožravý levhart napadá většinou ženy a děti a podobně jako tygr může snad i on být schopen rozeznat potenciálně nebezpečného (ozbrojeného) člověka, jemuž se raději vyhne. Výsledkem všech těchto faktorů je v některých případech obrovský počet obětí lidožrouta. Zaznamenaným rekordmanem byl panarský levhart, který začátkem 20. století v indickém distriktu Almora zabil okolo 400 lidí. Levhartí lidožrouti mají ještě některá další specifika. Naprostá většina případů pochází z Indie a Nepálu a to především z doby masivní urbanizace, tedy zhruba od konce 19. do první poloviny 20. století. V Africe nejsou útoky tak časté, ačkoliv rovněž zde existuje mnoho záznamů o zvířecích zabijácích, když například v 80. letech 19. století usmrtil v Somálsku jeden levhart asi 100 lidí.
I začátkem 21. století jsou případy napadení levharty především v Indii poměrně běžné, ačkoliv většinou nejde o klasické lidožrouty, ale jedná se často o útoky zvířat, která se cítí ohrožena lidskými aktivitami (například samice s mláďaty si někdy zakládají doupata v třtinových polích) nebo nedopatřením vlezou do hustě obydlených míst. Nedávným a filmově částečně zachyceným příkladem byl případ levhartího samce, který pronikl do školy v Bengalúru a následně zranil 6 lidí, kteří se ho pokoušeli chytit. Ačkoliv kupříkladu v Indii je zakázáno levharty lovit, bývá mnohdy následkem těchto útoků vybíjení levhartů a dalších šelem v blízkém okolí. Podstatu lidožroutů dobře vystihl Jim Corbett, když zabil levharta z Rudraprayagu: „Ležel zde jen starý levhart, který se lišil od ostatních svého druhu tím, že měl šedivý čenich a chyběly mu hmatové vousky; nejnenáviděnější a nejobávanější zvíře celé Indie, jehož jediným zločinem – nikoli však proti zákonům přírody, ale proti zákonům lidí – bylo, že prolil lidskou krev; ne proto, aby je terorizoval, ale proto, aby mohl žít.“

### Ohrožení

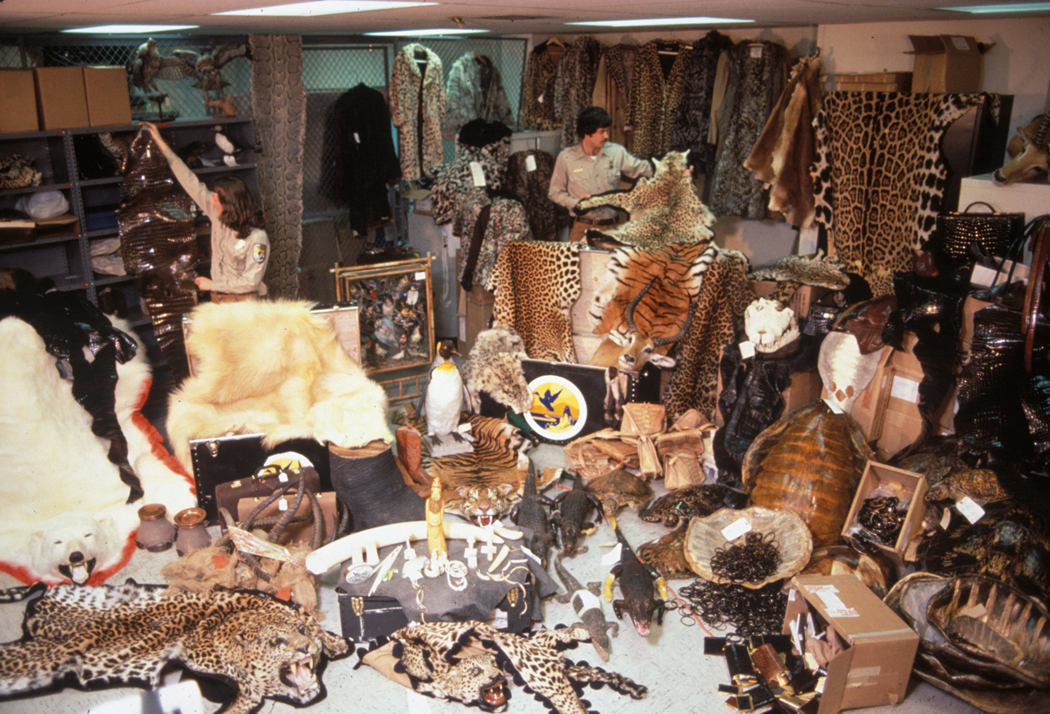
Zabavené zvířecí části na letišti JFK

Hlavními hrozbami pro levharta jsou lidé a jejich aktivity. Ty je možno rozdělit do několika kategorií. Za prvé je to lov kvůli trofejím (především kožešinám), který byl rozšířen hlavně do 70. let 20. století, ale začátkem 21. století stále probíhá. Dále je to lov kvůli obchodu s částmi levhartích těl, které jsou následně využívány v orientální medicíně. Třetí hrozbou je fragmentace životního prostředí, kdy se přirozený biotop levhartů mění na zemědělskou či obydlenou krajinu, přičemž tím lidé často odstraňují či vytěsňují přirozenou potravu této kočkovité šelmy. Nicméně v tomto ohledu je levhart přizpůsobivější než například tygr či lev a dokáže poměrně úspěšně žít i v takto pozměněném biotopu. Jeho přítomnost v kulturní krajině však následně zažehává další konflikty, neboť levharti pak začnou napadat domácí zvířata a ohrožují samotné lidi, a ti se je proto snaží ze svého životního prostředí vystrnadit. Zásadním problémem pro levharty žijící v centrální Africe je konkurence ze strany lidí, kteří zde každoročně uloví obrovské množství divoce žijících zvířat kvůli masu (jen na pomezí Nigérie a Kamerunu jde o více než 900 000 živočichů neboli 12 000 tun masa za rok).
Útoky levhartů na dobytek jsou zřejmě nejdůležitějším důvodem, proč je lidé pronásledují. Například v Bhútánu zabili levharti v letech 2004 a 2005 966 domácích zvířat (pro srovnání tygři za stejnou dobu 232, irbisové 32). Nenávist k nim ještě zvyšuje fakt, že tyto šelmy mnohdy využívají bezbrannosti domácích zvířat a zabíjejí takzvaně do zásoby (surplus killing), což znamená, že najednou usmrtí větší množství zvířat než jedno. Například v Provincii Kapsko byl zaznamenán případ, kdy jeden levhart při jednom incidentu pozabíjel 51 ovcí a jehňat,, v Bhútánu to bylo 22 ovcí za noc. Výsledkem pak bývá odveta, někdy ve formě střílení, ale častěji v podobě kladení otrávených návnad či pastí. Vůči tomuto způsobu pronásledování jsou levharti velmi zranitelní. Zemědělcům v některých státech Afriky je povolováno zabíjet levharty jako hrozbu pro dobytek i retrospektivně, tedy mohou šelmu zlikvidovat, a pak teprve na úřadech získat povolení. Někdy stály za pronásledováním této šelmy iracionální důvody – na Zanzibaru byli levharti považováni za společníky kouzelníků a původce zla a byli po generace zabíjeni. Od 60. let 20. století pak museli čelit vyhlazovací vládní kampani, jíž se podařilo svůj účel naplnit a šelmu do 90. let na ostrově vyhubit.

#### Lov

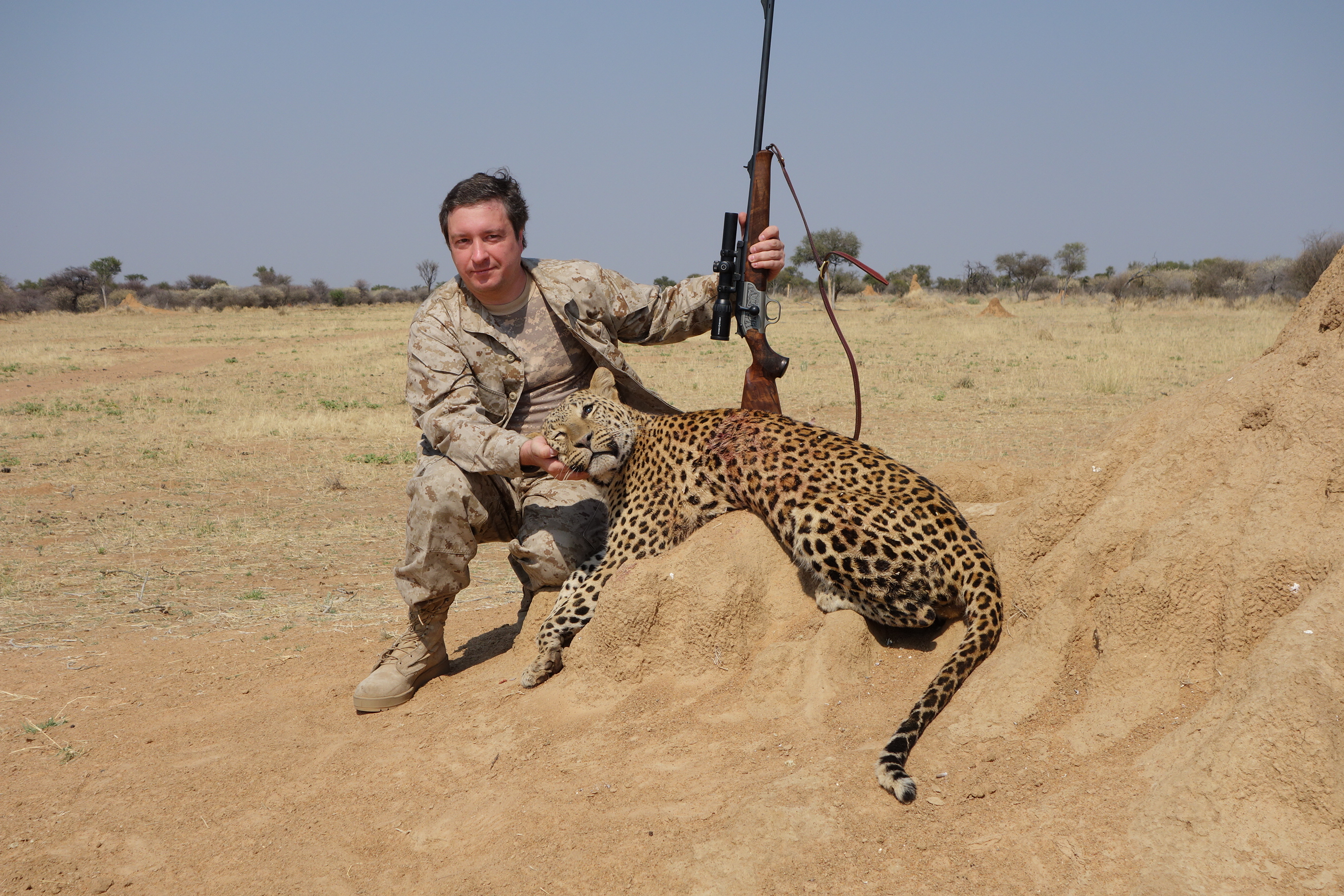
Lovec se zabitým levhartem (Namibie)

Trofejní, obchodní a rituální lov na levharty probíhal již od dávných dob. Organizací velkých loveckých akcí zaměřených především na tygry, ale druhotně též na levharty, prosluli indičtí maharádžové. Tyto hony, v první polovině 20. století často s aktivní britskou účastí, byly pořádány až do 60. let 20. století.
Lovci ze západního civilizačního okruhu se ale angažovali především v Africe. Leopard byl v 19. a velkou část 20. století veden jako nebezpečný škůdce a podle toho k němu bylo přistupováno. Neexistovaly žádné kvóty omezující jeho zabíjení a záleželo jen na schopnostech lovců, kolik jich usmrtí. Levhart patřil mezi Velkou pětku afrických zvířat, jejichž střílení bylo považováno za ukázku odvahy, ba téměř za hrdinství. Šlo v zásadě o sport bohatých vrstev. Účastnily se ho i známé osobnosti veřejného života jako byl Theodore Roosevelt či Ernest Hemingway. Až teprve v 50. a výrazněji v 60. a 70. letech 20. století se pohled na tento druh „sportu“ postupně měnil a tyto masakry začaly být kritizovány.
Ještě v letech 1968 až 1969 však činily v důsledku lovu ztráty subsaharské populace levhartů přibližně 15 000 kusů za rok. V současnosti mají mnohé africké státy nastaveny kvóty na lov levhartů, které se pohybují od 5 do 500 kusů za rok (2011). Příjem z tohoto podnikání je nemalý a dosahuje mnoha tisíc dolarů za jednoho levharta.
V Číně byl levhart v 50. letech 20. století prohlášen spolu s tygrem za „škůdce v zemědělství“ a nemilosrdně pronásledován. Ročně bylo zabíjeno 2 až 3 tisíce levhartů a ačkoliv je šelma od 80. let chráněná, její populace je značně zdecimovaná. V mnoha částech Asie, především v Indočíně, je začátkem 21. století největší hrozbou pro levharty nelegální lov kvůli částem jejich těl následně využívaným v orientální medicíně. Levharti v ní slouží jako náhražka za tygry, kteří jsou ještě podstatně vzácnější. Pytláci ale mají zájem také o jiná zvířata, takže některé oblasti jsou doslova zamořeny různými oky a dalšími pastmi, které decimují velké množství různých druhů. Výsledkem je tzv. defaunace, neboli vymizení populace středních a velkých živočichů z daného území. V Indii bylo v letech 1994 až 2015 podle statistik Wildlife Protection Society of India (WPSI) ročně upytlačeno v průměru 192 levhartů, nicméně sama WPSI udává, že jde jen o zlomek skutečného množství.

### Ochrana
První kroky k ochraně levhartů započaly tím, že lidé začali místo pušek raději používat fotoaparáty a kamery. Stále častěji k tomu docházelo po skončení druhé světové války. Z dosud obdivovaných lovců se postupně stávali veřejností odsuzovaní barbaři. V roce 1961 se velkého lovu na divokou zvěř účastnil jako host maharádžy z Džajpuru manžel britské královny Alžběty II. princ Filip (ironicky nově designovaný prezident britské sekce Světového fondu na ochranu přírody), což vyvolalo velké pobouření britské veřejnosti a nakonec ho donutilo pomocí malého triku (údajný abses na ukazováčku) z akce vycouvat. V roce 1972 vydala indická vláda Wildlife Protection Act, jenž stále platí, a který kromě jiného zakazuje jakýkoliv lov levhartů. Případná problémová zvířata mají být zajištěna a přemístěna. V USA byl veškerý obchod s levhartími trofejemi ve stejném roce rovněž zakázán, ale o deset let později byl na nátlak lovecké lobby opět obnoven pro nekomerční využití.
Levhart je v současnosti (2016) veden v CITES Appendix I jako zvíře, s nímž je obchod omezen na 2560 kusů v rámci 11 zemí Afriky. Jednotlivé africké země však postupně zavádějí moratorium na komerční lov, neboť se snaží o obnovení levhartí populace a začínají preferovat příjmy z turistiky, která generuje větší zisky. V asijských zemích je levhart většinou chráněn v rámci různých rezervací a národních parků. Ty však často nejsou dostatečně velké, aby udržely genetickou diverzitu populace této šelmy.
Hlavními organizacemi s globální působností, které vytvářejí projekty zabývající se monitoringem a ochranou kočkovitých šelem včetně levharta jsou IUCN/SSC Cat Specialist Group a Panthera Corporation.
Mezinárodní svaz ochrany přírody (IUCN) vede levharta jako živočicha zranitelného, přičemž 6 z 9 poddruhů má status buď ohrožený nebo kriticky ohrožený (navíc není ještě vyhodnocen status levhartů indočínského a čínského, jejichž počty také nejsou velké). V roce 2016 provedl IUCN rozsáhlou reklasifikaci druhu a v současnosti probíhá totéž u jednotlivých subspecií. V nedávné době vznikly projekty na záchranu a reintrodukci levhartů perských, mandžuských a arabských.